# サイパンの戦い
サイパンの戦い（サイパンのたたかい）は太平洋戦争中の1944年6月15日から7月9日にかけてサイパン島で行われた、アメリカ軍と日本軍の戦闘。
斎藤義次中将が指揮する第43師団を主力とした日本軍が守備するサイパン島に、ホーランド・スミス中将指揮のアメリカ軍第2海兵師団、第4海兵師団、第27歩兵師団が上陸し、戦闘の末に日本軍は全滅した。このサイパンの戦いにともない、海上ではマリアナ沖海戦（6月19日 - 20日）が発生した。

## 背景

### 絶対国防圏の決定
1943年（昭和18年）、大本営はソロモン諸島での一連が敗戦しアメリカ軍による本格的な反攻を前にして、広がりきった現戦線で戦うことの不利を認識、後方に自主的に戦線を設けて戦線を集約しようという方針の検討を始めた。しかし、日本陸軍と日本海軍ではその方針が異なっており、日本陸軍のアメリカ軍の反攻から思い切って間合いをとり、後方の防衛線で反撃態勢を整えようという方針に対して、戦線の後退は最低限に止め、早期決戦を追求すべきという日本海軍、特に連合艦隊との方針の違いもあって、議論は容易には噛み合わなかった。連合艦隊はギルバート諸島やマーシャル諸島をアメリカ軍侵攻の迎撃帯とするZ作戦要領を発令したが、従来、太平洋正面は海軍の担当地域と考えていた陸軍は、ギルバートやマーシャルには部隊を配置しておらず、陸軍が想定している西北部ニューギニアからマリアナ諸島に至る後方戦線から2,000 ㎞以上も東方に位置しているこれらの離島では、陸海軍が連携しての反撃は困難であるとして激しく反発した。
これら陸海軍の根本的な方針の差は解消されなかったものの、9月30日の閣議及び御前会議で決定された「今後採ルヘキ戦争指導ノ大綱」において「帝国戦争遂行上太平洋及印度洋方面ニ於テ絶対確保スヘキ要域ヲ千島、小笠原、内南洋（中西部）及西部「ニューギニア」「スンダ」「ビルマ」ヲ含ム圏域トス」とする｢絶対国防圏｣が決定された。これは陸軍の主張してきた後方戦線とほぼ同じもので、海軍が主張してきた決戦場である、ギルバートやマーシャルは除外されたが、大綱のなかの｢敵米英ニ対シ其ノ攻勢企図ヲ破摧シツツ｣や｢随時敵ノ反攻戦力ヲ捕捉破摧ス｣の抽象的文言により、絶対国防圏の前方での海軍の作戦を容認する玉虫色の決着であり、この海軍の決戦（艦隊決戦）思想は、陸軍の持久戦略とは相反するもので、のちの絶対国防圏の防衛体制構築を遅らせることになった。
陸海軍は絶対国防圏の防衛方針について協議してきたが、10月になってようやく戦力の配備案がまとまり、支那派遣軍から第3師団、第13師団、第36師団、日本本土から第52師団、第46師団の5個師団が絶対国防圏上に増援として送られることとなった。そして、陸海軍は11月8日に｢中部太平洋方面ニ対スル陸軍部隊ノ派遣ニ伴フ大本営陸海軍部覚書｣を交わして、従来海軍の担当とされてきた中部太平洋地域にも陸軍部隊が派遣されることとなった。絶対国防圏の中核であるマリアナには第13師団、連合艦隊の根拠地であるトラック環礁に第52師団、またアメリカ軍が侵攻してきた島に逆上陸を敢行する専門部隊海上機動第1旅団がマーシャルに配置され、他にもウェーク島、ポナペ島、クサイ島など太平洋諸島に部隊が送られた。陸軍部隊が増援として各地に送られている間、連合艦隊はニューギニア方面で基地航空隊による航空攻勢｢ろ号作戦｣を発令したが見るべき成果もなく、アメリカ軍の侵攻は全く衰えずに、1943年11月にはギルバートに侵攻し、タラワの戦いとマキンの戦いでギルバートを攻略した。
ろ号作戦の惨敗とギルバートの失陥で絶対国防圏前方での決戦思想が後退した海軍に対して、今度は陸軍が1943年（昭和18年）年末から年始にかけて、参謀本部作戦課長服部卓四郎大佐の統裁によって行われた大規模な兵棋演習｢虎号兵棋｣によって、1944年（昭和19年）は｢東守西攻｣の年とする方針を決定した。これは東の太平洋方面では絶対国防圏で持久作戦をとりつつ、西の中国大陸で大規模な攻勢を行うというものであった。この方針転換によって中国大陸では日本陸軍建軍以来最大級の作戦となる｢大陸打通作戦｣（一号作戦）が実施されることとなり、マリアナに向けて派遣予定であった第13師団の派遣は中止された。このように統一感のない混迷した作戦指導によってマリアナの防備態勢構築はさらに遅延していくことになった。

### ｢あ｣号作戦計画

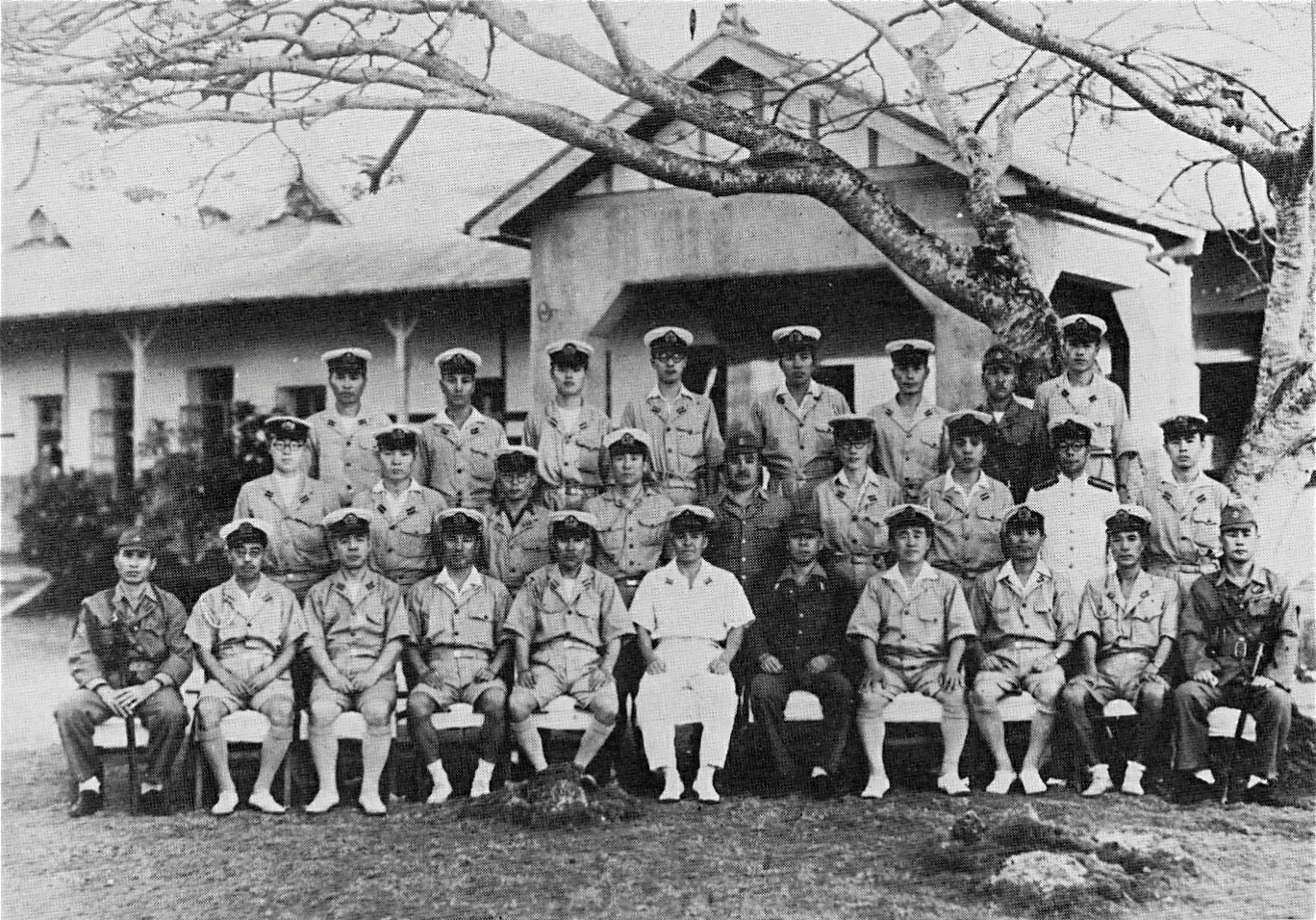
南雲中将以下海軍守備隊幹部

迷走する日本軍の作戦方針に対してアメリカ軍の侵攻は急であり、1944年2月にはかつて連合艦隊が決戦場と主張していたマーシャルに侵攻しこれを占領した。また、1944年2月17日のトラック島空襲や、それに続くマリアナへの空襲もあり、いよいよ絶対国防圏が連合軍の脅威にさらされるなか、その中核であるはずのマリアナには陸軍部隊はおらず、この状況を憂慮した昭和天皇が｢今後は遅れをとらぬよう後方要線を固めよ｣と陸海軍両総長に異例の苦言を呈したため、ようやくマリアナの防備態勢強化が進められることとなった。大本営は第13師団に代わる部隊の選定をしていたが、関東軍から第29師団 （師団長：高品彪中将）を派遣することを決定、さらに、戦局の緊迫化を理由に内閣総理大臣、陸軍大臣、参謀総長の三職を兼ねていた東條英機の命で、1944年2月25日に第31軍（司令官：小畑英良中将、参謀長：井桁敬治少将）を編成して、マリアナ諸島やパラオを含む西カロリンや小笠原諸島の防衛を担当させることにした。昭和天皇は小畑の出発にあたって「マリアナ諸島は日本の運命を決する最後の戦略線である。日本は全力をもってこれを確保する必要がある。軍司令官は全日本国民の期待に応えるため最後の御奉公をせよ」という言葉をかけている。
第29師団は満州から釜山に移動し、2月24日には3隻の輸送艦に分乗してまずはサイパンに向けて出発した。師団長の高品は大本営から「2個師団での防衛を前提とした師団配備」「配備の重点はグアムとせよ」という命令を受領しており、その命令に基づく戦力配置を検討していた。2月29日には大東島沖200㎞を輸送船団は航行中であったが、歩兵第18連隊と師団直轄部隊が乗船していたS型貨物船「崎戸丸」がアメリカ潜水艦「トラウト」の雷撃で沈没、「トラウト」も護衛の駆逐艦の爆雷攻撃で撃沈されたものの、乗船していた約4,000人のうち2,280人が戦死するとともに多くの装備が海没するなど大損害を被ってしまい、高品は当初の計画を変更して、テニアンに向かう予定であった歩兵第18連隊をサイパンで戦力回復させることとした。その後も第31軍の隷下部隊として、関東軍や日本本土から旅団、師団規模の部隊を松輸送でマリアナやパラオなど太平洋正面の島嶼に続々と送り込まれた。
海軍もマーシャルの失陥という事態を受け、トラックに司令部のある第4艦隊では中部太平洋全域の指揮をするのは困難と判断し、陸軍の第31軍編成と並行して、太平洋方面防衛を統括する中部太平洋方面艦隊を編成し、司令官には南雲忠一中将が親補され、司令部はサイパンに置かれた。指揮下には第4艦隊と第十四航空艦隊があったが、艦隊といっても軍艦は殆どなく、航空戦力についても、のちの「あ号作戦」にて、第一航空艦隊に編入されることとなり、実質的には陸上部隊であった。大本営は今までの痛い経験から、陸海軍の統一指揮体制の重要性を痛感しており、第31軍はマリアナ方面の防備を担当する海軍の連合艦隊司令長官の指揮下に入って、中部太平洋方面艦隊の指揮を受ける形となった。陸軍の地上部隊が海軍の指揮下に入るのは、建軍以来初めてのことで日本陸軍としては大きな譲歩であり、東條も南雲を首相官邸に招くと「何とかサイパンを死守して欲しい。サイパンが落ちると、私は総理をやめなければならなくなる」と要請している。しかし、南雲の参謀副長には陸軍の田村義冨少将が就き、また地上戦の戦闘指揮は各師団長が行うという諒解もあっており、南雲の陸軍部隊への指揮権は形式的なものであった。実際に南雲が作戦について何らかの命令を出すことは殆どなく、酒宴などではいつも、植田国境子作詞作曲の大正時代の歌謡曲「白頭山節」の歌詞を「挙がる勝鬨、真珠湾」などと一部変えた替え歌を口ずさむなど、かつての真珠湾攻撃の栄光に浸っている様子であったという。
このほかにもサイパン島には海軍部隊の司令部が多く置かれ、第六艦隊司令長官の高木武雄中将、第1連合通信隊司令官の伊藤安之進少将、第3水雷戦隊司令官の中川浩少将、南東方面航空廠長の佐藤源蔵少将ら高級指揮官が集中しており、陸軍の高級将官も多数いる中で、のちの戦闘で指揮権の混乱が生じている。
2月29日、アメリカ軍とオーストラリア軍がアドミラルティに侵攻してきた。大本営は、アメリカ軍がアドミラルティに侵攻してきたことで、マリアナや西カロリンに侵攻してくる危険性は一旦は遠のいたが、マリアナに侵攻してくる場合には、中間地点を跳梁素通りしていきなり侵攻してくる可能性があると、今後のアメリカ軍の戦略を正確に予測した。そこで、西部ニューギニアに派遣予定であった第14師団を急遽マリアナに送って防備を固めることとし、3月20日に第31軍の戦闘序列に加えた。しかし、3月30日にアメリカ軍機動部隊によるパラオ大空襲があり、パラオが基地機能を失うような大打撃を被ると、大本営によるアメリカ軍の侵攻方向の判断がまた揺らぐこととなり、結局はマリアナより先にパラオや西ニューギニアに侵攻してくる可能性が高いという判断に至った。この判断によって、わずか10日前にマリアナ進出を命じた第14師団を急遽パラオに送ることとし、その代わりに後詰として4月7日になって第43師団（師団長：斎藤義次中将）を日本本土よりマリアナに送ることとした。しかし、この決定の時点では第43師団は未だ動員すらされておらず、準備や訓練で出発まで1ヶ月以上を要することとなり、この遅れがのちのサイパンの防衛準備に重大な影響をもたらすことになる。
パラオ大空襲に伴い海軍乙事件が発生し、古賀峯一連合艦隊司令長官が殉職したが、古賀は新Z号作戦を策定しており、その計画によれば、マリアナ諸島〜西カロリン〜西部ニューギニアを結ぶ三角地帯に邀撃帯を設けて、2方面軍で進攻してくるアメリカ軍を迎え撃とうというものであった。古賀殉職後もこの作戦計画は進められ、アメリカ軍とオーストラリア軍がニューギニア北岸のホーランジアに侵攻してくると（ホーランジアの戦い）、大本営は三角地帯の防備を強化して、一大反撃を加える作戦構想を行うこととし、軍令部が中心となって5月3日には｢連合艦隊ノ当面準拠スベキ作戦方針｣によって決戦構想の「あ号作戦」が策定された。決戦地の選定にあたって、連合艦隊はアメリカ軍の侵攻がパラオとマリアナのどっちが先かはなかなか判断できなかったが、結局は大本営と同様にパラオが先という判断となった。これには、軍令部航空部員源田実大佐によれば「敵の来攻方向はフィリピンを目標とする西部ニューギニアと西カロリンであり、ダグラス・マッカーサーとチェスター・ニミッツの兵力が同時に別の方向に来攻するとは考えず、ニミッツの艦隊はマッカーサーの攻略部隊に応じるであろうと判断していた」という一方的な判断と、連合艦隊の泊地であったリンガ泊地や、｢あ号作戦｣の前進基地と想定していたタウィタウィから比較的近く、またパラオ大空襲で多数のタンカーを喪失していたことから、なるべく油田地帯に近いパラオを含む西カロリンが決戦地として都合がいいとする、日本軍の状況に基づく主観的な判断に基づくものであった。そのため、マリアナにアメリカ軍が侵攻してきた場合のことはあまり想定されておらず、連合艦隊参謀長草鹿龍之介中将によれば、｢パラオとサイパンいずれに来ようとも万全の備えはとっていた｣としているが、実際には基地航空部隊の対応方針は決めていたものの、艦隊の作戦方針については具体的には決められていないなど中途半端なものであった。
連合艦隊はあ号作戦のため、第一機動艦隊（空母9隻、搭載機数約440機）を新設すると共に基地航空隊の第一航空艦隊を中部太平洋に配置した。機動部隊の艦載機と航空基地からの陸上機によって、アメリカ軍の侵攻艦隊を挟撃して撃滅しようという作戦計画であり、マリアナ諸島には、第1航空艦隊第61航空戦隊の零式艦上戦闘機（サイパンに第261海軍航空隊と第265海軍航空隊、テニアンに第343海軍航空隊、グアムに第202海軍航空隊と第263海軍航空隊）、月光（テニアンに第321海軍航空隊）、彗星（テニアンに第121海軍航空隊と第523海軍航空隊）、天山（グアムに第551海軍航空隊）、一式陸上攻撃機（テニアンに第761海軍航空隊、グアムに第755海軍航空隊）、銀河 （グアムに第521海軍航空隊）が分遣された。しかし、第1航空艦隊の基地航空隊は定数1,750機と表面上は大戦力であったが、実際に配備されたのはその半数の750機でうち可動機は500機程度にすぎず、うちアメリカ軍によるトラックやパラオやマリアナへの再三の空襲による損害も激しく、5月15日時点でのマリアナの航空戦力は275機にまで減っていた。基地航空隊の増強に備えるため、飛行場の造成も行われた。サイパン島には既にアスリート飛行場（現在のサイパン国際空港）が完成していた他、オレアイ海岸沿いとカグマン半島に2か所の飛行場が造成中であったが、さらに3月1日にはサイパン北端のパナデルにも新たな飛行場の造成が命じられ、サイパンには4個の飛行場が造成されることとなった。連合艦隊は航空戦力に加えて、第六艦隊の潜水艦隊もマリアナに進出させて、作戦戦力に加えることとしている。
松輸送によって、太平洋方面の戦力増強は進んでおり、第43師団の第一陣や虎の子の戦車第9連隊の戦車73輌と戦車兵990人などがマリアナに到達した。アメリカ軍は多数の潜水艦を配置して、日本軍の輸送の妨害を図っていたが、輸送艦の損失は一部にとどまり日本軍の期待以上の成果を上げていた。しかし、輸送作戦後半の第3530船団は、第43師団の第二陣などを輸送していたが、アメリカ海軍潜水艦の執拗な攻撃によって船団6隻中5隻が沈没するなど大損害を受け、歩兵第118連隊は2,240人の将兵とほとんどの装備を失ない、他にも臼砲42門と戦車30輌などの重装備や、陣地構築用の建築資材の多くが海中に没した。
第31軍司令官小畑はサイパンに司令部を置き、隷下戦力の再編成と再配置を実施した。テニアン以北を担当する北部マリアナ地区集団（指揮官：斎藤義次第43師団長）と、ロタ以南を担当する南部マリアナ地区集団（指揮官：高品彪第29師団長）を編成し、第43師団は北部マリアナ地区集団に組み込まれてサイパン守備を受け持ち、第29師団は南部マリアナ地区集団の主力としてグアムに配置された。

### サイパンの防備準備の遅延

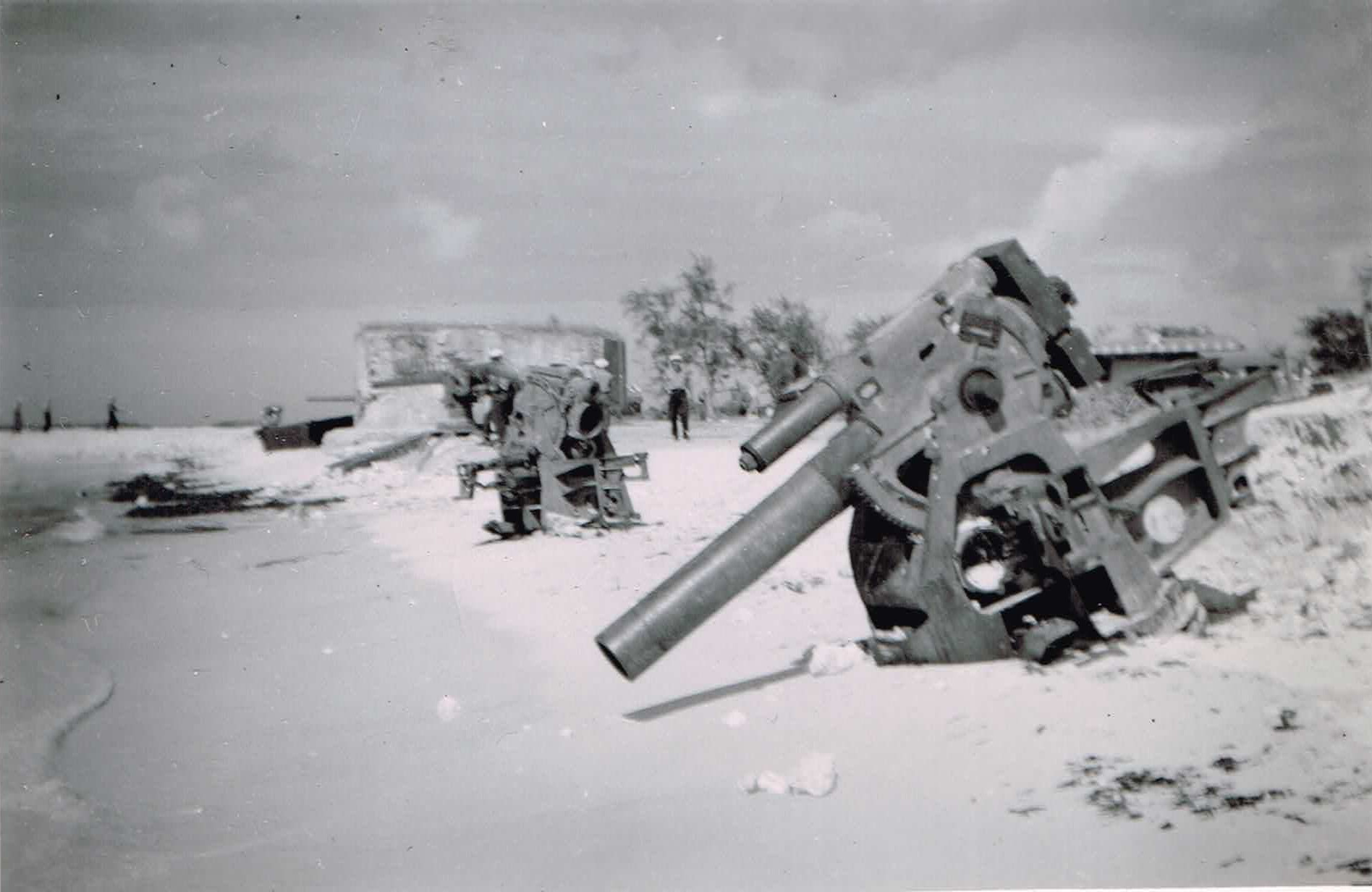
水際にむき出しのまま設置されて撃破された日本軍短二十糎砲、奥にはコンクリート製のトーチカが見える

太平洋戦争開戦時、サイパンには日本海軍海軍陸戦隊第五根拠地隊（司令官春日篤少将）が置かれ、グアムの戦い (1941年)ではアメリカの領土グアム島に侵攻しているが、その後は、日本軍の攻勢による戦線の拡大もあってこの地域はしばらくは安泰であった。しかし、戦局が日本側に不利となると、戦力強化が図られるようになり、日本海軍は、メナド（マナド）攻略作戦で活躍した海軍空挺部隊である横須賀鎮守府第一特別陸戦隊（司令官唐島辰男中佐）900人を機動予備兵力としてサイパンに派遣し、南部にアスリート飛行場（現在のサイパン国際空港）、西岸タナパグに水上機基地、最高峰タッポーチョ山（標高473m）に電探を置くなど、軍事施設を整備していった。1943年9月末にサイパンは絶対国防圏の中核拠点と位置づけられてはいたが、前述の通りに海軍の決戦思想や陸軍の作戦計画の迷走もあって、肝心の防備態勢の構築は殆ど進んでいなかった。
日本軍の守備計画は日本軍伝統の「水際配置・水際撃滅主義」による上陸部隊撃破に主眼が置かれていた。山がちなサイパンは断崖続きで周囲をリーフに覆われており、大部隊の上陸に適している平坦な海浜は南部西岸に位置するガラパンからチャラン・カノアまでの約40kmに渡る海岸線しかない。そのため、この海岸地帯への防衛線構築が優先され、戦車などを投入した大規模な反撃も計画していた。しかし、当初からサイパンに配置されていた日本海軍部隊は、陣地構築よりも飛行場の建設や整備を重視したため、資材や人員はアスリート飛行場の拡張や、オレアイやカグマンの飛行場造成に優先して回されていた。陸軍が進出してきた後も、さらに大本営よりパナデルの飛行場造成が命じられたため、南雲や斎藤は大本営の方針を守って、飛行場の造成を優先し陣地構築は捗らなかった。特にパナデル飛行場については、友軍の航空支援を求める意味からも、守備隊が玉砕する直前まで軍民総力を挙げての造成が続けられた。
3月にサイパンの陣地構築状況を視察した陸軍参謀は「サイパンの防御は零に等しい」という報告を行っている。その後に陸軍によるテコ入れが行われ、増援部隊が続々と到着して表面上の戦力はかなり充実し、計算上の兵力密度は1平方キロメートル当たり約236名、上陸可能な海岸に対する火力密度は1キロ当り6.5門となり、大本営陸軍部（参謀本部）作戦課長の服部卓四郎大佐は「たとえ海軍航空がゼロになっても敵を叩き出せる」と豪語し、東條も「敵がサイパンに来たら我が思う壺だ。そこで待望の殲滅戦を展開しアメリカの戦意を破砕できる」と胸を張っている。
東條の楽観的な見通しは、開戦以降初めて開催された昭和天皇を前にしての陸軍合同の御前兵棋演習において、東條が海軍軍令部の永野修身軍令部総長に「アメリカ海軍の太平洋侵攻を撃破する可能性は十分でしょうな」と質問したのに対して、永野は自信満々に「ご安心を乞う」と答え、逆に永野からの「あれだけの兵力派遣に依って各島の水際防御は完全にいきますか」との質問に対して、今度は東條が「私が太鼓判を押します」と胸を張り、その様子を見ていた昭和天皇が心から安堵していたことに基づくものであった。この頃には、海軍も東條の絶対の自信に対して、サイパンの防衛に関して幻想を抱きつつあり、連合艦隊参謀長の草鹿は東條から直接｢防備に関しては参謀長（東條）が太鼓判を押す、海軍はよけいなことを考えずにしっかりやれ｣と聞かされ、軍令部作戦課長山本親雄は「マリアナには全然来ないとは思わなかったが、あれほど早く来るとは考えていなかった。マリアナには陸軍兵力が入り、相当自信があるのでまず大丈夫と考えていた」という。
東條の楽観的な見通しに加えて、大本営の多くの参謀が「アメリカ軍はいずれマリアナに来るが、それはパラオに来寇した後で、時期としては1944年末」と見ていたことから、部隊の輸送や陣地構築の計画は当初よりも後ろ倒しとされており、大本営は、サイパン防衛の主力である第43師団の各部隊が、順次到着した5月になってからようやく「水際撃滅戦のため、諸隊は遅くとも到着後1ヶ月以内に野戦陣地を完成し、爾後成るべく速やかに要部を永久築城化し、概ね3ヶ月以内に特火点を根幹とする堅固なる陣地を完成すべし」という命令を出している。従って、大本営が目論んでいたサイパンの要塞化は最速でも1944年9月以降ということになり、実際にアメリカ軍が侵攻してきた6月には“野戦陣地”程度しか完成していなかった。水際陣地はところどころに軽掩蓋の重火器陣地があるぐらいで、多くは露天の散兵壕程度のものであり、また後方との交通壕もなく各陣地は孤立化していた。
深刻であったのが建築資材不足で、兵力や装備の輸送が優先されたことから、建築資材の輸送は後回しとされて、6月の時点ではまだ大半が日本内地にあった。その一部が搭載された第3530船団も6月4日と6日の潜水艦攻撃で6隻中5隻が撃沈されて資材の殆どが海没してしまった。従って、慢性的なコンクリート不足のために陣地の多くが木や土で作られることとなった。砲兵の射撃陣地も露天掩体であり、上空からは丸見えとなっており、そんな簡易な砲掩体ですら、全重砲の1/3しか構築できていなかった。戦車第9連隊も戦車を格納する陣地を構築しようとしたが、サイパンの地質は石灰岩で固いため、ダイナマイトや建築機器も持たない戦車兵たちはつるはしとシャベルで固い地面と格闘し、2か月かかって戦車がどうにか格納できるぐらいの穴を掘るのが精いっぱいであった。弾薬は1会戦分は備蓄できていたが、そのうち弾薬庫などに格納できていたのは1/3程普度で、残りの2/3はアメリカ軍上陸時にも埠頭地区に露天で山積みされたままと全く防衛準備は進んでいなかった。軍司令官の小畑はこのような状況を見て「恒久建築用に適した資材を入手できるまでは、防御陣地を目に見えるほど強化することは不可能だ。兵士がいかにたくさんいようとも、彼らは陣地構築に関しては何もすることができず、腕を組んで座っているだけだ。とても我慢できない状況に置かれている」と海軍の南雲に不安を打ち明けている。最高司令官である南雲も、サイパンに発つ前、家族に「今度は生きては帰れないぞ」語っていたなど戦死を覚悟していたという。
また、サイパン防衛の主力であった第43師団は、日本内地ではもっぱら名古屋の防空と工業地域の防衛訓練に注力してきた部隊で、地上戦闘の訓練は未熟のいわゆる“弱兵師団”であった。サイパンへの進出命令が出て、出発するまでの1か月間に泥縄式の島嶼防衛訓練を繰り返し、形ばかりの“精鋭師団”としてサイパンに送られたが、師団主力がサイパンに到着したのはアメリカ軍上陸のわずか1か月前の5月20日であり、補給が滞ってただでさえ少ないセメントや鋼材などの資材にも乏しく、多くの将兵たちはやることもなく、ずっと「腕組みをして突っ立ている」という有様であった。結果的には日本軍の防衛準備は少なくとも100日は遅延しており、師団長の斎藤は「海軍の護衛力も貧弱で、サイパンの持久戦は覚束ない」と嘆じ、遅かれ早かれ玉砕の運命に終わることを予感していたが、前線の悲観的な見通しとは裏腹に、軍中央の強気な姿勢は変わらず、大本営の報道部長は東條の楽観的な見通しに準じて「敵のサイパン来寇は無謀の大冒険」であるとか「自ら墓穴を掘る以外の何物でもない」という報道を行い国民の安堵を促している。
斎藤はサイパンを北から、北地区、海軍地区、中地区、南地区の4地区に分割し、各地区にそれぞれ核となる部隊を配置した。そのうち、ガラパンを含む40kmの海岸線の中央で、最もアメリカ軍の上陸の可能性が高い中地区と海軍地区は、歩兵第136連隊（連隊長小川雪松大佐）の担当地区とし、ガラパン周辺の海軍地区には、第1大隊（福島勝秀大尉）を置き、第5根拠地隊の唐島部隊や第55警備隊（司令：高島三治大佐）などの海軍部隊は、反撃戦力として海岸線から離れた位置に配置転換し、海軍地区という地区名も中地区右地区に変更した。オレアイ周辺の中地区には第2大隊（安藤正博大尉）が配置され、中地区左地区に地区名が変更された。残る第3大隊（野々村春雄大尉）は師団に予備として拘置され、タポチョ山南東に配置され反撃戦力として使用される計画であった。サイパン北部は歩兵第135連隊が、輸送船が撃沈されて大損害を被っていた歩兵第18連隊に代わって守備を担当することになった。歩兵第18連隊は順次グアムに移動していったが、第1大隊（久保正男大尉）と迫撃砲中隊と衛生隊はグアムに移動前にアメリカ軍が侵攻してきたため、そのままサイパンに残されることとなっている。重要拠点アスリート飛行場もある南地区には、第43師団以外の派遣隊や、輸送船を撃沈されてサイパンに残置された部隊などを再編制して組織された独立混成第47旅団（旅団長：岡芳郎大佐）の、独立歩兵第315大隊（河村勇二郎大尉）、独立歩兵第316大隊（江藤進大尉）・独立歩兵第318大隊（宮下亀冶大尉）と、第3530船団で大損害を被っていた歩兵第118連隊第1大隊が配置された。

### アメリカ軍の作戦計画

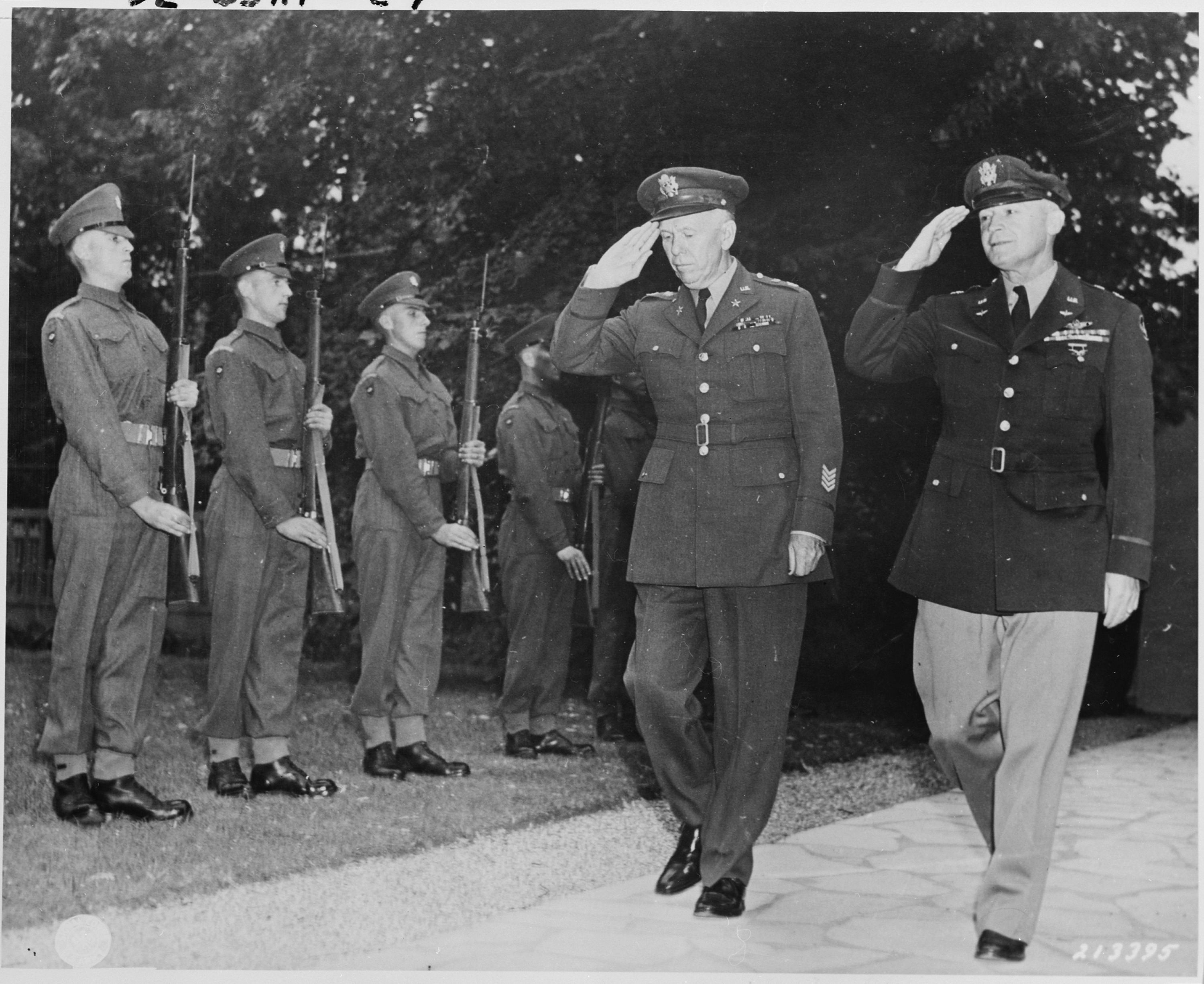
日本本土空襲のため、マリアナ侵攻を主張したヘンリー・ハーレー・“ハップ”・アーノルドアメリカ陸軍航空軍司令官（右）とジョージ・マーシャル陸軍参謀総長（左）

1943年、アメリカはアリューシャン方面の戦い、ソロモン諸島の戦いで日本に対して反攻を開始したが、太平洋戦線は指揮権が連合国遠征軍最高司令部に一本化されていたヨーロッパ戦線と異なり、ダグラス・マッカーサー大将率いるアメリカ陸軍が主力の連合国南西太平洋軍（SWPA）とチェスター・ニミッツ提督率いるアメリカ海軍、アメリカ海兵隊主力の連合国太平洋軍（POA）の指揮権が分権していた。マッカーサーはかねてから指揮権の統一を主張しており、一本化した戦力によってニューブリテン島攻略を起点とした反攻計画「エルクトロン計画」を主張したが、栄誉を独占しようというマッカーサーを警戒していたアーネスト・キング海軍作戦部長が強硬に反対し、結局太平洋の連合軍の指揮権の一本化はならず、1943年5月にワシントンで開催された、アメリカ合衆国大統領フランクリン・ルーズベルトとイギリス首相ウィンストン・チャーチルによる「トライデント会議」によって、太平洋は従来通り連合国南西太平洋軍と連合国太平洋軍が2方面で対日反攻作戦を展開していくことが決定された。
反攻ルートについては、フィリピンの戦いでのバターンの戦いの屈辱を早くはらしたいとして、フィリピンの奪還を急ぐマッカーサーは、ニューギニアからフィリピンという比較的大きい陸地を進攻することによって、陸上飛行基地が全作戦線を支援可能となることや、マッカーサーがこれまで行ってきた、日本軍の強力な陣地を素通りして弱い所をたたくというリープフロッギング（蛙飛び）作戦によって損害を減らすことができると主張していたのに対して、ニミッツは、従来からのアメリカ海軍の対日戦のドクトリンであるオレンジ計画に基づき、太平洋中央の海路による進撃を主張し、マッカーサーに対しては、陸路を進撃することは、海路での進撃と比較して、長い弱い交通線での進撃や補給となって、戦力の不経済な使用となることや、日本本土侵攻には遠回りとなるうえ、進撃路が容易に予知されるので日本軍に兵力の集中を許してしまうこと、また、進撃路となるニューギニアなどには感染症が蔓延しており、兵士を危険に晒すことになると反論した。
アメリカ統合参謀本部は、双方の主張を取り上げて、マッカーサーはビスマルク諸島とニューギニアを前進しミンダナオを攻略、一方でニミッツは、ギルバート諸島を攻略、次いで西方に転じて、クェゼリン、エニウェトク、グアム、サイパン、ペリリューへと前進し、両軍はルソン島か台湾で一本になると決められ、8月のケベック会談において作戦案をチャーチルも承諾した。連合軍の基本方針は、まずはナチス・ドイツを打ち破ることを優先し、それまでは太平洋戦線での積極的な攻勢は控えるというもので、投入される戦力や物資はヨーロッパ70％に対して太平洋30％と決められていたが、マッカーサーやキングが、日本軍の手強さと太平洋戦線の重要性をルーズベルトに説いて、ヨーロッパと太平洋の戦力や物資の不均衡さは改善されており、このような大規模な2方面作戦を行うことが可能となっていた。なおもマッカーサーは、中部太平洋には日本軍が要塞化している島がいくつもあって、アメリカ軍に多大な出血を強いることになるため、自分に戦力を集中すべきと食い下がったが、ニミッツは、ニューギニアを主戦線とすると空母部隊が日本軍の陸上基地からの攻撃の危険に晒されると反論した。このニミッツの反論には空母をマッカーサーの指揮下には絶対に置かないという強い意志もはたらいており容易に議論はまとまらなかった。
ニミッツは中部太平洋の侵攻においては、日本海軍の泊地があるトラック環礁が重要拠点と考えており、トラックとパラオ島のある西カロリン諸島の攻略を望んでいたが、ニミッツの上司となるキングは、マリアナ諸島が日本本土と南方の日本軍基地とを結ぶ後方連絡線の中間に位置し、フィリピンや南方資源地帯に至る経済的な生命線の東翼を担う日本にとっての太平洋の鍵で、これを攻略できれば、その後さらに西方（日本方面）にある台湾や中国本土への侵攻基地となるうえ、日本本土を封鎖して経済的に息の根を止めることもできると考え、マリアナが戦争の戦略的な要になると評価しており、その攻略を急ぐべきだと考えていた。
アメリカ陸軍でも、アメリカ陸軍航空軍司令官ヘンリー・ハップ・アーノルド将軍が、新鋭戦略爆撃機B-29による日本本土空襲の基地としてマリアナの確保を願っていた。既に中国本土から日本本土を空襲するマッターホルン計画が検討されていたが、中国からではB-29の航続距離をもってしても九州を爆撃するのが精いっぱいであり、日本本土全てを出撃圏内に収めることができるマリアナはアーノルドにとって絶好の位置であった。また、中国内のB-29前進基地への補給には、補給量が限られる空路に頼らざるを得ないのと比較すると、マリアナへは海路で大量の物資を安定的に補給できるのも、この案が推奨された大きな理由のひとつとなった。そこでアーノルドは連合軍首脳が集まったケベック会議で、マリアナからの日本本土空襲計画となる「日本を撃破するための航空攻撃計画」を提案しているが、ここでは採択までには至らなかった。
アーノルドらの動きを警戒したマッカーサーは、真珠湾から3,000マイル、もっとも近いアメリカ軍の基地エニウェトクからでも1,000マイルの大遠征作戦となる マリアナ侵攻作戦に不安を抱いていたニミッツを抱き込んで、マリアナ攻略の断念を主張した。アーノルドと同じアメリカ陸軍航空軍所属ながらマッカーサーの腹心でもあった極東空軍(Far East Air Force, FEAF)司令官ジョージ・ケニー少将もマッカーサーの肩を持ち「マリアナからでは戦闘機の護衛が不可能であり、護衛がなければB-29は高高度からの爆撃を余儀なくされ、精度はお粗末になるだろう。こうした空襲は『曲芸』以外の何物でもない」と上官でもあるアーノルドの作戦計画を嘲笑うかのような反論を行った。
キングとアーノルドは互いに目的は異なるとはいえ、同じマリアナ攻略を検討していることを知ると接近し、両名はフィリピンへの早期侵攻を主張するマッカーサーに理解を示していた陸軍参謀総長マーシャルに、マリアナの戦略的価値を説き続けついには納得させた。キング自身の計画では、マリアナをB-29の拠点として活用することは主たる作戦目的ではなく、キングが自らの計画を推し進めるべく、陸軍航空軍を味方にするために付け加えられたのに過ぎなかったが、キングとアーノルドという陸海軍の有力者が、最終的な目的は異なるとは言え手を結んだことは、自分の戦線優先を主張するマッカーサーや、ナチスドイツ打倒優先を主張するチャーチルによって停滞していた太平洋戦線戦略計画立案の停滞状況を打破することとなり、1943年12月のカイロ会談において、1944年10月のマリアナの攻略と、アーノルドの「日本を撃破するための航空攻撃計画」も承認され会議文書に「日本本土戦略爆撃のために戦略爆撃部隊をグアムとテニアン、サイパンに設置する」という文言が織り込まれて、マリアナからの日本本土空襲が決定された。
その後も、マッカーサーはマリアナの攻略より自分が担当する西太平洋戦域に戦力を集中すべきであるという主張を変えなかったので、1944年3月にアメリカ統合参謀本部はワシントンで太平洋における戦略論争に決着をつけるための会議を開催した。その会議ではマッカーサーには統合参謀本部の方針に従って西太平洋方面での限定的な攻勢を進めることという勧告がなされるとともに、空襲によって無力化されたトラックを迂回して、マリアナ侵攻のフォレージャー作戦（掠奪者作戦）を1944年6月に前倒しすることが決定された。この計画前倒しは、ポナペ、ヤップ、パラオも飛び越したいわばリープフロッギング（蛙飛び）作戦の三段跳ねのような画期的な作戦であって、日本軍には全く予想ができないものとなった。
また、アメリカ側にとっても、ヨーロッパ戦線で計画されているオーヴァーロード作戦とほぼ時期が同じで、太平洋とヨーロッパの2方面で大上陸作戦が準備されることとなり、アメリカの圧倒的な物量が証明されることとなった。空前の規模となったノルマンディ上陸作戦に対しては、マリアナ上陸作戦は規模の面は見劣りするものの、ドーバー海峡横断という比較的短距離侵攻のノルマンディに対して、マリアナは真珠湾から3,000マイル、もっとも近いアメリカ軍の基地エニウェトクからでも1,000マイルの大遠征作戦であり、その作戦の困難さは決してオーヴァーロード作戦に劣るものではないと思われていた。しかも、オーヴァーロード作戦は2年にも渡って準備されてきたが、フォレージャー作戦の準備期間はたったの3ヶ月であった。
ニミッツの連合国太平洋軍司令部は翌4月から作戦準備に入り、航空機からの空撮、潜水艦で沖合からの海岸撮影など偵察を繰り返し、日本側の暗号電報や海軍乙事件で入手した機密書類で得た情報を総合的に分析していく。タラワの戦いなどで日本軍の強固な陣地に苦戦してきたアメリカ軍は、サイパンの日本軍の陣地をつぶさに偵察して「これまで遭遇してきたものよりずっと少数で、海岸沿いにはコンクリート製の機関銃座や小要塞が驚くほど少なかった」と評価し、戦力については、サイパンの日本人3万人の内戦闘員は1万前後だが、上陸実行時には守備隊は1万5千〜1万8千に増強されていると推定（実際は31,629人 とアメリカの推定よりもかなり多かった）、対するアメリカ軍上陸部隊は第2海兵師団と第4海兵師団で約7万1千、他に陸軍第27歩兵師団など2.5個師団分を予備兵力として準備しており、また艦砲射撃、戦車、バズーカ、航空機の地上支援など火力と物量で圧倒し、日本軍兵数に関する推定と実際の誤差など問題にならないほど大兵力を集中させていた。
アメリカ海兵隊はタラワの教訓を活かして上陸作戦の改良を進めており、マーシャルの攻略においては、日本軍の守備隊12,000人を撃破したのに対して、アメリカ軍の戦死者はわずか600人であった。海兵隊はさらに上陸戦闘の改良を図るべく、ホーランド・スミス海兵中将は、作戦の1か月前の5月10日に、第2海兵師団と第4海兵師団をハワイに集めて徹底的な上陸訓練を行うなど、アメリカ軍の侵攻時期を見誤っている日本軍と比較して万全の体制で作戦に臨むこととなった。出港準備中であった5月25日、真珠湾でウエスト・ロッホ爆発事故が発生し、弾薬の誘爆によって6隻のLSTが沈没、他多数の艦船が損傷、死者163人、負傷者396人を出して大量の弾薬を焼失したが、作戦に与えた影響は最低限に止まり、事故対応で1日出港が延期されただけであった。

## 主要戦闘経過

### 前哨戦

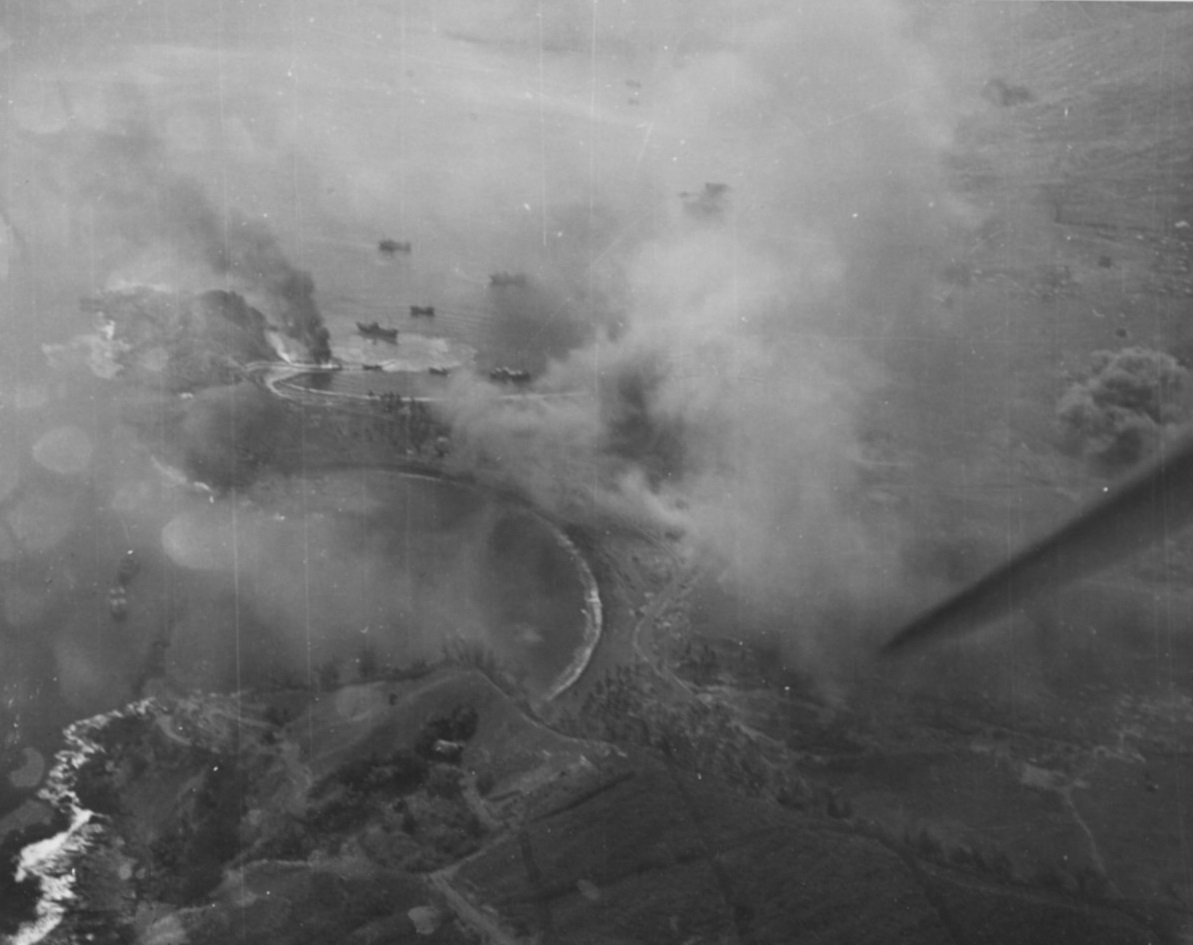
空襲される日本艦船

5月26日、レイモンド・スプルーアンス大将は重巡洋艦「インディアナポリス」に座乗し、上陸部隊を満載した輸送船団を率いて真珠湾を出港した。途中のマーシャルで第58任務部隊などと合流し、合計535隻の艦船と127,000人の将兵を従えて、マジュロ環礁に集結した。5月30日、千早猛彦海軍大尉の操縦でナウル基地を飛び立った日本海軍の偵察機「彩雲」が、これを確認した。6月5日にも「彩雲」で再びマジュロ環礁を偵察し、アメリカ軍が出撃準備を急いでいることを確認した。しかし、大本営はアメリカ軍の攻略目標をマリアナとは予想していなかった。これは、直前の5月27日に日本側の想定外であった西部ニューギニア沖合のビアク島にアメリカ軍が上陸（ビアク島の戦い）したことから、大本営の関心がビアクに集中していたからであった。ビアクは絶対国防圏の外ではあったが、艦隊決戦を要望する海軍は、ビアクに上陸してきたアメリカ軍を叩くことによって、ニミッツの機動部隊を誘引して決戦する好機が到来したと判断し、渾作戦を発動、海上機動第2旅団による逆上陸を掩護するため、左近允尚正少将率いる艦隊の派遣と、海軍第一航空艦隊の基地航空隊の一部のビアク方面派遣を決定した。
しかし、6月3日に渾部隊がB-24に発見され追尾されていたことで、大事を取って連合艦隊が作戦を中止、その後、大和、武蔵の戦艦部隊を送って、より規模を拡大して作戦が行われることとなり、マリアナの第1航空艦隊第61航空戦隊可動350機の約半数も作戦への投入が決定され、真珠湾攻撃からのエース・パイロットである第261海軍航空隊飛行隊長指宿正信大尉らがインドネシアのモルッカ諸島にあるハルマヘラ島に飛び立った。ハルマヘラに進出した第61航空戦隊はワクデ島のアメリカ軍飛行場を攻撃して60機を撃墜破し、ビアク守備隊支隊長の歩兵第222連隊長葛目直幸大佐は、水際撃滅作戦を取らず、上陸部隊を内陸に引き込んで持久戦を行いアメリカ軍を苦戦させ、激怒したマッカーサーから、上陸部隊指揮官の第41歩兵師団師団長ホレース・フラー少将が司令官を解任されるほどであった。これらビアクを巡る戦いによって、アメリカ軍にその意図はなかったが、結果的に陽動となって日本軍の関心はビアクに集中してしまった。第31軍司令官の小畑も、ビアクにアメリカ軍が上陸してきたため、パラオへのアメリカ軍侵攻が近いと判断し、5月28日から軍幕僚の大半を連れて、パラオ島、ペリリュー島、アンガウル島の陣地構築状況の視察に向かっている。
6月9日にはスプルーアンス率いるサイパン攻略の大艦隊がマジュロ環礁を出撃しサイパンに向かった。スプルーアンスはビアクを巡る戦いで、海軍兵力ではマッカーサー軍に勝っているはずの日本軍が空母による攻撃をしてこなかったことで、ビアクより遥かに地上の航空戦力が劣勢なマリアナにおいて、引き続き日本艦隊は戦力温存策をとって、大規模な攻撃をしてくることはないと考えて、大胆にマリアナに接近していった。同日に連合艦隊は再度千早の「彩雲」にマジュロ環礁の偵察をやらしたが、そのときにはスプルーアンスの艦隊は出撃したあとで、環礁内はもぬけの殻であった。連合艦隊は千早の偵察によってアメリカ軍の大艦隊がどこかに向かっているということは認識し「あ号作戦決戦準備」を号令したが、どこに向かっているまでは判断できず、6月10日にはテニアン沖で偵察機2機が未帰還となるなど、一時的にアメリカ軍艦隊を見失ってしまった。
6月11日、上陸に先立って日本軍の航空戦力を叩くべく、スプルーアンスの本隊より先行していた第58任務部隊司令官マーク・ミッチャー中将がマリアナの日本軍基地の攻撃を命じた。ミッチャーは奇襲とするため、いつもと攻撃方法を変更することとし、早朝ではなく午後13時にマリアナの日本軍各飛行基地を延べ1,100機の艦載機で空襲した。日本海軍航空隊は渾作戦で戦力を分散させていたうえ、搭乗員の多くがマラリアやデング熱などの感染症を患っていて、アメリカ軍のマリアナ侵攻に対抗できたのは100機そこそこだった。また奇襲効果もあって満足に迎撃もできず、邀撃戦は分散且つ少数機で行われ、第一航空艦隊司令官角田覚治中将がいたテニアン島ですら、第301海軍航空隊戦闘316飛行隊の「零戦52型」10機が迎撃するのがやっとであったが、来襲してきたのが新鋭艦載戦闘機「F6Fヘルキャット」であったうえに、戦闘316飛行隊は飛行隊長の美濃部正少佐が空戦の訓練を全く行わせていなかったなど、練度に問題があり、一方的に撃墜されて全滅するなど、この後のマリアナ沖海戦における「マリアナの七面鳥撃ち」を予感させるような一方的な戦いとなり、第58任務部隊は日本軍機100機の撃墜撃破を報告しているのに対して「F6Fヘルキャット」の損失は対空砲火によるものも含めてわずか11機であった。
6月12日にはグアムから、前日は空襲中に空中退避して無事であった陸上攻撃機「銀河」7機が、第58任務部隊に夜間雷撃を敢行したが戦果はなく、前日に引き続き、延べ1,400機の艦載機が、今度は未明の午前2時40分から午前7時30分にかけてマリアナの各島に来襲した。昨日の空襲で殆どの戦力を失っていた日本軍も、テニアンから艦上爆撃機「彗星」5機を第58任務部隊を攻撃に出撃させ、グアムからは「零戦」13機が迎撃に上がったが、前日と同様に一方的な戦いで帰還できたのは「零戦」1機のみとなった。第58任務部隊の戦果報告も撃墜破22機と控えめなものとなり、この日をもってマリアナの日本軍航空戦力は壊滅し、アメリカ軍艦隊を地上の基地航空隊と機動部隊で挟撃しようという「あ号作戦」の計画 は実現困難となってしまった。連合艦隊はこの両日の空襲でアメリカ軍がマリアナに侵攻してきたと考えたが、大本営は、「彩雲」が発見した艦隊が輸送船団を伴っていなかったことから、ただの空襲でマリアナへの侵攻かは判断できないと態度を保留している。
13日にはW・A・リー中将率いる第58任務部隊第7機動群の高速戦艦隊、「ワシントン」、「アイオワ」、「ニュージャージー」、「サウス・ダコタ」、「インディアナ」、「アラバマ」、「ノース・カロライナ」の7隻の戦艦がサイパンに接近して艦砲射撃を開始、16インチ（40.6cm）砲 2,400発を撃ち込んだ。翌14日には、旧式戦艦「テネシー」、「カリフォルニア」、「メリーランド」、「コロラド」の4隻と巡洋艦、駆逐艦で編成された第52任務部隊が合流し、艦砲射撃とフロッグマンの偵察と海中工作物の除去任務の支援を行った。第52任務部隊は艦砲射撃の訓練を積んできたこともあって絶大な効果を発揮し、日本軍の水際陣地に多大な損害を被らせた。また、フロッグメンが日本軍の攻撃で死傷者を出しながら、水中を偵察したことで、駆逐艦隊が機雷を警戒せずにサイパンに接近することができ、昨日までの偵察で判明していた日本軍砲台や陣地に正確な砲撃を浴びせて、次々と撃破していった。
連合艦隊はこの13日をもって「マリアナに来攻中の米機動部隊は米主力艦隊でしかも攻略企図をもっていると思われるので、連合艦隊は主力をもって決戦配備に移ることに決した」と渾作戦を中止し「あ号作戦決戦用意」を発令した。しかし大本営は、未だに輸送船団を発見できていなかったことから、パラオ大空襲と同様のアメリカ機動部隊による空襲の可能性が高いと分析し、マリアナへ侵攻との判断はしなかった。
6月14日の艦砲砲撃は、サイパンを7個のエリアに分けて優先度をつけ、発見していた目標に砲撃を浴びせていくという念の入ったもので、砲撃を受けている日本軍にとっては、あたかもカーペットを敷いていくような徹底したものに感じたという。第43師団も司令部が置かれていたチャラン・カノアの日本人小学校の校舎がまず吹き飛ばされ、次には構築したばかりでコンクリートが生乾きの司令部用防空壕も吹き飛ばされた。師団参謀の平櫛孝少佐は前線が心配となり、激しい砲撃の中で水際陣地に部隊を配置していた歩兵第136連隊司令部に連隊長小川を訪ねたが、連隊司令部ながら膝ぐらいまでの深さしかない塹壕の野戦司令部で戦況を見ていた小川は「今日までに半数の兵を失った」と顔面を蒼白にして平櫛に報告している。アスリート飛行場にも砲撃は加えられ、航空機は20機を残して撃破された（この20機は後日、飛行場を占領したアメリカ軍にそのまま鹵獲される）。在泊中の日本艦船は脱出を図ったが、そのうち最大の第4611船団はほぼ全滅した。上陸前の艦砲射撃は138,891発8,500トンにも達して、構築が不十分であった水際陣地は大打撃を被った。しかし、本格的な砲撃が開始されたのは第52任務部隊の旧式戦艦隊が到着してからの1日だけとなり、結果的に多くの日本軍陣地や砲台が生き残って、上陸部隊に大量の出血を強いることとなった。
6月13日に引き続き、6月14日もアメリカ軍のフロッグマンがサイパンに接近し、珊瑚礁を入念に偵察して進入路に目印の標識を立てた。この様子を見ていた第31軍は、未だ輸送船団は姿を現わしてはいないものの、アメリカ軍の上陸企図は明らかとして大本営に報告した。この日、中部太平洋の戦況緊迫化に伴う準備状況を上奏に参内した東條は、渾作戦の中止などの上奏を行ったが、アメリカ軍の侵攻については、第31軍が輸送船団を発見していなかったことから、従来通りカロリン方面という判断を変えず、既に野戦築城を完成させているので、海軍部隊と協力して敵の上陸企図を必ず破砕できると、昭和天皇に対して絶対の自信を披露した。
6月15日の夜明けには、戦艦「ペンシルベニア」、「ニューメキシコ」、「ミシシッピ」も加わり、旧式戦艦8隻、巡洋艦11隻、駆逐艦26隻が激しい艦砲射撃を開始した。サイパン全島が爆炎や黒煙に覆われるなか、沖合に多数のアメリカ軍の輸送艦が現れた。輸送艦に乗船している多数の海兵隊員は午前4時に起床し、4：45から朝食をとっていた。そして、サイパンが艦砲射撃で炎上するのを眺めながら、旗艦の揚陸指揮艦「ロッキー・マウント」に座乗していたターナーの命令により、5：45から上陸準備を開始し、上陸する海兵隊を掩護するため、午前6時40分には合計1,000機の艦載機が飛来して、海岸線の日本軍陣地を攻撃した。
アメリカ軍サイパン上陸の報に接した大本営と連合艦隊は、直ちに指揮下全部隊に対し「あ号作戦決戦発動」を下令した。基地航空隊と機動部隊で来寇アメリカ機動部隊を撃滅し、次いでサイパン攻略部隊も全滅させようという計画であったが、既に基地航空隊が壊滅したことは認識していなかった。豊田副武連合艦隊司令長官は全軍に対し『皇国ノ興廃此ノ一戦二在リ、各員一層奮励努力セヨ』と宣し、士気を鼓舞した。第一機動艦隊もフィリピンのギマラスよりマリアナに向けて出撃し、6月18日から19日にかけての艦隊決戦を予想していた。このサイパン島への侵攻は、パラオ方面への侵攻を予想していた日本軍を驚かせた。軍司令官の小畑はアメリカ軍上陸の一報を聞いたときはヤップを視察しており、慌ててサイパンへ帰還することとしている。サイパンで陸軍の最先任であった第43師団長の斎藤は温厚な人柄であり、軍司令官不在の作戦指導を第31軍参謀長の井桁に一任することとし、斎藤よりは階級が下の井桁がグアムの小畑と連絡を取りつつ、命令の起案、大本営との連携を行うこととなった。

### 水際撃滅

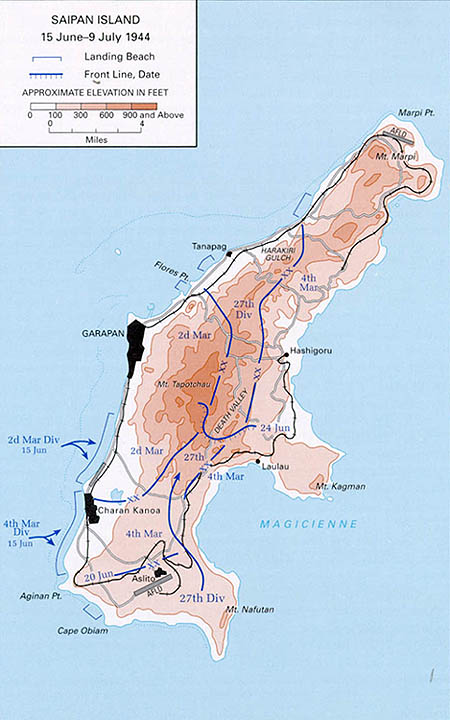
アメリカ軍の上陸地点。海兵2個師団の4個連隊が初日に上陸している。

大本営は、マリアナに来襲したアメリカ軍は空母9隻、戦艦9隻を基幹とするもので、上陸兵力は1、2個師団と判断し、「この堅固なる正面に猪突し来れるは敵の過失」として、守備隊の勇戦敢闘で撃退できると確信していた。これまで強気であった東條も予想外にサイパンへの侵攻が早まったのにもかかわらず、昭和天皇に対して「サイパン、テニアン、グアムは確保できる」と、絶対の自信を披瀝するほどであったが、日本側の上陸部隊の戦力推計は過小判断であった。
アメリカ軍はタラワの戦いでLCVPが珊瑚礁の浅瀬を航行できず、多くの兵士が浅瀬を徒歩での上陸を余儀なくされて大損害を被った教訓から、上陸する将兵は浅瀬まではLCVPで進み、そこでアムトラック（水陸両用車）に乗り換えて上陸するといった、上陸戦術の改善を行っており、膨大な数のアムトラックが準備された。第2海兵師団と第4海兵師団の上陸部隊は、半数がアムトラック、半数がLCVPに乗り込み、可能な限り海岸近くまで接近した戦艦「テネシー」と「カリフォルニア」を主力とした巡洋艦と駆逐艦による艦砲射撃の支援の元にチャラン・カノアを中心に南北に広がるビーチを目指して殺到してきた。
6月11日から続いた上陸までの激しい空襲と艦砲射撃で、地上に暴露していた陣地施設等は殆ど破壊されてしまい、水際陣地の火砲の半数が撃破され、ビーチ正面を守っていた各部隊は連日の砲爆撃で大損害は被っていたが、師団長の斎藤は進んでいない陣地構築のなかで、兵力を一部縦深配置しており、掩蓋をかけたり地形を巧みに利用した陣地や、丘陵地区に配置されていた砲兵は比較的損害が少なく健在であった。また多数設置していた偽陣地に砲撃が分散したのも艦砲による被害を減少させる要因となった。なかでも、タポチョ山南東の南郷神社付近の山中に展開していた独立山砲兵第3連隊の損害は軽微で、野戦重砲大隊（黒木弘影少佐）の九六式十五糎榴弾砲12門は砲爆撃による損失が1門もなかった。独立山砲第3連隊は、南京攻略戦、徐州会戦、武漢攻略戦、南昌作戦、宜昌作戦、第一次長沙作戦といった日中戦争の主要会戦を戦ってきた精鋭で、関東軍として満州で猛訓練を積んできたのち、サイパンに送られてきたものであり、砲爆撃の打撃から立ち直った陣地から順次砲撃を開始し、第1派の上陸部隊は正確な砲撃によって、アムトラックが31輌が撃破されるなど大損害を被った。
それでもアメリカ軍は8：45に第1派が上陸に成功すると、第4派までに合計700輌ものアムトラックでビーチに海兵隊員を送り込み続け、上陸開始わずか20分で8,000人を上陸させた。上陸した海兵隊員からは「敵の対船砲火は、今のところ効果なるものとは見えず」や「部隊は170地区を堂々と前進中なり」などと順調な戦況を伝える無電が入っていたが、ビーチ正面を守っていた日本軍守備隊南地区独立歩兵第316大隊と中地区左地区歩兵第136連隊第2大隊は、大損害を被りながらも粘り強く抵抗を続けており、アメリカ軍が制圧できていた地域はビーチからわずか縦深90ｍにしかすぎずに、狭い橋頭保に多数の海兵隊員がひしめくこととなってしまった。一方日本軍は、激しい艦砲射撃や艦載機による攻撃で海岸線に設置されていた火砲は次々と撃破されていたが、山中に配置されていた独立山砲兵第3連隊の火砲や、海岸を見下ろす丘陵地域に巧みに配置されていた、中・小口径で機動式の火砲と迫撃砲部隊も多くは健在で、砲爆撃の打撃から立ち直って砲撃を開始し、第4派と第5派の上陸部隊が接近してきたとき日本軍の砲火が最も激烈となった。日本軍の火砲は、事前にあらかじめ珊瑚礁に着弾を集中するように射角を調整していたが、アメリカ軍のアムトラック隊が珊瑚礁に差し掛かると、日本軍の砲撃によって珊瑚礁の線全体に水柱と炎の幕が下りたように見え、沖合の艦艇の水兵からは、一連の多数の機雷がひとつの信号で同時に爆発したかのように見えたという。
第6海兵連隊第1大隊は海上だけで100人が死傷するなど、日本軍の砲撃によってアメリカ軍は大損害を被り、多数のアムトラックが撃破されたことから搭乗していた海兵隊員は泳いでの上陸を余儀なくされ、多くの兵器や装備が水にぬれて使用不能となった。上陸しても、狭い橋頭保に日本軍の砲弾が絶え間なく飛来し、多数の海兵隊員を吹き飛ばした。アメリカ軍は巧みに隠された迫撃砲を発見する手段がなく、上陸部隊からは平文で「敵迫撃砲を爆撃されたし」という悲痛な無電通信が入り続けた。海岸に張り付いた海兵隊員は絶え間なく着弾する日本軍の砲弾から身を守るため、砲弾でできた弾痕をさらに掘り進めて即席の蛸壺壕を作って身を潜めたりしていたが、死傷者は増大する一方であった。前線よりは、「形勢は、相当困難なり」という苦戦を知らせる無電通信も寄せられて、同行していた従軍記者の間に「これは本当の危機らしいぞ」という緊張が走り、予想外の苦戦にホーランド・スミスは、日本軍の兵力が想定より50％以上は多かったことを認識した。また、健在であったサイパン北端の海軍海岸砲は、艦砲射撃をしている艦船に応射を行い、戦艦「テネシー」の5インチ砲を1門撃破し死傷者35名の損害を与えている。
アメリカ軍は138,891発8,500トンの艦砲射撃を行い、海岸陣地をより弱体化できたと考えており、日本軍の猛烈な反撃は全くの予想外だった。アメリカ軍による自らの艦砲射撃についての評価は、かなりの成果を挙げてアメリカ軍の勝因の最有力なものの一つとなったとの前向きな評価をしつつも、上陸当日、海岸線で日本軍の猛烈な反撃を被る事となった為、サイパン戦での艦砲射撃の効果は「不十分」であったとも分析し、
- 準備砲撃期間が短く、目標が多かった
- 空中観測の訓練が不十分
- グアム戦を見越して弾薬を節約していた
- 日本軍火器の偽装と陣地変換が巧みであった

との反省点を挙げている。
ニミッツも「上陸地点に向けられた不十分な砲火だけではあまりにも不徹底であり、海岸の背後や両翼陣地には、丘陵地帯にガッチリ据えつけられた多数の火砲や機銃が無傷で残っていた。」と回想している。
第43師団師団長斎藤は、空襲と艦砲射撃で師団司令部を破壊されていたので、6月13日以降は南郷神社付近の洞窟に戦闘指揮所を設けてそこから戦闘指揮を行っていた。また、独立混成第47旅団長の岡は、戦闘指揮所を前線により近いヒナシス丘陵付近に前進させ、自ら第一線の戦闘を指揮していた。斎藤は、水際撃滅の為に戦車第9連隊第5中隊（吉村中隊長）と、他の島に転用予定ながらアメリカ軍の上陸に遭遇してしまった独立歩兵第315大隊（前歩兵第40連隊第3大隊）などの逆襲部隊を、岡の戦闘指揮所のあるヒナシス丘陵周辺に集結させた。

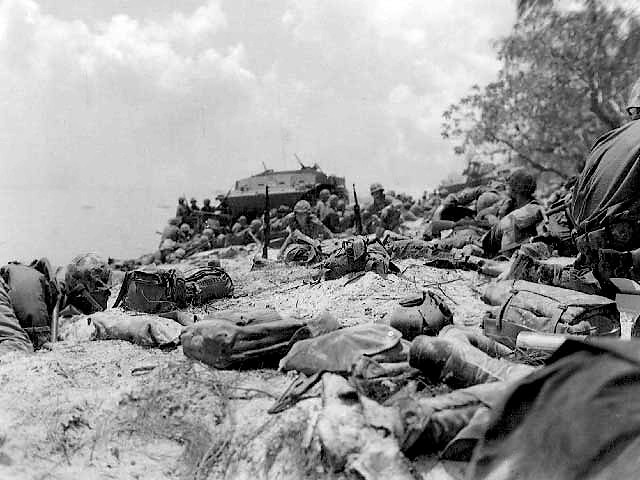
激しい日本軍の攻撃に死傷者が続出するアメリカ海兵隊。

11時までには上陸したアメリカ第2海兵師団は前線を400ヤード（365m）進めたが、日本軍の砲撃で大損害を被っており、特に第6海兵連隊はこれまでに35％の戦力を失っていた。斎藤は反撃の好機と判断し、正午ごろに独立歩兵315大隊を主軸とする1,000名の歩兵と吉村戦車中隊約15両に反撃を命じた。12時にオレアイ付近で日本軍の反撃を受けた第6海兵連隊は、戦車の支援がなかったので日本軍の戦車の攻撃にM3 37mm砲やバズーカで対抗したが、日本軍の猛攻に水際まで一旦押し切られそうになった。吉村戦車中隊の95式軽戦車は、アメリカ軍のアムトラックに戦車の砲台を取り付けたアムタンク（水陸両用戦車）と戦車戦になったがそれを撃破し、さらに第6海兵連隊の作戦将校たちが搭乗していたアムトラックも撃破して、作戦将校を死傷させた。
第6海兵連隊の苦境を救ったのが、海岸近くまで接近していた巡洋艦と駆逐艦の艦砲射撃で、艦砲射撃と態勢を立て直した第6海兵連隊の反撃によって、独立歩兵第315大隊は大損害を被って撃退され、吉村戦車中隊も2両を残し撃破された。この後も、アメリカ軍の艦砲射撃は猛威を振るって、日本軍守備隊に大打撃を与えており、ヒナシス丘陵で戦闘指揮をしていた独立混成第47旅団長の岡も艦砲射撃により戦死し、これまでアメリカ軍に大損害を与えてきた砲兵も艦砲射撃や空爆などによって、15日の日中には半数程度が沈黙していた。
それでも、残った日本軍防衛線は各所で頑強な抵抗を行いアメリカ軍の占領地域は容易には拡大できなかった。夜までにアメリカ軍が確保したのは、海岸線の南北1キロ縦深数百メートルと細長い地域に過ぎず、これはアメリカ軍の計画の半分にも満たなかった。特にアメリカ軍上陸地域の南端アギガン岬とほぼ中央のアフェトナ岬（日本側呼称：ススペ崎）の日本軍陣地はアメリカ軍の攻撃を何度も撃退し、陣地を確保していた。なかでもアフェトナ岬は第2海兵師団と第4海兵師団上陸点の中間にあたり、アフェトナ岬を攻略できなかったことにより上陸初日の夜を、両師団は分断された状態で迎えることとなってしまった。分断された両師団は12人から15人で編成された偵察班を互いに派遣して連絡を取り合おうとしたが、両班ともに全員が行方不明となり、1人も帰ることはなかった。アメリカ軍は日本軍が掘削していた深さ2ｍの対戦車壕を利用し、戦闘指揮所や野戦病院として活用した。日本軍の砲弾は夜でも絶え間なく飛来しており、海兵隊員は対戦車壕や自ら掘削した蛸壺壕のなかで不安を抱きながら夜を迎えた。
上陸初日のアメリカ軍の損害は、第2海兵師団だけで戦死者・行方不明者は553名負傷者は1,022名に上った。また第4海兵師団を含めれば死傷者は2,000名以上となり上陸したアメリカ軍の10%にも達している。これは、のちの硫黄島の戦いにおける上陸初日の死傷率8％を上回るものとなった。指揮官の死傷も相次ぎ、第2海兵師団の10人の大隊長のうち、この日だけで5人の大隊長が死傷したが、ある大隊では続けて3人の大隊長を失っている。しかし、海兵隊は指揮官を失えば、その代理がすぐに指揮を引き継ぐ訓練が徹底されており、大きな混乱は起きなかった。ある中隊では士官が全て死傷したため、伍長が数個小隊を再編成して負傷者後送の指揮を行っている。海兵隊の伝統をこの日実践できた海兵隊員たちは「それは倫理的なものではない、論理的なものですらない。しかし、ただ神に誓って、それが海兵隊なのである。だから我々はそれを遂行するだろう」と胸を張ってる。　
日本軍は6月15日夜半に軍の総力をもっての総攻撃を企画したが、通信線が寸断されており部隊の掌握ができなかった。その為、陸軍部隊で夜襲に参加したのは第1線に配備されていた各守備隊の残存部隊のみとなり小規模な夜襲となってしまった。しかも、アメリカ軍は日本軍の夜襲を警戒して、常時沖合の艦艇が照明弾を打ち上げており、夜襲の効果は期待できなかった。日本軍の夜襲は夜9：00から翌16日未明の午前4：45まで断続的に行われ、ガラパンから通じる海岸道路を伝って第2海兵師団の占領地に突撃してきたが、オレアイ三叉路付近で第6海兵連隊第2、第3大隊が待ち構えており、激戦の末に700人の遺体を残して日本軍は撃退された。
海軍でも、逆襲戦力として温存されていた唐島率いる横須賀鎮守府第一特別陸戦隊の空挺隊員で編成されていた海軍陸戦隊の唐島挺身隊に対して夜襲が命じられた。唐島挺身隊は全員が柔道か剣道の有段者で編成されており、空挺部隊として猛訓練を受けメナド（マナド）攻略作戦でも活躍し、サイパンでは敵前上陸や海岸での戦闘の訓練を積んできた海軍陸戦隊の最精鋭であった。唐島挺身隊約200人は軍刀を抜刀しながら、チャラン・カノアの桟橋に向けて斬りこみをかけた。チャラン・カノアは日本の準国策会社南洋興発株式会社が、本社や製糖工場を置くなど企業城下町として繁栄したサイパンではガラパンに次ぐ第2の都市であったが、上陸前の砲爆撃で破壊され尽くされていた。第4海兵師団第23海兵連隊が上陸直後に大した抵抗もなく占領していたが、唐島挺身隊の勢いに押された第23海兵連隊は確保していた製糖工場付近から撃退されてしまい、唐島挺身隊に奪還を許すこととなった。第23海兵連隊は沖合の海軍艦艇に砲撃支援要請を行い、重巡洋艦「ルイビル」など3隻が艦砲射撃によって、唐島挺身隊は目的の桟橋までにはたどり着けず撃退された。指揮官の唐島も足を負傷して野戦病院に運ばれたが、翌日夜に「自分だけが死ねなかったのは残念」として自決した。
戦車第9連隊の五島正大佐はアメリカ軍が狭い橋頭堡にひしめき合い、戦車も十分に揚陸できてない今の状況で戦車で攻撃すれば効果は絶大と判断し、第43師団参謀長の鈴木に6月16日早朝に戦車第9連隊単独での挺身攻撃を提案したが、鈴木よりは歩兵との連携攻撃を指示され戦車第9連隊は歩兵が集結するまで待機させられる事となった。戦車第9連隊は満州で戦車独自で機動攻撃する猛訓練を積んでおり、戦中に急造された第43師団とでは練度的に連携攻撃は困難と評価していた上に、歩兵が集結するのを待てばアメリカ軍が戦車などの重火器を揚陸し反撃が困難になると主張したが、五島の上申が取り上げられる事はなかった。戦車第9連隊の生存者下田四郎は6月15日夜から16日朝までにアメリカ軍に臼砲を撃ちこみ、戦車突撃できていればアメリカ軍上陸部隊を撃破することも可能だったと悔やんでいる。
大本営では必勝の確信が強かっただけに、アメリカ軍の上陸成功に対しての失望は大きく、上陸当日の陸軍省及び参謀本部内では、いたるところで「三一軍は腰抜け」「井桁のぼやすけが」と敵上陸を許した第31軍参謀長井桁少将に対する非難と罵声があふれていたという。また井桁を解任し、長勇少将と参謀長を交代させるべきだとの声も起こった。軍司令官の小畑は、6月16日にパラオに移動し、サイパンへの帰還のタイミングを見計らっていた。東條からは「貴官は手段を尽くして速やかにサイパンに帰着し直接該方面の作戦を指導するを要す」との強い指示があっており、第31軍の幕僚を連れて6月21日にペリリュー、6月24日にグアムと次第にサイパンに近づいたが、アメリカ軍の重囲下にあるサイパンへの上陸はどうやっても困難であり、結局グアムよりの指揮を行う事となった。

### 日本軍総攻撃

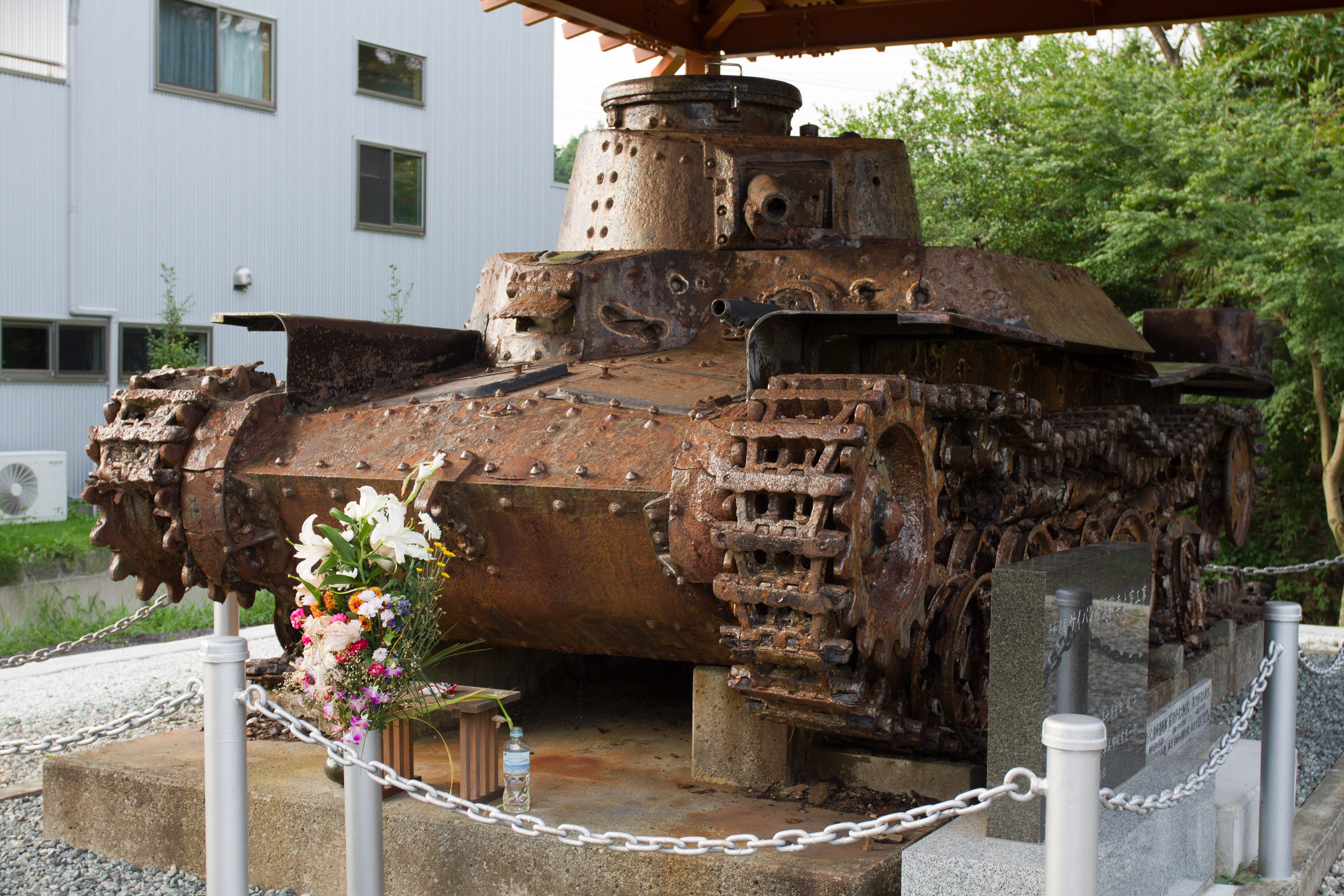
若獅子神社に安置されている97式中戦車、当車両はサイパンで全滅した戦車第9連隊のもの。

翌6月16日、アメリカ軍は輸送船35隻、LST40隻、上陸用舟艇多数で膨大な量の物資を揚陸し、戦力の充実を図り激しい攻撃を加えてきた。前日は終日に渡ってアギガン岬を死守し、何度もアメリカ軍を撃退した独立歩兵第316大隊であったが、第4海兵師団の攻撃に包囲されて壊滅しアギガン岬も占領された。また、第2海兵師団と第4海兵師団の占領地の中間にあるアフェトナ岬にも第2海兵師団が進撃、波止場に立て籠もった日本軍守備隊を艦砲射撃で痛めつけたうえで、アムトラックで進撃したものの、日本軍の砲撃により撃破されてしまった。攻めあぐねたアメリカ軍はさらにM4中戦車を投入して、午前11時55分にアフェトナ岬を占領した。これによって、1日たってからようやく第2海兵師団と第4海兵師団の連絡が取れ、確保した波止場によって物資の揚陸も円滑となったため、第2海兵師団の作戦将校は「事態は今や好転しつつある」と作戦経過を報告している。占領地が連結され、連携しての進撃が可能となった第2海兵師団と第4海兵師団、は徐々に前進していき、チャラン・カノア東側を防衛していた高射砲第6中隊は、高射砲を水平射撃してアメリカ軍戦車6両を撃破したが反撃で壊滅し、第23海兵連隊は昨晩失った製糖工場を奪還している。またヒナシス付近の同第2中隊もアメリカ軍の攻撃で壊滅し生存者50名はタポチョ山に撤退した。
同16日、アメリカ軍潜水艦「フライングフィッシュ」がサンベルナルジノ海峡を航行する、空母や戦艦からなる大艦隊を発見、また「シーホース」もレイテ湾沖で日本艦隊を発見しており、これを第一機動艦隊の出撃と判断したスプルーアンスは、6月18日に予定されていたグアムへの上陸作戦の無期限延期を決めて、第58任務部隊を第一機動艦隊の迎撃に向かわせることとした。スプルーアンスは旗艦の重巡洋艦「インディアナポリス」をターナーの旗艦「ロッキー・マウント」に接舷すると、ターナーを呼び出し輸送艦隊のサイパン沖合への一時的な退避を命じた。ターナーは上陸部隊が苦戦しており、弾薬の補給の必要性などから一旦は拒絶したが、スプルーアンスは「日本艦隊がやってくるぞ」と危機感を煽って最終的には承諾させた。
沖合に退避する際に、輸送船上の兵力を少しでも減らすため、予備兵力であったアメリカ陸軍の第27歩兵師団の第165歩兵連隊と第105歩兵連隊を上陸させたので、結果的にサイパンのアメリカ軍陸上部隊は強化される事となった。第165歩兵連隊は6月17日未明から上陸準備を開始し、午前3時30分から上陸を開始したが、水際は既に海兵隊により掃討されており損害はなかった。そして、午前7時30分には第27歩兵師団の第105野砲大隊も上陸を終えて、上陸後2日間で死傷者2,200人という大損害を被っていた第4海兵師団の後衛として投入され、第4海兵師団の目標とされていたアスリート飛行場に向けて進撃を開始した。もう一方の第105歩兵連隊の上陸は遅れて、午前中いっぱいかかってしまったが、第105連隊の2個大隊は分割されて、それぞれ第4海兵師団と第165歩兵連隊の予備兵力に回されることとなった。第165歩兵連隊と第105歩兵連隊を上陸させたあと、身軽となったアメリカ軍の艦船が沖合に退避していく姿を見て、アメリカ軍が撤退していくと誤認した日本軍の士気は一時的に高まった。
6月16日夜に、前日より続けてきた戦力集結の目途がついた為、斎藤より守備隊の総力を挙げての逆襲が下令された。再度、戦車第9連隊の五島は戦車単独攻撃を主張したが、またも鈴木に押し切られて歩兵との連携攻撃となった。攻撃目標はオレアイに設置されたアメリカ軍の無線局とし、戦力は中地区右地区を守っていた歩兵第136連隊第1大隊と戦車第9連隊を主力とし、独立歩兵第315大隊、歩兵第18連隊第1大隊、と砲兵隊、海岸で壊滅した部隊の残存兵であった。攻撃開始時刻はアメリカ軍が夜襲対策として防御を固める夜半ではなく、夕方の17時としたが、結局準備に手間取り、攻撃開始は深夜の6月17日2時30分が攻撃開始時間となった。日本軍の戦車の運用法は薄暮か黎明攻撃を中心とし、その猛訓練を積んできており、歩兵のように夜襲で寝込みを襲うといった斬り込み思想での訓練は殆どやっておらず、連係攻撃に未熟な第43師団の歩兵を連れての夜襲攻撃は戦車第9連隊に手枷足枷をつけているようなものであった。
上陸部隊撃破に自信を深めていた日本軍は、夜襲であるにもかかわらず、総攻撃の意図を全く隠そうとせずに、各部隊は堂々と行進し、大声で愛国的な訓示を行い、多くの旗を打ち振っていたが、その様子は沖合に停泊していたアメリカ軍艦船からも確認できたという。
戦車第9連隊の30両の戦車にはそれぞれ歩兵数名が乗り込んでおり、いわゆるタンクデサントによる突撃となった。本来であれば戦車部隊は横隊で突撃するのが理想的であるが、地形的に2列縦隊での突撃を余儀なくされ、水平に砲撃すれば前の車輌に当たってしまうため、仕方なく空に向かって砲撃せざるを得なかった。一方アメリカ軍はM4中戦車を多数揚陸済みであり、他にも大量のM3 37mm砲と新兵器バズーカと対戦車砲を搭載したM3 75mm対戦車自走砲も待ち構えていた。アメリカ軍海兵隊にとっては、開戦以来、初めて受ける大規模な敵戦車からの攻撃で大きな混乱がおこってもおかしくなかったが、夜間で日本軍戦車隊の全体像が判らなかったので、かえって視界内の限られた戦車への対策に集中できて、海兵隊兵士に大きな混乱は生じなかった。一方で、攻撃側の戦車第9連隊は不慣れな縦隊突撃を行ったので、たちまち指揮系統が混乱してしまい、まとまった作戦行動はとれず、4、5輛の戦車が一団としてまとまって突進し、なかには沼地にはまって動けなくなる戦車もあった。

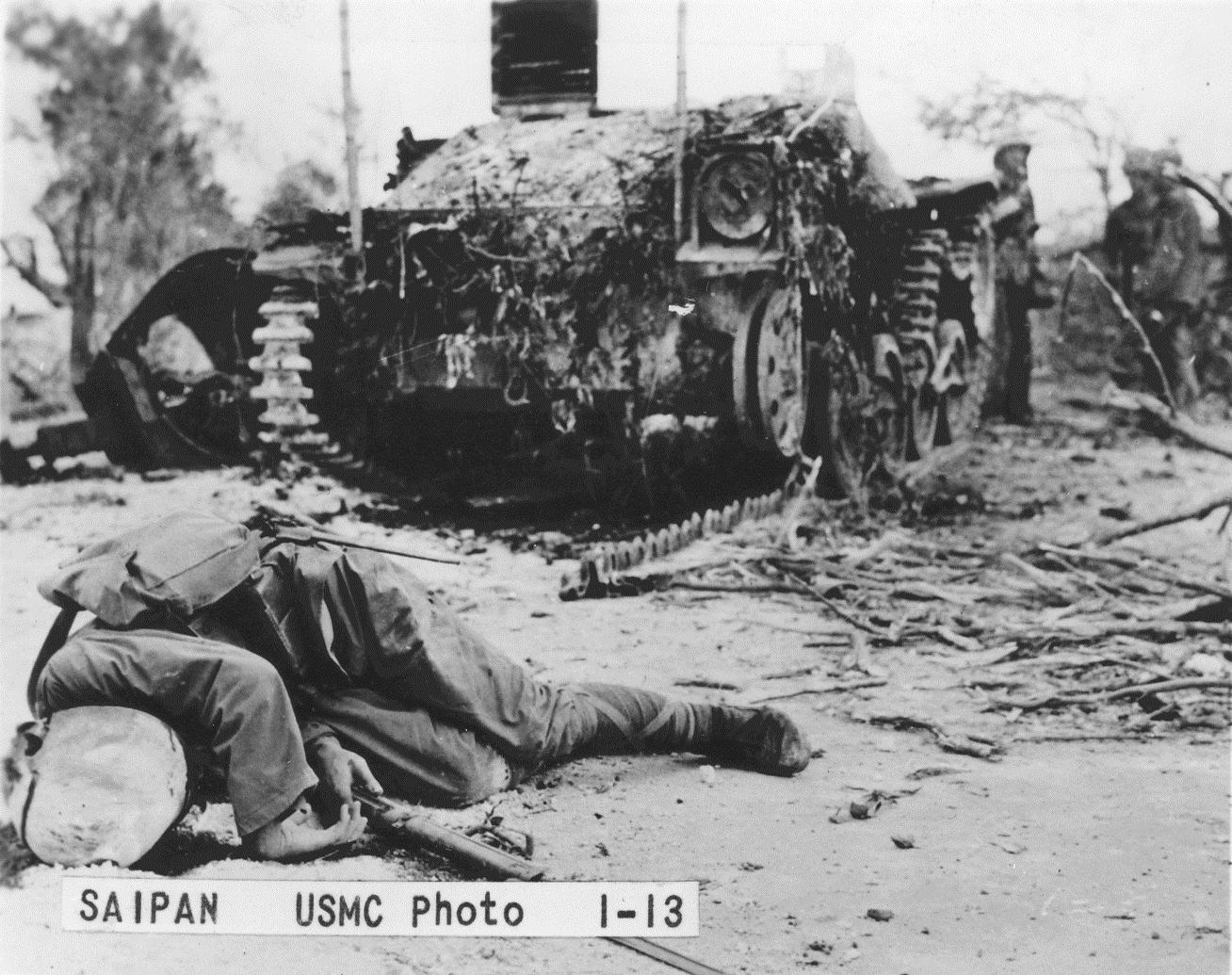
総攻撃で撃破された日本軍95式軽戦車と日本兵の遺体

それでも、戦車第9連隊の戦車は、第2海兵師団第6海兵連隊の陣地に突入したが、そこで待ち受けていたのが海兵隊員が装備していた新兵器のバズーカであった。装甲の薄い日本軍戦車にバズーカが命中すると、ほぼ同時に装甲を貫通して内部で炸裂し擱座する戦車が続出した。第6海兵連隊の海兵隊員は、初めての多数の戦車による攻撃に全く怯むことはなく、陣地に立ち止まって激しく抵抗した。なかでも、ロバート・S・リード一等兵は、バズーカ4発を日本軍戦車4輌に命中させたのち、ロケット弾が尽きると日本軍戦車によじ登って、砲塔内に焼夷手榴弾を投げ込んでその戦車を擱座させるという活躍で海軍十字章を授与されている。チャールズ・D・メリットとハーバート・J・ホッジスの両二等兵はバズーカを抱えて蛸壺壕を飛び出すと、1発発射しては走って位置を移動してまた発射するということを繰り返して7輌の日本軍戦車に命中させたと主張した。
M3 37mm砲も威力を発揮して次々と日本軍戦車は撃破されていった。空には無数の照明弾が打ち上げられ白昼のような明るさの中で、M4中戦車も戦場に到着して、97式中戦車との戦車戦が行われたが、砲撃の練度は日本軍が勝り次々と命中弾を与えるが、全てM4中戦車の厚い装甲にはね返されるのに対し、M4中戦車の砲弾は易々と97式中戦車や95式軽戦車を撃破していった。戦車の上に乗っていた歩兵も激しい射撃で死傷者が続出して殆どが振り落された。あらゆる火器を浴びせられる中で日本軍戦車は絶望的な戦いを続けており、下田四郎が搭乗していた95式軽戦車は、第3中隊長の西館法夫中尉が搭乗する97式中戦車改と併走していたが、中隊長車にはバズーカが命中し爆発炎上した。中隊長車からは西館以下誰も脱出できず、全員が戦死したものと思われたが、脇目もふらずにさらに突進したところ、履帯にバズーカが命中し、走行不能となってしまった。戦車長の中尾曹長の指示で3名の戦車兵は戦車から脱出、車載機銃を取り外して近くの窪地に潜むこととした。目の前では激しい戦闘が続いており、数十ｍ先ではバズ－カが命中して撃破された97式中戦車の中から一人の戦車兵が飛び出すと、軍刀を振りかざしながら敵陣に突撃していった。そのような光景を見ていたたまれなくなった下田は、自分も機銃を抱いて突撃しようと身構えたが、戦車長の中尾が「死に急ぐな、戦闘はこれからだぞ。この場は俺にまかせろ」といって強く制止した。
なおも突進し、あと一歩でアメリカ軍に砲兵陣地まで達するところまで達した日本軍戦車を足止めしたのは、M101 105mm榴弾砲の砲撃と艦砲射撃であった。最後の日本軍戦車は朝7：00に海岸近くまで達して、海上の海軍艦艇から目視することができたので、20発の艦砲射撃が浴びせられた。榴弾砲や75mm対戦車砲が、日本軍戦車撃破にあまり活躍できなかったのは、総攻撃に伴って行われた日本軍の支援砲撃が非常に効果的であったためで、日本軍の観測兵はアメリカ軍の砲兵陣地を24時間に渡って詳細に観察し、その位置関係を図面にしていたので、極めて正確な砲撃ができた。日本軍の砲撃によりM101 105mm榴弾砲5門と75mm対戦車砲3門が撃破されて、海兵隊の砲兵に多数の死傷者が生じて砲撃能力が低下していた。夜が明けて戦場でくすぶる日本軍戦車の中には、まだ戦車兵が生存しているのか砲塔を回転させている戦車もあったが、M3 75mm対戦車自走砲の砲撃によりトドメが刺された。この戦車第9連隊の突撃でアメリカ軍は97名の海兵隊員が死傷した。
戦闘が開始されて2時間経過した朝7時には、連隊長車で砲塔に白い点線で鉢巻きの塗装がしてある97式中戦車改「あそ号」も、かえってその白い点線が目印となりアメリカ軍に集中攻撃された。勇敢な海兵隊員が戦車砲下部の操行器に手榴弾を投擲し、転輪が吹き飛び走行不能となって撃破されている。「あそ号」を含めた29輛の戦車第9連隊の戦車が戦場の至る所で燻っており、唯一、仁科信綱軍曹が車長の1輛のみが生還した。戦場をあとにし、中隊本部に後退する下田らは仁科の戦車と合流したが、その際に仁科より「友軍は全滅したぞ、連隊長殿の戦車も擱座した。おそらく戦死されただろう」と連隊長の五島の戦死を聞かされている。撃破された戦車からからくも脱出した下田ら戦車兵は、どうにか2日かけてタポチョ山東側の連隊本部にたどり着いたが、撃破された29輛の110名の戦車兵のうち、生還できたのはわずか30名ほどで、連隊長以下3/4が戦死していた。一方で、日本軍最大の戦車攻撃を撃退したアメリカ軍海兵隊の兵士らは、明るくなって戦場に多数残されていた日本軍戦車の残骸を見て非常に志気が高まり、戦車の近くで動けなくなった日本兵の負傷者を探しては殺害して回っている。アメリカ軍はサイパンの日本軍戦車数を150輌から200輌と実際よりは多めに見積もって、それに対抗するため大量のバズーカや対戦車砲を持ち込んでおり、その過大見積が功を奏することとなった。第2海兵師団長の「テリブル（恐怖の）トミー」ことトーマス・E・ワトソン少将はこの戦闘の後、「我々はこれ以上、サイパンでは日本軍戦車を恐れる必要はないと思うよ。たくさんやっつけたからね」と述べている。
戦車第9連隊に随伴した歩兵各隊についても、五島の懸念通り戦車と連携することができず、海兵隊の重機関銃4個小隊の銃撃によって戦車と切り離されてしまい個別撃破されることとなった。歩兵各隊は昨日より格段に強化されたアメリカ軍陣地の前に死傷者続出で、歩兵第136連隊は1個大隊程度の兵力にまで落ち込んで退却、歩兵第18連連隊第1大隊は久保大隊長以下殆どが戦死し、海軍唐島挺身隊も全滅した。
連夜に渡った水際での逆襲はいずれも撃破されて、水際撃滅作戦は失敗に終わったが、アメリカ軍は上陸3日間で5,000名以上の予想外の戦死傷者を出していた。ホーランド・スミスの指揮所には各大隊の死傷者数が記入された表が掲示されていたが、情報が錯綜している中で数字は不完全なもので、第2海兵師団第8海兵連隊の第2、第3大隊の死傷率は40％と詳細に報告されている大隊もあれば、上陸時と唐島挺身隊の夜襲で大損害を被っていた第4海兵師団第23海兵連隊については「被害甚大、特に第23海兵連隊は甚しい」という報告しかできていなかった。損害増大の報告を受けたホーランド・スミスはターナーに、グアム上陸作戦の予備戦力であった第27歩兵師団第106歩兵連隊のサイパン投入を要請してこれが認められ、第106歩兵連隊は6月20日までにサイパンに上陸した。この決定により第27歩兵師団全部隊がサイパンに上陸することとなり、サイパンに上陸したアメリカ軍の戦力は2個海兵師団と1個陸軍歩兵師団の合計3個師団となった。

### サイパン島孤立化

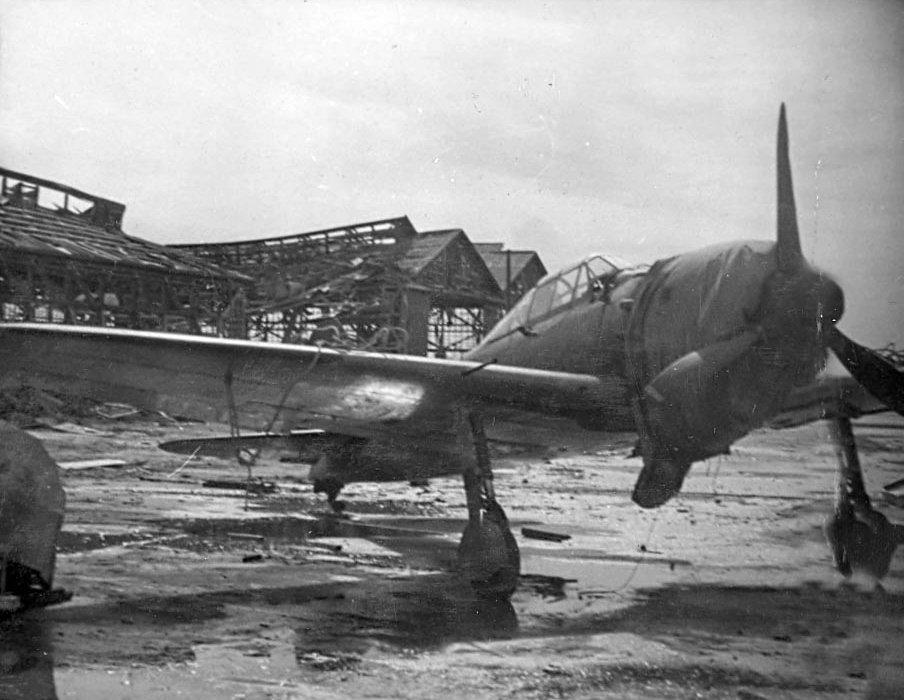
アメリカ軍に占領されたアスリート飛行場と鹵獲された零式艦上戦闘機。

日本軍総攻撃が失敗した6月17日の夜明けよりアメリカ軍は激しい砲爆撃の援護の下で全線に渡って前進を開始した。海岸付近に残存していた部隊は勇戦敢闘するも、圧倒的な火力の前に後退を余儀なくされた。第2海兵師団は海岸線から内陸に向けて進撃を開始、同師団の第8海兵連隊は、多数の日本軍狙撃兵が潜むススベ湖を前進し、第1大隊長を狙撃で失いながらも、途中で合流した戦車4輌と第43師団の戦闘指揮所のある南郷神社方面に向けて進撃した。第6海兵連隊は昨日撃退した夜襲部隊の敗残兵をタポチョ山方面に向けて追撃し、第2海兵連隊は海岸沿いをガラパンに向けて進撃していた。
第4海兵師団と第165歩兵連隊もアスリート飛行場とサイパン東岸に目指して前進を開始、海岸の戦闘と夜襲の失敗で大損害を被っていた独立歩兵第315大隊と独立歩兵第316大隊を圧迫しながら進撃した。独立混成第47旅団の戦闘指揮所があったヒナシス丘陵もアメリカ軍に占領されたが、日本軍は残存の火砲を集中しアメリカ軍を撃退し一旦は山頂を奪還している。一方でアメリカ軍上陸以降、第43師団戦闘指揮所付近から、地形と陣地を上手く活用しアメリカ軍に痛撃を与えていた九六式十五糎榴弾砲大隊も17日夕刻までには、アメリカ軍の砲爆撃によって砲の全てが撃破され、大隊長の黒木大以下が歩兵として夜襲をかけるも全滅して黒木も戦死するなど、今までアメリカ軍を苦しめてきた砲兵隊の火砲の殆どが破壊されてしまい、散発的な砲撃しかできなくなってしまった。
大本営は6月17日未明の総攻撃の失敗の報に接し、これ以上の事態の重大化を抑える事と、常々、東條が天皇にサイパンは確実に防衛できるとの上奏していた手前もあり、サイパン失陥だけは避けなければならないとして、6月17日夜には速射砲5個大隊や20糎臼砲大隊等の増援部隊や武器弾薬を送り込む事を決定し、第五艦隊に準備を指示している。（イ号作戦と呼称、い号作戦とは別）
アスリート飛行場に向け進撃していた第27歩兵師団第165歩兵連隊は、日本狙撃兵が潜んでいるサトウキビ畑を火炎放射器で畑を焼き払いながら前進を続けて、大きな損害を被ることなく夜半までに飛行場付近に迫ったが、飛行場南西の丘にある日本軍陣地の抵抗にあって、17日中の飛行場占領はできなかった。そして、6月18日の朝7：30に進撃を開始した第165歩兵連隊は、第1大隊が南西の丘を攻撃している間に第2大隊が8時にはアスリート飛行場に到達した。日本軍はアスリート飛行場の防衛を放棄し、既に部隊は撤退したあとで、第2大隊は約1,000人の兵力で殆ど抵抗を受けることなく飛行場を占領した。日本軍は慌てて撤退したため飛行場設備を破壊できておらず、空襲や艦砲射撃による破壊を免れた航空機とその部品の他、酸素工場・発電所・燃料タンクなど多くの飛行場設備も良好な状態でアメリカ軍に接収された。第165歩兵連隊は占領したアスリート飛行場を、マキンの戦いで戦死した、前連隊長ガーディナー・コンロイ大佐に因んで「コンロイ飛行場」と名付けたが、後にサイパンを爆撃任務中に日本軍に撃墜され戦死した、アメリカ海軍艦上攻撃機隊VT-16の指揮官ロバート・H・イズリー中佐に因んで「イズリー飛行場」に改名されている。
アスリート飛行場が占領されたという報告を受けた大本営は慌てて「天皇ヨリ井桁敬冶ニ命令ス。アスリート飛行場ヲ死守スベシ」という実現不可能な命令を送りつけてきたが、激昂した井桁は「デキナイコトハデキナイノダ」と返電している。飛行場から撤退した海軍部隊は、サイパン島南端のナフタン半島を守る独立歩兵第317大隊に合流した。ナフタン半島には第165歩兵連隊がそのまま進撃を行ったが、2個海兵師団が北上することとなったため、第165歩兵連隊も海兵師団に追随することとなり、ナフタン半島の攻略は第105連隊第105歩兵大隊に任されることとなった。この時点でアメリカ軍はナフタン半島の日本軍の兵力を300人から500人程度と判断していたが、実際には独立歩兵第317大隊長を主力とした1,050人であり、想定以上の戦力と、指揮官の佐々木巳太郎大尉が地形を活かして巧みな防衛戦を行い、第105歩兵大隊は容易に前進できなかった。
この日、第2海兵師団は戦線の整理もあって進撃は緩慢であったが、第4海兵師団は戦車の支援を受けて昨日激戦となったヒナシス丘陵を攻略し、同師団第24海兵連隊は第1大隊長のメイナード・シュルツ中佐が戦死しながらも、ほぼサイパンの東岸まで達している。この頃には第31軍司令部と第43師団司令部の連絡も途絶しがちで、互いに状況が把握しづらくなっていた。第31軍の井桁は6月18日に師団長の斎藤と連絡が取れなくなり、大本営に戦況報告をした際に「第43師団司令部は本日午前敵の攻撃を受け師団長は幕僚と共に戦死せり」と誤報告を送っている。（実際は南郷神社付近にあった師団司令部は健在） その報告を受けた大本営は直ちに堤三樹男少将を後任として準備を進めたが、第31軍司令部はその後に師団長戦死は誤報であった事を打電している。
この頃の日本軍の戦力は下記の通りと推定された。
- 第43師団：歩兵4個大隊半、砲兵1個大隊
- 独立歩兵第47旅団：歩兵半個大隊
- ほか：歩兵1個中隊、戦車1個中隊、高射砲、1個中隊
- 兵器：野砲12、高射砲6、機関砲5、戦車十数両

この残存戦力ではもはや水際撃滅も不可能で、各部隊も組織としての戦闘力を失いつつあった。この状況により第31軍は全軍にタポチョ山付近に後退し戦線を整理する事を下令した。この頃にグアム、テニアンから増援部隊がサイパン島逆上陸を目指して出撃しているが全て失敗している。

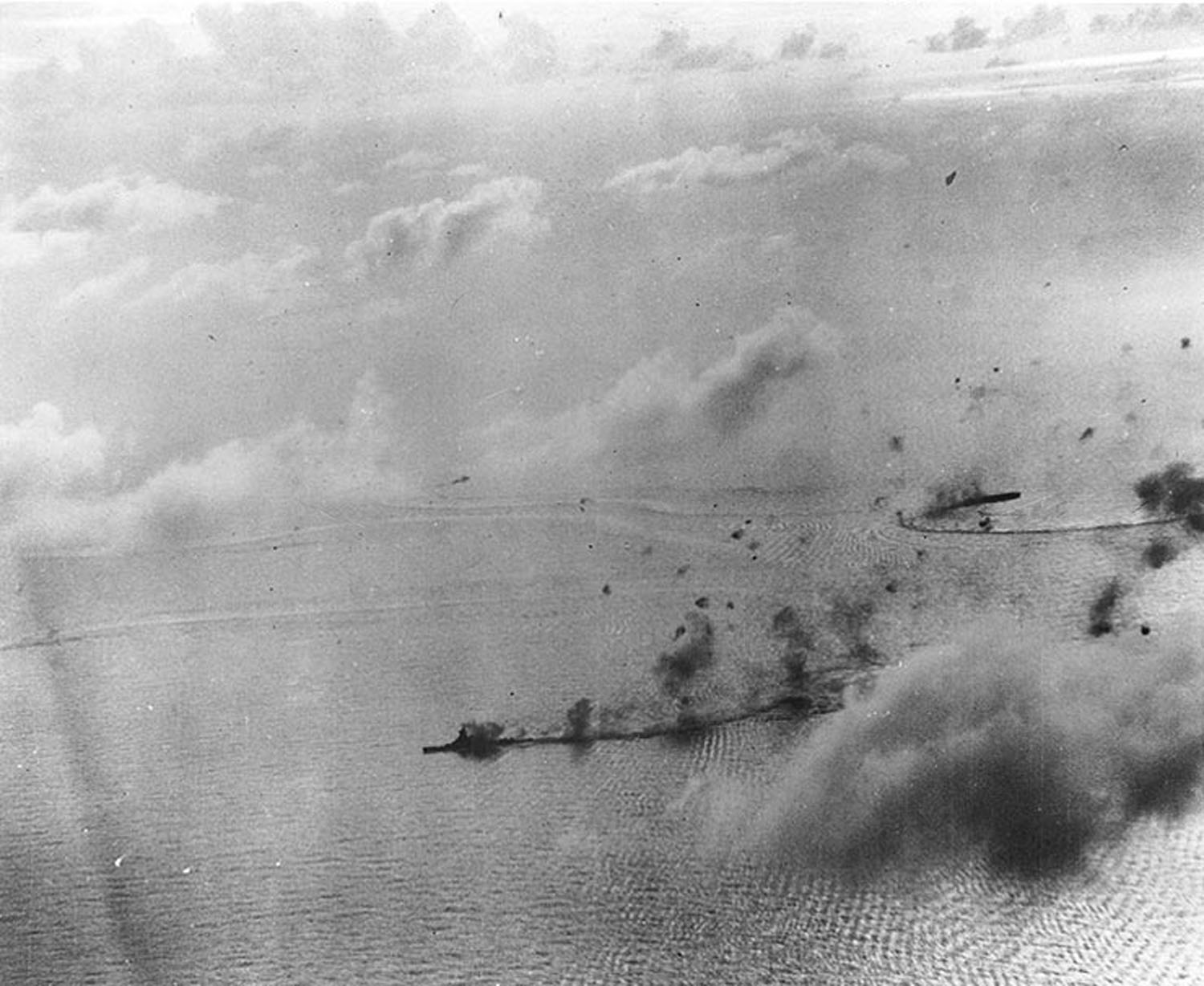
マリアナ沖海戦でアメリカ軍の航空攻撃を受ける空母千代田と戦艦榛名

サイパン島がいよいよ重大な局面に立ち至った6月18日夜、サイパン守備隊に対し「前線将兵の善戦を嘉賞する、萬一サイパンを失うようなことになれば、東京空襲も行われる様になるから、是非ともサイパンを確保せねばならぬ」との昭和天皇の言葉が伝達された。
大本営は前述のサイパン島増援作戦「イ」号作戦に加えて、6月19日に開始される予定の機動部隊と基地航空隊による「あ」号作戦でのアメリカ艦隊撃滅を期待し、サイパン奪回作戦となる「ワ」号作戦も上奏した。これはサイパン守備隊残存と「イ」号作戦の増援である歩兵第145連隊でサイパン要域を確保しつつ、「あ」号作戦でアメリカ艦隊に打撃を与えた後に、第9師団と第68旅団と空挺部隊等でサイパンに逆上陸を果たしアメリカ軍上陸部隊を撃滅しようと言う作戦であった。サイパン奪回にかかる全作戦は総称で「Y号作戦」と呼称された。
海軍は壊滅したマリアナの航空戦力に代えて、第一機動艦隊を支援してアメリカ艦隊を攻撃するため、第27航空戦隊及び横須賀海軍航空隊の一部で「八幡空襲部隊」（指揮官：松永貞市中将）を編制し硫黄島に進出させることとした。「八幡空襲部隊」の戦力は約300機の予定であったが、硫黄島付近の天候不良で進出が遅れて、6月19日時点で進出できたのはわずか29機に過ぎなかった。その6月19日にはアメリカ第58任務部隊と日本第一機動艦隊が激突しマリアナ沖海戦が始まったが、第一機動艦隊は空母3隻と艦載機の大半を失う惨敗を喫してマリアナ海域より退避し、「あ」号作戦は惨憺たる結果に終わった。
6月20日の「あ」号作戦の失敗を受けて、陸軍はサイパン奪還作戦の「ワ」号作戦はもはや実現不可能と判断し、第9師団等の該当部隊を他戦域に転用することを内定した。増援の「イ」号作戦については海軍に積極的意図があればやってもよいという消極的な対応となったが、陸海軍の間でサイパンへの対応について6月22日〜23日の2日間に渡って協議がなされた結果、もはや連合艦隊にマリアナ海域に突入できる戦力はないことや、制空・制海権が無い中での増援部隊の海上輸送は困難との事で、サイパン奪回作戦の断念が決定された。6月24日には東條と永野がサイパン奪回の断念と中部太平洋方面に対する今後の作戦指導について上奏したが、昭和天皇は納得せずに翌25日に自ら再度元帥会議を開催し再検討させた。しかし、ここでも結論は変わらず、これによりサイパンは実質的に放棄が決定され、守備隊と残された住民の運命が決する事となった。
「あ」号作戦には間に合わなかった「八幡空襲部隊」であったが、6月24日にようやく戦闘機59機、艦爆29機、陸攻21機の戦力を硫黄島に進出させた。しかし、同日早朝に機先を制して第58任務部隊第1群の空母「ホーネット」、「ヨークタウン」、「バターン」から発艦した「F6Fヘルキャット」約70機が硫黄島を襲撃、「八幡空襲部隊」はエースパイロット坂井三郎も含めて全戦闘機を出撃させて迎撃したが24機が未帰還となったのに対して、アメリカ軍の損害は6機であった（日本側は41機の撃墜を報告）。さらに「八幡空襲部隊」はアメリカ軍艦隊に対して反撃を行ったが、艦爆7機と戦闘機10機が未帰還となって、たった1日で半分の戦力を失ってしまった。その後も「八幡空襲部隊」の硫黄島への進出は進み、アメリカ軍艦隊やイズリー飛行場に対する攻撃が続けられた。トラックからもサイパンへの航空支援は行われており、6月26日夜には陸上攻撃機数機がイズリー飛行場とアメリカ艦船を攻撃したが、飛行場は若干の損害に止まり、貨物船にも爆弾が命中したが不発であり11名の死傷に終わっている。その後はアメリカ軍による硫黄島への再三にわたる空襲もあって次第に戦力を失い、最後は7月4日に巡洋艦8隻と駆逐艦8隻による艦砲射撃によって「八幡空襲部隊」は全機撃破されてしまった。

### タポチョ山の攻防戦

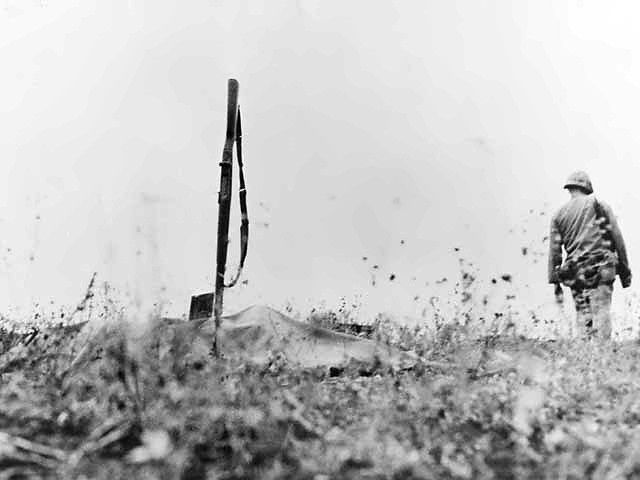
海兵隊の戦死者の目印として立てられた小銃。

マリアナ沖海戦が戦われている頃、タポチョ山付近に後退していた日本軍は防衛線を再構築していた。斎藤は北地区を守っていたため砲爆撃による損害が少なかった第135連隊や、師団予備兵力の第136連隊第3大隊を主力として防衛戦を再構築することとし、サイパン西岸はガラパン市街を防衛する海軍部隊、防衛線の中核となるタポチョ山や連なる高地群には、歩兵第135連隊、第136連隊第3大隊、独立歩兵第318大隊、サイパン東側のラウラウ湾からサイパン東端のカグマン半島方面にはアメリカ軍の再上陸を警戒して、歩兵第118連隊、独立歩兵第315大隊が配置された。
新たな防衛線を構築した時点での日本軍の残存兵力は下記の通りと推定される。
- 第43師団：9,000名、砲兵13門
- 独立歩兵第47旅団・その他：6,000名
- 軍砲兵全滅、戦車2両、高射砲1個中隊、機関砲1個中隊

アメリカ軍の作戦は第一次作戦がアスリート飛行場の占領で、態勢を立て直し6月21日以降は第二段階として日本軍残存部隊の殲滅を図るものと予想されていた。その為6月20日は主陣地方面では大きな動きは無かったが、サイパン島の南東方面のナフタン半島には第317独立歩兵大隊、高射砲第25連隊第一中隊、アスリート飛行場の海軍基地員の残存兵が立て籠もり、6月18日よりアメリカ軍の攻撃に対して未だ激しい抵抗を示していた。
またアメリカ軍支配地域でも日本軍の残存兵がゲリラ活動を続けており、後方施設を破壊し補給活動の妨害を行っており、チャラン・カノアでは第2海兵師団の弾薬倉庫の爆破に成功している。
6月19日に、先の総攻撃で壊滅した戦車第9連隊の生存者30名が、ガラパンにトラック島に移送予定だった95式軽戦車10両がそのまま放置してあることを聞きつけ、その内稼働した9両に分乗し再度戦車攻撃を仕掛けた。6月20日の夜半に40km/hの最高速でアメリカ軍の歩兵を蹴散らしながらツツーランの陣地に夜襲をかけたが、前回と同様に照明弾で昼の様な明るさの戦場でM4中戦車と対戦車砲の集中砲撃で壊滅し、戦車を失った戦車第9連隊の将兵は戦車から外した機銃等を持ち歩兵部隊に合流した。アメリカ軍の記録によれば、日本軍の戦車攻撃を受けたのは6月23日夕方から夜にかけてであり、第165歩兵連隊と第106歩兵連隊の境界付近に突進してきた日本軍戦車は、バズーカと37㎜対戦車砲で5輌が撃破されながらも、残る5輌が第106歩兵連隊第3大隊の弾薬庫に砲撃を命中させてこれを誘爆させ、第3大隊は100ヤードの後退を余儀なくされている。その後日本軍戦車は第23海兵連隊の前線に突入したが、ここでバズーカと37㎜対戦車砲により3輌が撃破され、残りの2輌は撤退した。さらに、24日にも7輌の日本軍戦車がガラパンの方面から突撃してきたが、海兵隊のM4中戦車「ジョニー・オン・ザ・スポット」とM3 75mm対戦車自走砲4輌が駆けつけて正確な砲撃を浴びせ、うち6輌を撃破している。
アメリカ軍は6月22日に、2個海兵師団と1個陸軍歩兵師団が横に並んで日本軍が構築した防衛線に対して攻撃を開始した。第2海兵師団が西側を進撃、サイパンの最高峰であるタポチョ山が攻略目標とし、中央を第27歩兵師団が進撃、東側を第4海兵師団が進み、攻略目標はカグマン半島であった。このうち、最も激しい戦いとなったのが第27歩兵師団担当地域となり、歩兵第135連隊長小川榮助大佐が、タポチョ山に連なる高地群に地形を巧みに利用した陣地を構築させて、同連隊を主力とした守備隊がその陣地で迎え撃ち、第27歩兵師団は頑強な抵抗を受けて全く進撃ができなかった。あまりに死傷者が続出するのでアメリカ軍はこの峡谷に「死の谷」とか「パープルハートリッジ」とか「地獄谷」とか思いつく限りの禍々しい名前を付けた。
山腹にある洞穴から日本軍は重迫撃砲や重機関銃で攻撃してくるも、下にいるアメリカ軍戦車からは角度的にその洞穴を戦車砲で攻撃する事ができなかったので、手榴弾や銃剣や時には素手による日本とアメリカ両軍の歩兵での激しい白兵戦が展開された。それでもアメリカ軍は一日に100ヤード（91m）も前進できなかった。とくに第27歩兵師団の第165歩兵連隊と第106歩兵連隊が「死の谷」と「パープルハートリッジ」で苦戦して殆ど進撃できておらず、両翼を進撃していた海兵隊が側面から日本軍の攻撃を受ける懸念が大きくなり、6月23日のアメリカ軍の総攻撃は失敗に終わった。6月24日にも、第27歩兵師団第106連隊は、上陸軍指揮官のホーランド・スミスの叱咤を受けて、「死の谷」に向けて前進を開始した。しかし、峡谷からの日本軍の激しい砲撃で支援していたM4中戦車が次々と撃破され、歩兵も中隊長が狙撃で戦死するなど殆ど前進することができず、最後には煙幕を焚いて撤退を余儀なくされている。結局、第106歩兵連隊は昨日の2倍の死傷者を出しながらも、昨日の進撃出発点に戻されただけとなった。
あまりの第27歩兵師団の苦戦に業を煮やしたホーランド・スミスが、スプルーアンスの旗艦「インディアナポリス」に乗り付けて第27歩兵師団長ラルフ・スミス少将の更迭を申し出た。その理由はラルフ・スミスの指揮が、今回の攻撃失敗を含めて、上陸以来適切でなかった上に、師団長に任命されて20ヶ月経つが、その間にマキンの戦いにおける失態など、満足できるレベルまで第27歩兵師団の戦力を向上させる事ができなかったということであった。スプルーアンスはこのことにより陸軍の名誉が傷つけられ、陸海海兵隊3軍の関係が悪化し今後の作戦に支障をきたす事を懸念し躊躇したが、結局はマリアナ諸島の陸上作戦の総責任者であるホーランド・スミスの意見を尊重してラルフ・スミスを更迭した。後任はスタンフォード・ジャーマン少将となったが、師団長を挿げ替えたところで戦況に大きな進展も無かった上に、ジャーマンは進撃遅延の責任を取らせて第106連隊長ラッセル・G・エアーズ大佐を更迭したため、逆に第27歩兵師団の士気は下がり、わずか4日後の6月28日にはジョージ・W・グライナー少将に師団長が再度変更になるといったドタバタ劇を演じている。この更迭事件は『スミスVSスミス事件』と呼ばれてアメリカ軍内で大問題に発展し、スプルーアンスの心配通り、この後の3軍の連携に大きな影響を与えている。この後の3軍連携の大規模作戦となった沖縄戦では陸上作戦の総指揮官は陸軍のサイモン・B・バックナー中将となったが、陸軍のバックナー中将に対し海軍や海兵隊は気兼ねせざるを得なくなって積極的な作戦提案等がしにくい状態となり、沖縄戦苦戦の一因となった。

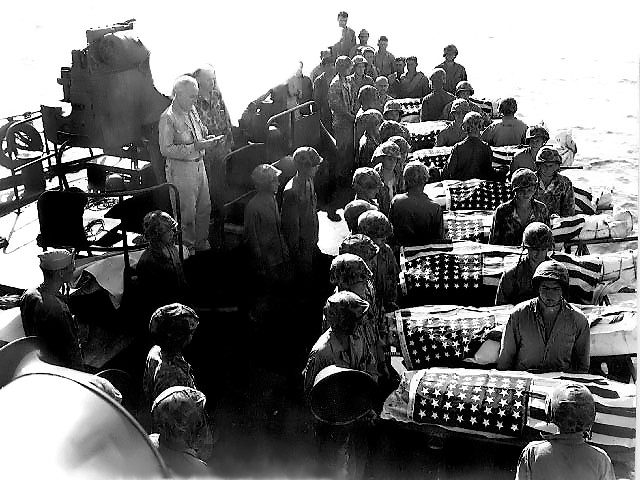
アメリカ兵の水葬、戦死者が多く埋葬が間に合わないため、途中から海兵隊や陸軍の戦死者も水葬されることとなった。

上陸以来2週間に及ぶ激戦で、戦死者数は圧倒的に日本軍が多かったが、アメリカ軍も数千人単位で戦死者が出ており埋葬が間にあわなくなっていた。その為、死体袋が砂浜にうず高く積み上げられる状態となり、それを見たアメリカ兵士の士気に大きな影響が出かねなかったため、途中から海軍の艦艇に積んで沖合で水葬にすることとしている。
日本軍守備隊がタポチョ山でアメリカ軍の進撃をよく足止めしていた6月24日に、参謀長井桁は大本営に、「イ」号作戦による増援と航空支援を要請しているが、しかし大本営の方針は前述の通りサイパン放棄であり、増援は送れない旨返電している。同日には井桁の命で、第43師団と海軍の司令部が電信山にあったコンクリート製の第31軍司令部に合流した。しかし、戦傷を負った者やマラリアに罹患した者もいたうえ、絶望的な戦況で精神状態も平静ではなく、司令部内では井桁がヒステリックに大声を発することもあったという。支援が期待できない大本営に対して、第31軍独自でのサイパン救援努力は続けられており、6月25日夜にはテニアンから11隻の大発動艇に分乗した増援部隊を送り込もうとしたが、アメリカ軍の駆逐艦2隻に発見され、1隻の大発動艇が撃沈されて撃退されている。
その後もタポチョ山の攻防戦は続き、「死の谷」と「パープルハートリッジ」で第27歩兵師団が苦戦していた6月25日には第2海兵師団はタポチョ山山頂に到達し、日本軍歩兵第135連隊と激しい争奪戦を6月26日まで繰り広げている。特に第6中隊（大津理作中隊長）の勇戦は目覚ましく、アメリカ軍の迫撃砲陣地や照明班を撃破し山頂を死守していたが、撤退を命じられると、撤退の途中でアメリカ軍の戦闘指揮所を襲撃し150名のアメリカ兵を掃討して無事に本隊に合流している。タポチョ山では日米両軍の激しい近接戦闘が続いていた。日本兵の多くが銃を持たず訓練用の木銃に銃剣を結び付けて銃剣代わりにして突撃し、手榴弾を投擲してきた。激しい白兵戦の中で日本軍の手榴弾から味方の部隊を守る為、自ら日本軍が投擲してきた手りゅう弾の上に覆いかぶさって戦死したハロルド・G・エパーソン一等兵は、アメリカ軍の最高勲章であるメダル・オブ・オナーを受章している。激しい白兵戦の後に6月26日中には山頂はアメリカ軍の支配下となり、日本軍はその夜夜襲をかけたがついに奪回できなかった。
この頃になると日本軍は第31軍司令官小畑がグアムにおり、陸戦の最高責任者が現地不在だったのに対して、サイパン島には中部太平洋方面艦隊司令長官南雲、第43師団師団長斎藤、第31軍参謀長井桁など多くの高級将官がいたため、通信手段の断絶もあって命令が入り乱れ指揮が混乱していた。戦闘に参加する部隊もあれば、命令だからといって後退する部隊もおり作戦が一貫していない場合もあったという。
6月27日になるとタポチョ山はほぼアメリカ軍に制圧され、「死の谷」「パープルハートリッジ」で苦戦していた第27歩兵師団の第165歩兵連隊と第106歩兵連隊も両翼の海兵師団と肩を並べるところまで進撃してきた。なおも、少なくなった戦力での日本軍の抵抗は続き、6月28日には第165歩兵連隊長ジェラール・W・ケリー大佐が日本軍の迫撃砲によって重傷を負い、のちに戦死している。第165歩兵連隊は前連隊長のガーディナー・コンロイ大佐もマキンの戦いで日本軍の狙撃で戦死しており、続けての連隊長の戦死となった。陸海海兵隊3軍の関係悪化を招くほど苦戦してようやくタポチョ山を攻略したホーランド・スミスは、従軍記者からの取材に対して「日本軍は、今までのところはなかなか、要領よくやってるよ。私はまだバンザイ突撃をやるところは見てないがね。彼らは遅滞作戦を戦っている。当分の間は、できるだけ多数の我が軍を殺そうとしているのだ。」とこれまでの日本軍の作戦を評して、今後も多数の死傷者が出るという考えも述べている。
6月30日にはタポチョ山一帯の日本軍は掃討され、残存部隊はガラパン方面に撤退したが、これまで頑強に抵抗してきた歩兵第135連隊の兵士も最後にはパニックを起こして先を争って退却を始めたため、近接していたアメリカ軍の攻撃でバタバタと倒された。防衛戦をこれまで指揮していた歩兵第135連隊長小川も、残存部隊と撤退中に戦死している。攻略には成功したもののアメリカ軍の損害は大きく、このタポチョ山の一連の戦いでの死傷者は、第27歩兵師団1,465名　第2海兵師団1,016名　海兵第4師団1,506名　合計3,987名に上った。特に「死の谷」と「パープルハートリッジ」で苦戦した第27歩兵師団は第165連隊長のケリーが戦死、2名の大隊長も戦死、中隊長は22名が死傷するといったように高級将校の損失が大きかった。

### ガラパン市街戦

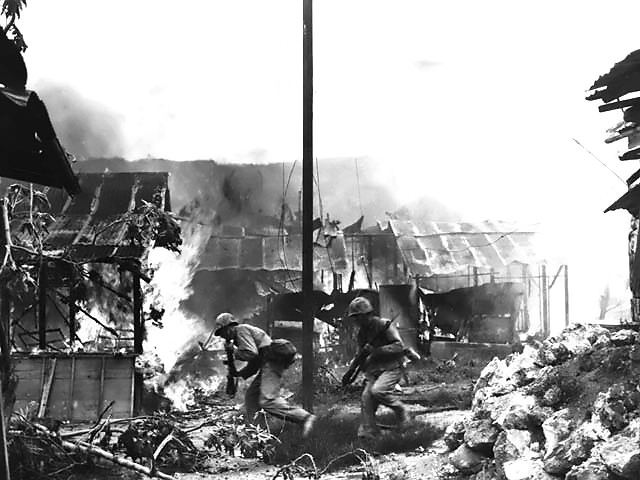
ガラパンでの市街戦。

サイパン西岸を進撃していた第2海兵師団第2海兵連隊は、6月25日にサイパン最大の市街地ガラパンに攻撃を開始していた。ガラパンは日本の委任統治領となって経済発展を続けたマリアナの中心であって、各種公共施設や軍施設に加えて、学校、病院、デパート、映画館、商店、飲食店、カフェなどに加えて遊郭なども建ち並ぶ近代的な都市となっていたが、上陸前の空襲や艦砲射撃により、市街は大火災となって大半が焼失していた。
ただし、一説にはガラパンは初めアメリカ軍の攻撃目標から外れされており、艦砲射撃や空爆も他地区ほどではなく、被害は深刻ではなかったという主張もある。空襲当初はグラマン機からガラパンの灯台山にいた唐島部隊に花束と日本軍の陣地配置を書き込んだ地図と日本語で「ご苦労様です」と書かれた手紙を投下するほどであったという。アメリカ軍にはサイパン占領後にガラパンの施設を最大限利用しようという計画が当初あったとみられるが、ガラパン方面から繰り出す日本軍の夜襲が毎日続けられたため、ガラパンを徹底的にたたく方針に変わったとみられる。第2海兵師団はガラパンの手前で進撃を一時ストップしていたが、これは第4海兵師団、第27師団といっしょに北上するためであった。日本軍は待機中の海兵隊に夜襲をかけたが、米公刊戦史によると海兵隊は陣地前面に蛇腹鉄条網を設置し、その前面にトタン板を広げた。このトタン板を踏みつけて大きな音を立てた日本兵はたいてい殺されたという。
第2海兵連隊の進撃に対して、日本軍守備隊はガラパンにあった唯一のラジオ局の周辺に街頭に鉄条網を張って抵抗していた。日本兵はラジオ局の南側にあった石切場の洞窟に立て籠もって、狙撃によって優勢なアメリカ軍に対抗したが、アメリカ軍は大量のTNT爆薬で洞窟ごと日本兵を吹き飛ばした。このようにアメリカ軍は市街地に立て籠もる日本軍を建物ごと撃破したため、ガラパン市街のアメリカ軍占領地域は全くの瓦礫の山となっており、わずかに残っていたのは2軒の真っ赤に塗られた木造の建物だった。その建物の中には色彩豊かな女性用の着物や帯に加えて、性病予防薬や香水も大量に散乱していたことから、海兵隊員はその建物を「ゲイシャハウス」と名付けた。
第2海兵師団によるガラパンへの本格的な攻撃は7月1日からとなり、タポチョ山を攻略した部隊も加わった。海兵隊にとってガラパンの戦いは第二次世界大戦で初めての市街戦となったが、この頃には激しい砲爆撃によってまともに建っている建物は殆どなく、また僅かに残った建物もアメリカ軍が立て籠もる日本兵ごと爆破したため、「建物ひとつひとつを奪い合う」といったような市街戦の定石とは全く異なる戦いとなった。ガラパン市街地を防衛していたのは、海軍第55警備隊や唐島部隊の生き残りを含めた海軍部隊であったが、7月2日夜には戦力は1/4までに激減しており、主力はガラパンから撤退した。このあと、ほぼ無人のガラパンの守備についたのは南洋憲兵隊分隊長の小池孫重憲兵少尉ら10人であった。憲兵隊は陸海軍合同司令部の警備にあたっていたが、艦砲射撃で分隊員が次々と戦死したため小池憲兵少尉が「米兵を一人でも倒して死のう」と提案、最後の突撃をするためにガラパンに来ていた。小池部隊は民間の防空壕を陣地に、7月3日に米軍を迎え撃つも小池少尉以下9人が戦死。最後の1人が自分達の機関砲爆破のために戻ってきた第55警備隊員に救助されている。
戦史叢書ではガラパンの戦いについて、タポチョ山から撤退してきた陸軍部隊も加えて、ガラパンの起伏が多い地形を活用したり、廃墟に隠れての狙撃や肉薄攻撃、白兵突撃を駆使して3日に渡って飲まず食わずで勇戦・敢闘するも、周囲の日本軍各部隊が撤退しており、ガラパン守備隊は退路を断たれつつあったので、やむなく守備隊は、7月4日にはわずかばかりの狙撃兵を残して撤退したとされている。残された狙撃兵もまもなく海兵隊員に掃討され、かつては「南洋の東京」などとも呼ばれて栄華を誇ったガラパンは、90cmから120cm程度の高さの瓦礫の山と化してアメリカ軍の手に落ちた。
陸海軍合同司令部は、6月27日に今後の作戦指導を検討した結果、「タナバク、221高地、タロホホの線を最後の抵抗線として戦闘を続行する」と決定、各部隊に新防衛線への移動開始を7月2日とすることを通知した。陸海軍合同司令部もタナバクから1,500ｍ離れた位置にあった通称「地獄谷」に後退することとし、「地獄谷」にあった自然の洞穴を最後の司令部とした。
斎藤は「地獄谷」に撤退する前に「在島守備隊は最後まで、わが空軍または増援部隊の来着を信じている。サイパン北端のパナデル飛行場の完成を急いでおりサイパン島防衛は7月10日まで可能である」と切実な航空支援要請を大本営と第31軍に打電しているが、実際に日本軍はマッピ岬に建設中であったパナデル飛行場を最後まで死に物狂いで工事しているのをアメリカ軍が確認している。
6月18日よりナフタン半島で敢闘してきた日本軍の独立歩兵第317大隊らの生存者約500名は、アメリカ軍の猛攻で進退窮まった6月26日夜半に陸軍独立歩兵第317大隊長の佐々木己代太指揮の下でイズリー飛行場を混乱させ、味方主力に合流すべく突撃を敢行した。佐々木隊は「七生報国」を合言葉に一心不乱に飛行場に向けて突撃を行った。。佐々木隊には十分な装備なく、飢え乾いていたが、一部の将兵はアメリカ軍から鹵獲したM1ガーランドで武装していた。佐々木隊はイズリー飛行場への侵入に成功して、24人のアメリカ兵を死傷させると、さらに滑走路へ侵入した20人は「P-47」の操縦席に火炎瓶と手榴弾を投げ込んで爆破炎上させ、他の3機の機体やタイヤを銃剣で突いてズタズタにした。パイロットや整備兵も銃を取って戦い飛行場は大混戦となり、ある工兵隊の将校は大混乱の飛行場にジープで乗り付けると、射撃していた日本兵をそのままジープで轢き殺した。飛行場を混乱させるという目的を達した佐々木は日本軍主力との合流を目指したが、既に主力は北方に撤退しており、部隊の一部は第14海兵砲兵連隊の陣地に突入し、激戦の末、海兵隊員33人と日本兵143人が戦死した。また別の部隊は第104野砲大隊陣地にも突入し20名のアメリカ軍砲兵が戦死した。
アメリカ兵の証言によれば、佐々木隊は120人でアメリカ軍の銃でバンザイ突撃し、アメリカ側に凄まじい恐怖を与えた。日本兵の生還者の有村敏春によれば、飛行場の500mほど手前で佐々木が「ここで一旦止まれ」と指示を出し、さらに「一人一兵卒となっても絶対生きて帰ったらだめだ!」と指示。負傷兵には手りゅう弾を渡し、「みんな死んでくれ」と言い残し、「なるべく大きな声を上げて突っ込め」と命令した。そこでアメリカ軍の集中砲火があり、佐々木隊はほぼ全滅した。生き残りの海軍兵井手口義雄によれば、ある者は「天皇陛下万歳」ではなく「お母さん」と言って死んでいったという。
6月27日の朝には残った日本兵は掃討されて、ナフタン半島はアメリカ軍に確保された。6月28日に半島の南端に達したアメリカ軍は、海岸砲として設置されていたイギリス軍から鹵獲した6インチ砲4門、50口径三年式14cm砲3門とレーダーを鹵獲した。それでも、わずかに生き残った日本兵はイズリー飛行場付近に潜み、出撃するため航空機に乗り込もうとするパイロットを狙撃したため、その後も飛行場付近の探索は続けられた。ナフタン半島での戦いはホーランド・スミスが日本軍の戦力を読み違えていたこともあり、第105歩兵連隊の戦いぶりに「1000人のアメリカ人が一握りのジャップに翻弄されている」と不満を抱き『スミスV Sスミス事件』の一因ともなっている。
日本軍守備隊の崩壊は深刻な水準となっており、7月2日を待たずに後方に退却する部隊が続出したが、アメリカ軍の進撃は早く、新防衛線にたどり着く事ができず壊滅する部隊も多かった。歩兵第136連隊主力も撤退途中にアメリカ軍に包囲され、7月4日に連隊長小川ら司令部要員はアメリカ軍第165連隊の戦闘指揮所と不意に遭遇し、日米の連隊司令部同士の銃撃戦となり、日本軍第136連隊の小川を含む司令部要員27名が全員戦死した。
アメリカ軍の砲撃も激化しており、地獄谷の合同司令部付近にも着弾し第31軍高級参謀伊藤誠逸大佐が戦死、師団長の斎藤も負傷した。
サイパンの東側を進んでいた第4海兵師団はカグマン半島を攻略後北上を続けていたが、サイパンは北上するにつれて進撃路が狭くなるため、ホーランド・スミスは並んで進撃していた3個師団のうち第2海兵師団を後方に下げて、西側に第27歩兵師団、東側に第4海兵師団を配置し、サイパン北端のマッピ岬に向けて進撃させた。

### 合同司令部自決
アメリカ軍の攻勢が強まる中で新防衛線もアメリカ軍に突破されるのは時間の問題となり、合同司令部は今後の方針について協議し、さらに島の北端まで撤退するか、全軍挙げて玉砕攻勢を行うかの二者択一に迫られたが、7月7日をもって全軍で玉砕突撃し全員の死を以って太平洋の防波堤となる事に決した。

7月5日に、第135連隊と第118連隊の軍旗を奉焼すると、同日夜、地獄谷の合同司令部で最後の作戦会議が開かれた。参加したのは中部太平洋方面艦隊司令長官南雲、中部太平洋方面艦隊参謀長矢野、第43師団長斎藤、第31軍参謀長井桁、第31軍参謀副長公平、独立混成47旅団長加嶋で、会議では斎藤、南雲、矢野、井桁の自決、サイパン島の戦況を大本営に報告するために公平、加島のサイパン脱出が決定した。南雲司令長官と斎藤師団長は全将兵に対して
と総攻撃の命令を行った。

そして7月6日、南雲は全軍に
との訓示を行った。第43師団参謀平櫛孝中佐によれば、その後の午前10時に、南雲、斎藤、第31軍参謀長井桁の3人の将官は肌着を着替え、入念に掃き清められた台座の上に座って、自決の儀式を行った。3人の後ろには拳銃を構えた高級副官が立ち、南雲の高級副官が「よろしゅうございましょうか」と尋ねると南雲が「どうぞ」と答え、それを合図に3人の将官は日本の古式に則り、持っていた軍刀を腹に突き立てると、高級副官らは持っていた拳銃で介錯を行った。
しかし、南雲らの最後には異説もある。南雲に最後まで付き添った従兵石川倉太郎によれば、海軍の南雲と陸軍の斎藤と井桁は、南雲の訓示の後には別行動を取っており、負傷により突撃に同行できなかった斎藤と井桁は7月6日の夜に自決したが、南雲は翌7月7日の午前3時に海軍部隊の先頭に立って突撃を指揮した。南雲たちは海岸線を3km進んだタナバク港付近まで達したが、南雲が機銃弾を受けて重症を負ってしまった。そこで、石川ともう1人の水兵が南雲を洞窟に担ぎ込んだが、午前4時30分ごろに最期を覚悟した南雲は日本の方を向いて「天皇陛下万歳」と叫んで、持っていた拳銃を頭に撃ち込んで自決したという。しかし、この証言に対しては同じ海軍から疑問がなげかけられており、ある海軍上等兵曹（氏名不詳）によれば、南雲は総攻撃に同行することはなく、海軍部隊の出撃を見送った翌7月7日の午前10時30分に、中部太平洋方面艦隊参謀長兼第14航空艦隊参謀長矢野英雄少将と自決したという。他にも、南雲が訓示を終えた後、陸海軍の司令官や参謀たちは最後の盃を交わして別れ、南雲ら海軍の司令官や参謀らはその後に自決したが、斎藤は翌7月7日に最後の総攻撃に出撃する将兵を見送った後に自決したという証言もある。
また師団長の斎藤の最後についても異説がある。陸軍特志看護婦となったサイパン南興水産の社員であった菅野（旧姓三浦）静子の著書によれば、斎藤と見られる老将官は6月26日、27日頃にドンニィの野戦病院に担ぎ込まれた。傷は左腕が根本から砕かれているような重篤なもので、三浦は自ら輸血を申し出て手術が行われた。その後の斎藤は衰弱が著しく、野戦病院壕の近くの地下壕で寝たきりであったという。その後、野戦病院がドンニィからマタンシャに移動する際、斎藤も三浦や他の傷病兵と共に担架に乗せられてマタンシャに移動したが、7月7日、そこの病院陣地も黒人アメリカ兵による包囲攻撃を受けると、斎藤は三浦に形見のハサミを渡し、タコツボ壕の中で拳銃で自決したという。戦後になり、遺族との手紙のやり取りの中で「閣下」とだけ呼ばれていたこの老将官が斎藤であったことが判明したという。

### バンザイ突撃
陸海軍3将官の自決後に、陸海軍の連携が乱れる事件が発生した。師団長の斎藤が自決したため、参謀長の鈴木が斎藤に代わって総攻撃の指揮を執ると海軍に申し出たところ、海軍側の葦名が、まだ南東方面航空廠長の佐藤中将や第5根拠地隊の辻村武久少将が健在であるとして、海軍中将・少将が陸軍の一大佐の指揮を受けることなどできないと反発し、最後の最後になって陸海軍が袂を分かつこととなり、南雲が命じた総攻撃不参加を宣言して席を立っている。しかし、結局は海軍将兵の多くは最後の突撃に加わることとなり、最後の突撃部隊は、陸海軍の残存部隊のほか、行き所を失った日本人住民の多くが、軍民が全力で造成を続けてきたパナデル飛行場周辺に集まっており、そのなかから一緒に突撃に加わると志願する者も相次ぎ、軍民入り混じった混成部隊でおおよそ3,000名となった。しかし、武器が無い者も多く、棒に銃剣を結び付けたものや、石を持っただけの者もあった。突撃部隊は3軍に分けられ海軍基幹部隊は海岸沿いに、陸軍基幹部隊の2軍は中央と山地に分かれて突撃することとした。海軍部隊には残存戦車5両が先頭を進む事になっていた。7月6日の日没後に自決した3将官の遺体を火葬に付すと7月7日3時にアメリカ軍に向かって進撃を開始した。これについても、陸海軍が決別することはなく、陸軍部隊は鈴木、海軍は南雲が率いて突撃したという証言もあって詳細は不明である。

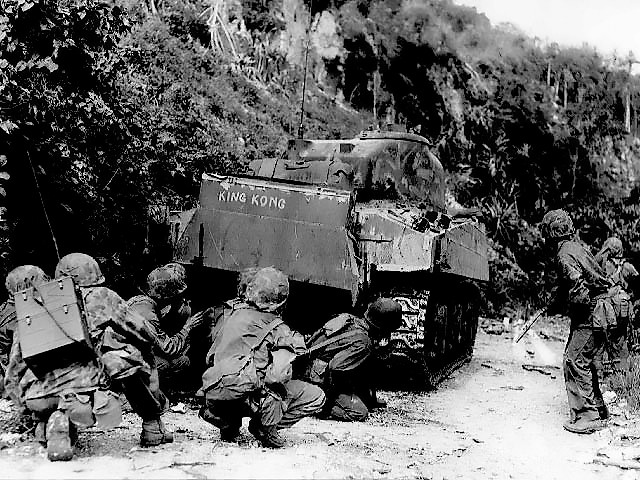
7月8日の掃討戦、M4中戦車の車体に貼り付けられているのは九九式破甲爆雷や速射砲対策の増加装甲。

アメリカ軍は攻撃直前となる7月6日の日没後に捕らえた日本兵の捕虜からこの攻撃の情報を得ており、各部隊に警戒体制をとらせていた。とある海兵隊兵士は「バンザイ突撃」の観覧を呼び掛けるジョークポスターを作っている。そのポスターには「酒に酔っぱらったジャップどもの突撃の様を見よ。アメリカ海兵隊の優秀な兵士たちの実弾演習の様子を見よ。今晩オールナイト上演。入場無料、さぁお友達を連れていらっしゃい」と書いてあったが、ホーランド・スミスはアメリカ軍兵士の士気を煽るため、そのポスターを複製して全部隊に配布するよう命じている。しかし、「スミスVSスミス事件」で混乱が続いていた第27歩兵師団は、その元凶となったホーランド・スミスからの再三の警告を軽く見て哨戒を十分に行っていなかった。さらに、アメリカ軍は日本人が集団をなしているのを発見すると、それが兵士であろうが民間人であろうが構わず、激烈な砲爆撃が浴びせてズタズタにしていたが、第27歩兵師団の警戒が甘かったため、日本軍が突撃準備に集まっていることも察知できていなかった。そのため日本軍は入念に突撃準備を行うことができた。
7月7日の午前3時に出撃した日本軍は、午前4時30分にサイパン西岸を進撃していた第27歩兵師団第105連隊の前線を襲撃した。攻撃前に日本軍は突撃前に入念な偵察をして、第105歩兵連隊の前線の警戒が弱いことを察知しており、日本軍は海岸伝いと森林を抜けて鉄道伝いの2方向から突撃してきた。第105歩兵連隊は前面に見通しの悪い丘があったにもかかわらず偵察を出しておらず、日本軍の接近を察知することができなかった。第105連隊が日本軍の突撃に気が付いたときには既に目前に迫っていたうえ、多数の兵がまとまっていたため射撃が間に合わず近接戦闘に引きずり込まれる事となり、たちまち海岸側に配置されていた第2大隊が包囲された。日本兵の多くが銃剣や軍刀や棍棒しか所持しておらず、アメリカ兵は銃撃ではなく斬撃や殴打で多数が殺傷された。第2大隊長エドガー・マッカーシー少佐は日本軍の突撃を「その様子はまるで前に見た映画でバッファローの集団が突進してくるシーンに似ていた。それを地面に設置したカメラで見上げている様だったが、日本兵は次々と突撃してきて立ち止まる事はなかった。」と述べている。
第105歩兵連隊は砲撃支援を要請、近くにいた第10海兵連隊の12門の野砲が支援砲撃を行ったが、距離があまりに近かったため、砲身をほぼ水平にし、さらにすぐに砲弾が炸裂するように、信管を0.25秒で点火するようセットして砲撃した。それでも敵味方が入り交じっているため、友軍に誤射してしまうこともあった。日本軍は第2大隊の前線を突破すると、その奥に配置されていた第1大隊も包囲した。両大隊はタナバク村に陣地を築いて生存を図ったが、突撃部隊との激しい近接戦闘が行われ、第105連隊第1大隊長 ウィリアム・J・オブライエン中佐は、突撃する日本軍に対して二丁拳銃で応戦、それを撃ち尽くすとジープに設置してあったブローニングM2重機関銃で突撃兵多数を殺傷、それも撃ち尽くしてしまうと、「第105連隊の第1大隊と第2大隊には、現在わずか100名の兵士が残っているに過ぎない。後生だから、弾薬、水、医療品を直ちに送って欲しい」と緊急支援要請を打電した直後に日本兵に斬殺されてしまった。オブライエンは死後にメダル・オブ・オナーが送られている。日本軍は残された数少ない迫撃砲で支援砲撃を行っていたが、その砲撃がアメリカ軍に大きな損害を与えた一方で、日本軍は友軍の中にも躊躇なく砲撃したため、友軍の迫撃砲弾に倒れる日本兵も多かった。
第105歩兵連隊の第1線を突破した日本軍は、その後方に展開していた第10海兵連隊第3大隊H.S砲兵中隊にも迫った。生き残っていた95式軽戦車が突進してきたので、海兵隊は野砲を水平にして零距離砲撃で戦車を撃破したが、その間に日本兵は第10海兵連隊第3大隊H.S砲兵中隊指揮所を背後から襲撃した。たちまち乱戦となり、12門の砲の一部は日本軍に奪取され2門が破壊された。海兵隊員は塹壕の中で必死の応戦を行ったが、第3大隊長のウィリアム・L・クラウチ少佐が戦死している。この砲兵陣地を攻撃したのは陸軍大佐に率いられた海軍部隊が主力の一団であり、指揮官の巧みな指揮による組織的な攻撃であったという。
夜を徹して激しい戦いが繰り広げられたが、アメリカ軍は夜明けと共に体勢を立て直すと、予備に回っていた第2海兵師団が主力となって反撃を開始した。戦闘は昼まで続き日本軍の突撃部隊は壊滅し、多くの日本兵が自決をしたり、最後を悟って無抵抗で殺され、ここで日本軍の組織的抵抗は終わりを告げた。アメリカ軍が確認した遺体は、バンザイ突撃で戦死した兵士の他、自決した民間人も含めて4,301体にも上り、いたるところに日本人軍民の多くの遺体が積み重なっていた。一方で、孤立したアメリカ軍第105歩兵連隊の2個大隊は、定員1,200人のうち、戦死者409人、戦傷者650人の損害を被って ほぼ全滅状態となった。海兵隊の損害も含めると、日本軍のバンザイ突撃で被った損害は1,500人を超えており、サイパンにおけるアメリカ軍の損害をさらに増大させた。
日本軍のバンザイ突撃を撃破したアメリカ軍は翌7月8日より北端に向かって掃討作戦を開始した。サイパンにおける戦いの終盤戦は、ホーランド・スミスがタポチョ山とバンザイ突撃で大損害を被った第27歩兵師団を後方に下げたため、第2海兵師団と第4海兵師団の手柄争いとなり、各部隊は最後の土地を占領するといった功績を勝ち取るべく、あたかも徒競走のように争った。日本軍は洞窟や草むらに潜み絶望的な抵抗を行ったが、アメリカ軍は火炎放射器と爆薬で容赦なく日本軍を殲滅しながら前進し、7月9日には日本兵と日本人民間人を北端のマッピ山北面やマッピ岬に追い詰めた。追い詰められた多くの日本兵や民間人は、アメリカ軍による投降呼びかけに応じることなく自決したり、バンザイクリフやスーサイドクリフから身を投げた（詳細は#集団自決で後述）。なかには、最後の抵抗としてアメリカ軍に向けて小銃を乱射していた民間人女性もいたが、海兵隊員は彼女の足を撃ち抜いて捕虜としている。沖合では巡洋艦や駆逐艦が艦砲射撃による支援を行っていたが、大量の日本兵と民間人の遺体は沖合にあるアメリカ軍艦艇の周辺まで流れ着いており、軽巡洋艦「モントピリア」の水兵ジェームズ・J・フェーイーは海面を日本人の遺体が埋め尽くしているのを見て衝撃を受けた。娯楽の少ない軍艦上において、艦首から艦尾まで日本人の漂流遺体を数えながら駆け抜けるという遊びが水兵の間で流行り、フェーイも参加したが20体を数えたところで止めてしまったという。やがて艦砲射撃の任務が終わると、「モントピリア」は海面に漂う遺体をおかまいなしに轢きながら航行したが、遺体がスクリューにからまるため、ときどき停船して潜水員が遺体を取り除かなければならなかった。
この日を以って、アメリカ統合遠征軍司令ターナーはサイパン占領を宣言した。スプルーアンスはサイパンの占領と南雲の自決の報告を聞き「この作戦で私がもっとも嬉しかった事は、サイパンの敵軍の指揮官南雲中将の最期である。南雲は真珠湾攻撃とミッドウェー海戦の際の日本艦隊の指揮官であった（中略）スリーストライクのアウトというわけだ」と喜んだ。

### 日本軍のゲリラ的抵抗

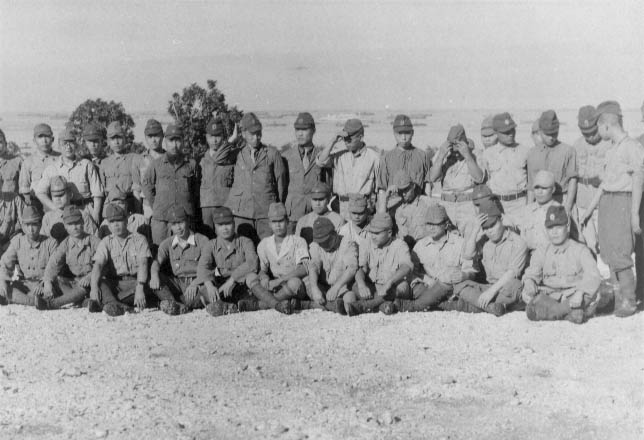
投降した大場栄陸軍大尉以下47名の部隊。

日本本土ではサイパンでは軍人・民間人ともに玉砕として報じられたものの、サイパン島に残ったわずかな日本軍地上部隊はゲリラ化し、遊撃戦に移行して各個で戦闘を継続した。また、戦後復員したある兵士の場合は、自身でも女性数名の自決を目撃はしたものの、島民の集団自決が各所で起こっていたことは帰国して初めて知ったとし、彼自身は他の兵士らとともにかなりの島民と穴に逃げこもっていたが、食糧難に陥り死体まで食する事態に至ったという。
日本のポツダム宣言受諾後も、その事実を知らない陸海軍将兵は遊撃戦を継続していたが、ポツダム宣言受諾の事実を知り順次投降した。歩兵第18連隊の下士官伊藤末吉は、連隊が壊滅したのちも部下約20人とマッピ岬断崖上にあった松林の樹上に立て籠もった。アメリカ軍も樹上の伊藤らになすすべなく、終戦になってようやく樹上から降りてきて投降したという。
タポチョ山を拠点としていた歩兵第18連隊衛生隊の大場栄陸軍大尉以下47名の部隊は、1945年11月27日（発令は25日）に独立混成第9連隊長の天羽馬八陸軍少将（陸士第23期卒）の正式の命を受け、12月1日、軍歌（彼らの部隊の隊歌と「歩兵の本領」）を歌って戦没者の霊に弔意を示しながら山を降り投降した。彼らは、大本営のサイパン放棄を知らず、必ず友軍がサイパンを奪還に来ると信じていたという。大規模な投降としては最後のものである。なお、歩兵第18連隊主力は1944年5月にグアムに移駐したが、衛生隊ほかは移駐が間に合わず、サイパンの戦いに加わることになっていた。
このほか、空挺部隊により飛行場を攻撃する剣号作戦と、その補助空襲である烈号作戦が計画されたが、実行前に終戦を迎えている。

### サイパン戦へのアメリカ軍評価

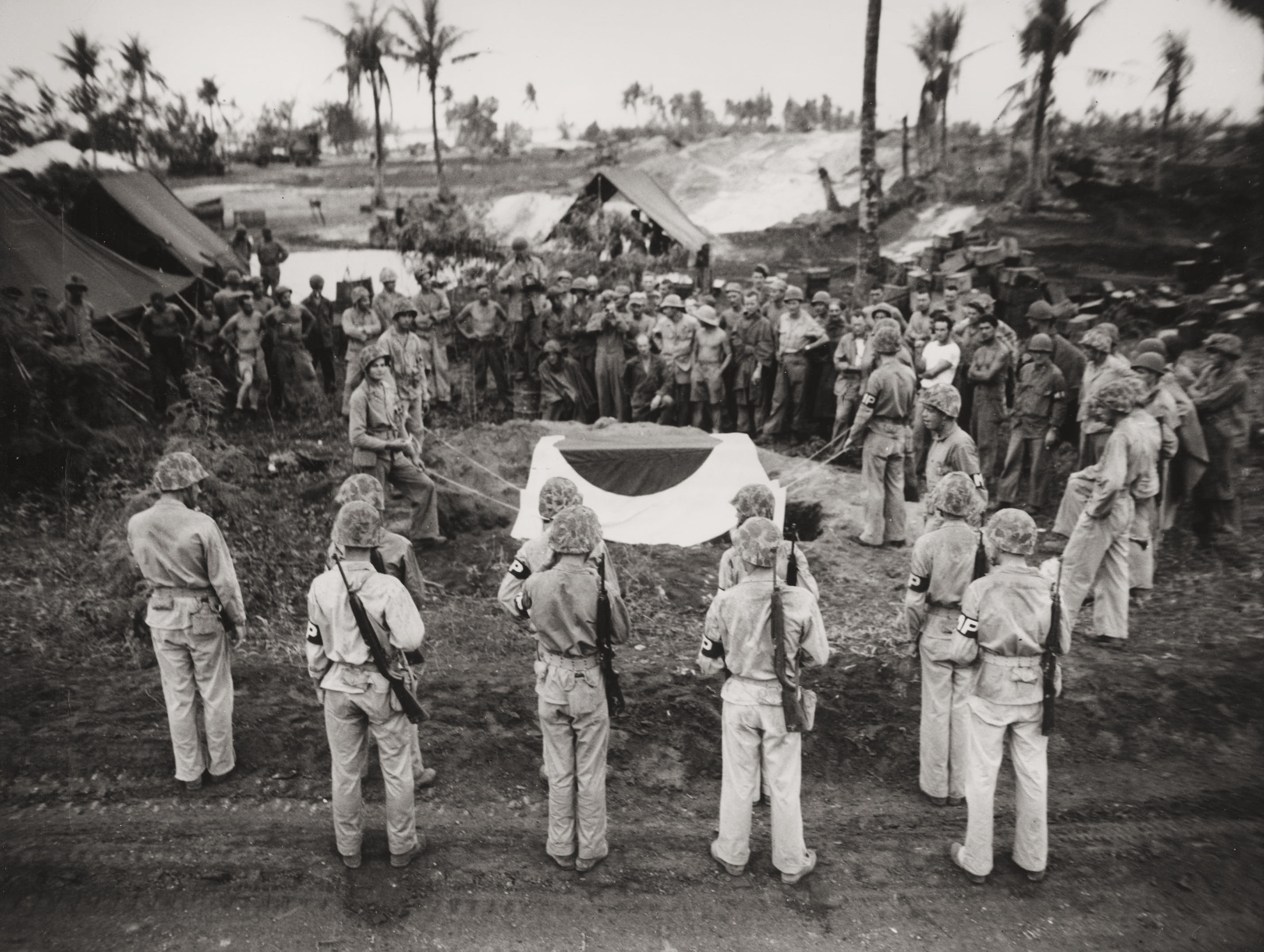
アメリカ軍による自決した斎藤師団長の軍葬。

アメリカ海兵隊の戦史局はサイパン戦での日本軍を「日本軍は最後は膝を屈したが、それでもよく戦った。世界中の兵士を比較した場合においても日本兵の粘り強さは最高水準にある。それは狂信的とも評価されるが公正な評価とは言えず、『実に素晴らしい愛国心』と評価すべきであろう。いずれにしても日本軍はどのような国とでも誇り高く戦える特徴を有していた。」 とサイパンでの日本軍の戦いぶりを評価する一方で、アメリカ軍自身へも「サイパン戦は、アメリカ陸海軍及び海兵隊が日本軍の障害を打ち破った大胆な冒険であった。それは強大な戦力を有する諸島の中心に、最寄りの拠点より1,000マイルを超えてアメリカの兵力と資材を送り込まなければいけないという課題があった。これまで飛び石作戦は600マイルを超えていなかったし、敵の強力な航空基地に守られていなかったが、このような状況でもアメリカ軍は勝利した。」と評価し大遠征作戦を成功させた自信も覗かせている。
また、マリアナ攻略艦隊第5艦隊司令スプルーアンス大将や統合遠征軍第51任務部隊ターナー中将などマリアナ攻略作戦の指揮官や幕僚らは、サイパン戦での日本軍の頑強な抵抗とその持続力に畏敬の念を抱き、戦闘は今後、ギルバート・マーシャル諸島の戦いの様に短期間で決定的な勝利を収める事はもうできないと考えた。サイパン上陸部隊の死傷率は最終的に20%を超える高い確率となり、（アメリカ軍が恐怖と呼んだタラワの戦いと同じ死傷率）今後はサイパン戦で立証された通り、戦いは長引き、そして多大な犠牲を強いるようになると確信した。その為、戦力増強が不可欠になると判断し、一旦延期となっていたグアム島の上陸作戦に陸軍第77歩兵師団の増強を要請している。
アメリカ軍当局はサイパン攻略の意義を喧伝したが、多くのアメリカ国民にとってはその意義よりはむしろ、タイム誌によってアメリカ国内に、「先週、約2,000ないし3,000のアメリカ海兵は、その大半が今や戦死したかもしくは負傷しているが、全国民にたいしてレキシントン・コンコードの戦いやアラモの戦いやリトルビッグホーンの戦いや ベローウッドの戦いなどの名前のわきに並ぶべき、不朽の名前を一つあたえた。その名前はタラワであった。」などと報道され、「恐怖のタラワ」としてアメリカ全土に衝撃を与えたタラワの戦いを上回る損失の方が注目され、軍への批判が高まった。この後、アメリカ海兵隊は硫黄島の戦いで更なる出血を強いられることとなったが、その際には、サンフランシスコ・エグザミナー紙から「硫黄島でアメリカ軍が余りにも重大な損害を被りつつあり、アメリカ軍がこうした損害に耐えきれなくなるという情勢が生まれてくることを示す恐るべき証拠がある。タラワやサイパンでおこったことと同じであり、もしこの状態が続くなら、アメリカ軍は日本本土に到着する前に、消耗し尽くしてしまう危険もある」と大損害を被った戦場の例として引き合いに出されて、今後のアメリカ軍の戦略を危惧する記事を報じられたほどであった。

## 島民及び日本人入植者

### 日本人居留民の本土疎開

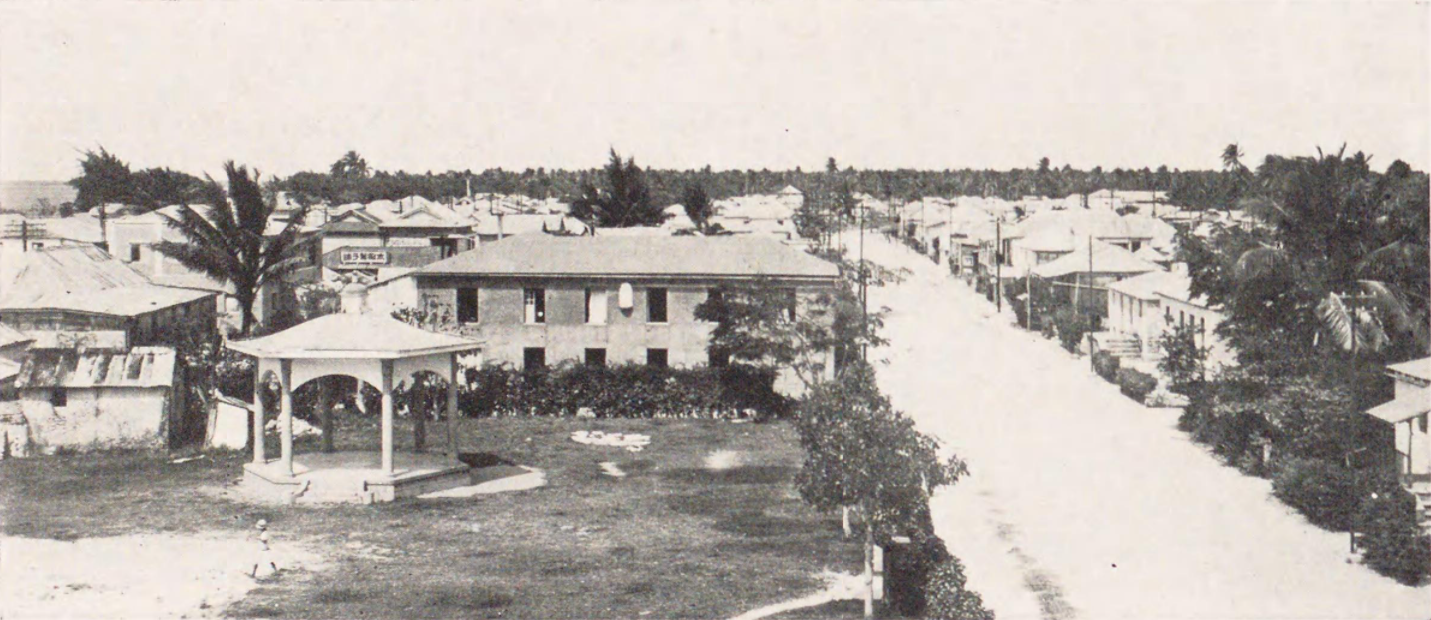
サイパン最大の街ガラパン市街（1932年）

サイパンは日本の委任統治領であり、サトウキビ栽培と砂糖の製造やカツオ漁を中心とする水産業を主要産業として栄えていた。準国策会社南洋興発株式会社の従業員やサトウキビ農家や港湾労働者などとして、主に沖縄県から移民が移住し、1943年8月の時点での人口は日本人（外地出身者含む）29,348人、原住民であるチャモロ人、カナカ人3,926人、その他の外国人11人となっていた。取り巻く戦況が厳しさを増し、日本本土との定期連絡船が途絶えているなかでも、サイパンは平穏であり、「南洋の東京」とも呼ばれた近代的都市のガラパンではデパートが営業を続け、「彩帆館」（彩帆はサイパンの日本名）という映画館兼芝居小屋では日本の古い映画が人気を集め、住民はカフェで現地栽培のコーヒー豆を焙煎したコーヒーを楽しみ、夜には「南洋梅」という銘柄のサトウキビで作られた日本酒で、近海で獲れたカツオを酒の肴にして宴会するほどの生活的な余裕もあった。
しかし、マリアナ諸島防衛が真剣に検討されるようになると、1944年（昭和19年）2月には兵員増強や物資補給の輸送船の帰りの船を利用して、婦女子・老人の日本への帰国が計画された。一方、16歳から60歳の男性は防衛強化要員として帰国が禁止された。疎開対象となった婦女子・老人に対しては引き揚げ命令が出され、日本への帰国対象者はマリアナ諸島各島からサイパンへと集結させられて、そこで日本に帰る輸送船に乗船した。しかし、3月の帰国船「亜米利加丸」がアメリカの潜水艦に撃沈され、500名の民間人ほぼ全員が死亡するなどの事件があった。その後は、補給船舶の帰路に便乗するなどして被害もなく疎開が続けられたが、6月4日には「白山丸」と「千代丸」がアメリカ軍潜水艦に撃沈されて128人が死亡している。
しかし、日本政府も軍の楽観的な見通しを鵜呑みにして、サイパンへの侵攻はまだ先と考えており、南洋庁長官の細萱戊子郎に本庁をパラオからサイパンに移したらどうかと打診していたほどで緊迫感はなかった。また、住民のなかには軍と運命をともにすると疎開を拒否する婦女子もおり、最終的には疎開はあまり進まず。アメリカ軍上陸時点での在留邦人は約20,000人と推計されている。
最後の疎開となったのは第4611船団となったが、上陸前のアメリカ軍艦載機による空襲が始まってからの出航となったので、徹底的にアメリカ軍艦載機から攻撃されて、輸送船15隻、護衛艦11隻の船団のうち無事であったのは輸送艦1、護衛艦1に過ぎず、輸送船に乗船していた多数の婦女子・老人が死亡した。その総数は不明ながら、沖縄戦前にアメリカ軍潜水艦に沈められた学童疎開船「対馬丸」での犠牲者1,500人を上回る数千人にものぼったという証言もある。

### 集団自決

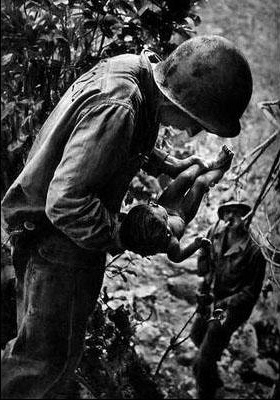
死体が折り重なった洞窟から赤ん坊を救出する米軍兵士。

サイパンは日本人の民間人が居住している土地での初めての本格的な防衛戦闘となったが、当時の日本には戦闘地域における民間人の取り扱いについての取り決めはなく、アメリカ軍の艦砲射撃や空襲が始まると、多数の民間人が巻き込まれて死傷した。アメリカ軍上陸直前の6月14日には日本人民間人に防衛召集がかけられ、青年団や警防団は軍に協力して後方任務に従事したが、軍が日本人民間人の保護や避難誘導を組織的に行ったという記録はなく、砲爆撃に家を焼かれた民間人は子供の手を引いて、山岳地帯に列をなして自ら避難していった。
サイパンの民間人の扱いに対して協議されたのは、大本営がサイパンの放棄を決定した後の6月28日であり、東條より検討の指示を受けた軍務局長佐藤賢了中将が、医事局長大塚文郎大佐を幹事とする連絡会議を開催して協議された。そこで「政府が命令において死ねというのは如何なものか」「非戦闘員が自害してればよいが、やむを得ずに敵手に落ちることもあるも、やむを得ないではないか」という意見が出されて「民間人は自決が望ましいが、死ねとも言えないので、やむを得ずアメリカ軍への投降を認める」という基本方針が決められた。この方針はすぐに東條から昭和天皇にも上奏され、民間人を非常に心配していた昭和天皇はこの方針を聞いて満足したという。しかし東條や佐藤はこの方針について「このことに対しては、直接の課長までとす」「個人または軍の意見の如く流布するのは不可」として、正式な命令や指示としてサイパンの各部隊に伝えることはしなかった。
日本本土でこのような決定がなされたことを知る由もない民間人は戦闘の中を逃げ惑ったが、戦闘の末期になると、多くの民間人が軍と共に島の北部に追い詰められ、バンザイクリフやスーサイドクリフから海に飛び込み自決した。なかには、親が子供を殺した後に崖から飛び降りたり、小学生が車座になって座り手榴弾で集団自決をすることもあった。多くの民間人が軍民一体、兵士と共に逝くことが祖国への忠誠と教え込まれてきた結果であり、民間人の最期の様子はアメリカの従軍記者によって雑誌『タイム』に掲載され、世界中に配信された。特に入水自決の一部始終を撮影したフィルムは1シーンしかなく、入水者は会津出身の室井ヨシという婦人であった。海兵隊員は目の前で繰り広げられる民間人の集団自決に衝撃を受け、特に自決前に行う儀式に目を奪われた。3人の若い日本人女性は多くの海兵隊員が見ている前で岩場に悠々と腰掛けると、長い黒髪を落ち着いた様子で櫛で整え始めて、整髪し終わると両手を合わせて祈りながらしずしずと海に向かって歩いていきそのまま入水自殺を遂げた。その様子を目撃したアメリカの従軍記者は、テルモピュライの戦いの前に、スパルタのレオニダス1世やその部下たちが決死の覚悟で執り行ったとされる儀式を連想したという。また、ある100人の集団は、全員が服を脱いで海中に入って身を清めると、平らな大きな岩の上に日本の国旗を広げ、その国旗の上で指揮役の男から配られた手榴弾で全員が自爆して果てた。
アメリカ軍は島内の民間人を保護する旨の放送を繰り返していたが、ほとんど効果がなかった。これは、退避中の民間人がアメリカ軍による無差別攻撃により死傷者を出していたことも影響した。志願で従軍看護婦となった民間人女性菅野静子も、アメリカ軍が日本軍負傷兵であふれていた野戦病院を火炎放射器で焼き払ったり、命乞いする日本軍負傷兵を殺害するところを目撃しており、捕まったら絶対に殺されると確信していたという。菅野は日本軍の最後の総攻撃のあと、野戦病院で手榴弾で自決をはかったが、重傷を負ってアメリカ軍に収容されており、のちに「ニューヨーク・ヘラルド・トリビューン」紙に「サイパンのジャンヌ・ダルク」として報じられている。その記事には「日本軍最後の玉砕地点で発見したのは、意外にも、手榴弾で自決をはかり下腹部に重傷を負っていたWAC（女性兵士）だった・・・この勇敢な“女戦士”のヤマト・ダマシイに強く心をうたれた」と書かれていたという。
また、民間人は軍からアメリカ兵に捕えられたら殺されるのだから、自分から死ぬ方がよいと教え込まれており、自決を禁止しなかったことも犠牲が増えた原因と指摘されている。この点、テニアンの戦いでは日本軍が民間人に対し自決行為を強く戒めた事が効果を出し、民間人の自決行為が少なかったのと対照的である（異論がある。詳細はテニアンの戦い#戦闘後）。
しかし、サイパンで収容した日本人の民間人を調査したアメリカ軍の報告書によれば、投降した民間人の中では自決を考えていた割合は低く、なかなかアメリカ軍に投降しなかった最大の理由は軍に殉ずるなどといった愛国的な理由よりむしろ「捕まったら拷問されるから」であり、それを信じていた比率は収容者の70％以上であった。民間人が拷問されると信じたのは、軍の指導や教育というよりは、戦争中の戦意高揚のため朝日新聞、婦人公論、雑誌キングといったマスコミが、ガダルカナルの戦いでの報道を基に「男や子どもたちは戦車やスチームローラーによって轢き殺され、女たちは船に連れて行かれて兵士や水兵らの慰みものにされるだろう」などと真偽不明のセンセーショナルな記事を報じ、それを読んで真に受けた日本軍将兵が、民間人に話して広まってしまったからであった。また、ある新聞では、アメリカ新聞紙面に掲載された、アメリカ軍戦車に取り付けられた日本兵の頭蓋骨の写真を紙面に転載して、アメリカ人に対する憎しみと恐怖を煽ったり、海兵隊が「日本兵狩猟許可証」を無料の弾薬や武器と一緒に受け取っているなどと、アメリカ軍人向けに描かれたフィクション漫画を翻訳付きで紙面に載せ、それを目にした民間人は、海兵隊員が捕虜になった日本人をもっともおぞましい拷問すると思い込み、海兵隊員を最も恐れていたという。
以上の状況から、捕らえられるよりは自決を選んだ民間人が入っていない統計にはなるが、民間人の投降を妨げた最大の要因は「アメリカ兵に対する恐怖」であったことが判明した。また、投降に至った手段としては、「よく知っている人または親戚の呼びかけ」で80％近くにもなった。逆にアメリカ軍が繰り返していた放送やビラによる投降呼びかけに応じたのは20％にも満たず、今後の日本人住民保護の参考として活かされることとなった。また、アメリカ側には、飛び降り自殺の様子がニュース映画等で放映されたことは、むしろアメリカ人に日本人は狂信的で和平にあたって妥協の余地がないという印象を与えたとする意見もある。
日本国内では大本営により「おおむねほとんどの民間人は軍と運命をともにした」と発表され、当時の日本の新聞各紙も上記『タイム』の記事を引用して民間人の壮絶な最期を記事にした。また、藤田嗣治によるサイパンの民間人の最後を描写した絵画「サイパン島同胞臣節を全うす」が制作展覧された。

### 先住系現地住民の被害
日本や欧米の統治領となる以前からサイパン島には先住民族として、ミクロネシア系のチャモロ人とカロリン人がいた。
彼らの多くの宗教はキリスト教で、スペイン統治時代からのカトリック、またドイツ系神父によって広められたプロテスタント系も若干あるが、日本軍の一般兵士らにとってはキリスト教というだけでともすれば敵性の宗教であるように捉えられ、また、海軍が既にあったチャモロ人の欧米風の家屋等をしばしば強引に接収しその引け目がかえって仇となって、彼らはしばしば差別やスパイ容疑の対象となった。日本人の理解できないチャモロ語を話していたというだけで、スパイ容疑で取り調べられたという話も多い。
米軍の上陸により、戦闘に巻き込まれまいと、あるいは若い世代の者には日本側の宣伝により米軍を恐れ、洞窟等に避難した者も多かった。ところが、戦時中に日本政庁関係者は先住系現地住民らに米の配給を取りやめたため、十分な手持ち食糧がなく、また、水の得にくいサイパン島の事情もあって、彼らはしばしば飢餓や渇きに倒れた。避難先の洞窟等で、日米両軍に敵味方の区別もろくにつけて貰えないまま、両軍の戦闘に巻き込まれるような形で銃撃や手榴弾攻撃の犠牲となった者も多い。この内容については、生存者の証言を纏めた絵入り本”We Drank Our Tears” （Pacific STAR Young Writers Foundation, 2004)にある。
ガラパン市街のアメリカンメモリアルパークに設けられている慰霊碑には933人の死者の名が記されていて、これは当時の先住系住民の1/5にあたったという。

### アメリカ軍による住民の保護

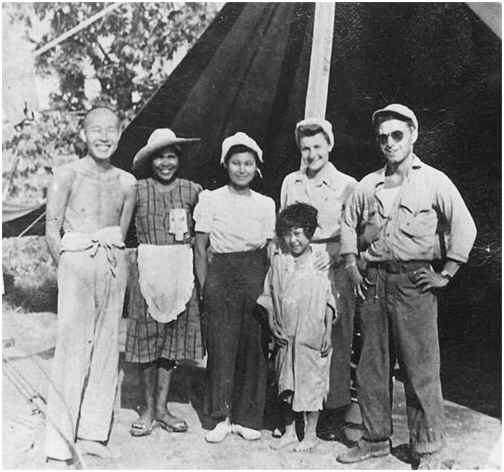
アメリカ海兵隊員ガイ・ガバルドン（右）とガバルドンに投降した日本人捕虜たち

サイパンの戦いは、アメリカ軍が太平洋戦線では初めて多数の民間人と遭遇した戦場となり、アメリカ軍自体、日本人住民がどのような行動に出るのか全く予想ができていなかった。上陸前には海兵隊員に対して、反撃してこない民間人に危害を加えたり、所持品を奪ってはいけないとする国際法規を遵守し、可能な場合は生きて捕らえるよう警告している。しかし、アメリカ軍は日本人民間人を生きて捕らえることについてはさほど熱心ではなく、日本人に投降呼びかけを行うため、日本語に堪能な兵士で特別部隊を編成して前線に送りはしたものの、資金や物資的な手当ては殆どされておらず、投降を呼びかけるビラについては、印刷費を軍が支出することはなかったので、やむなくハワイの新聞が印刷費を負担してくれたり、投降を呼びかける拡声器についても予算がつくことはなく、特別部隊の兵士たちが自分たちが受け取る予定であった個人的な手当を流用して購入していた。
以上のように、アメリカ軍の組織的な努力というよりは、日本語が堪能な兵士たちの献身的な活動によって、戦闘終了後にアメリカ軍は非戦闘員14,949人を保護収容している。内訳は、日本人10,424人・朝鮮半島出身者1,300人・チャモロ族2,350人・カナカ族875人となっている。戦闘終了後しばらく経ってから投降した日本人民間人も多く、ガラパンの副総代であり、サイパンの沖縄県人会会長松本忠徳の記録によれば、1945年4月時点のサイパンでの沖縄出身者の生存者は11,374人（49人の新生児を含む）と他県出身者約1,000人の約12,374人となっている。アメリカ軍によれば、日本人民間人の死者は約8,000人で、日本人と朝鮮人の死者は12,000人にもなり、住民の死亡率では沖縄戦を超える最悪のものになったとする説もある。
その後も民間人の投降が続き、終戦後しばらくして投降した民間人も多かった。引き続き、日本語が堪能な兵士による個人的な努力も続いていた。メキシコ系アメリカ人で、12歳の頃に日系移民である中野家の養子となったことで、日本語が堪能であった海兵隊員ガイ・ガバルドンは、その小柄な体格と日本語能力を活かして、立て籠もる日本兵や日本人民間人の自決を思い止まらせ、投降させた。捕虜を取ることを好まなかったガバルドンの上官は、軍法会議にかけると脅したが、ガバルドンは臆することなく捕虜を取り続けたので、ついに上官も認めざるを得なくなった。日本軍の組織的抵抗終了後も、ガバルドンは活動を継続し、説得に応じて投降した人数は1,000人以上にもなったという。ガバルドンはハーメルンの笛吹き男の故事に因んで「サイパンのパイドパイパー（笛吹き男）」とも呼ばれて、その活躍で海軍十字章を受賞している。また、「サイパンのジャンヌ・ダルク」こと菅野の夫であり、アメリカ軍で通訳業務をしていた菅野伊佐美が終戦後にアメリカ軍の要請で、バガン山に立て籠もっていた1,400人の日本軍将兵と2,000人の日本人民間人を説得して投降させており、最終的にアメリカ軍が収容した民間人は現地チャモロ人等も含めて約18,000人となった。

## サイパン戦の影響

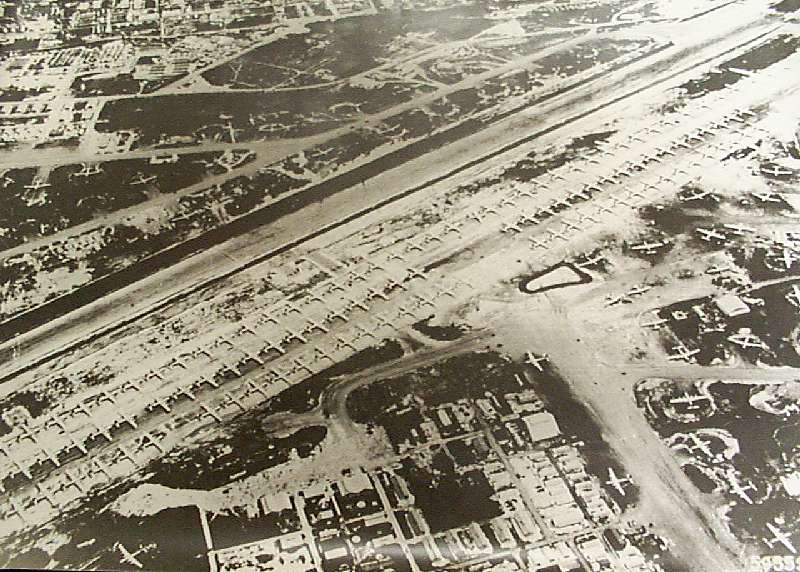
B-29が並んでいる占領後のサイパンの飛行場。本土空襲の為の航空基地となった

### 日本本土爆撃の本格化
アメリカ軍は6月18日に確保したイズリー飛行場を、まだ島内で激戦が戦われている最中にもかかわらず、滑走路に開いていた600個の弾着穴をわずか24時間で埋め立て、6月22日には戦闘爆撃機「P-47」で編成された第19戦闘機部隊を進出させ、同日の午後には戦闘支援任務で出撃させている。その後に、飛行場の長さ・幅を大幅な拡張工事を行ってB-29の運用が可能な飛行場となり、10月13日に最初のB-29がイズリー飛行場に着陸した。アメリカのタイム誌も1944年7月17日号の記事で「太平洋の島づたいの反攻作戦での最大血戦は終わり、東京へ1,500マイル以内の航空基地がアメリカ軍の手に入った。一番良い事は、この基地への補給が海路で容易にできることだ」とその意義を報道している。しかしサイパン島を確保しても北緯39度以北を空爆することは難しかった。P-51の護衛を受けながら日本全土を射程に収めるには硫黄島の確保が必須であった。
一方で日本側は、絶対の自信を持っていたサイパンの陥落によってB-29による関東及び中部地区への空襲が開始されると覚悟した。この重要性を痛感した永野修身軍令部総長は「サイパンを失った時は、まったく万事休すでした。日本は文句なしに恐るべき事態に直面することになりました」と考え、防衛総司令官であった皇族の東久邇宮稔彦王も「B-29は並外れた兵器であり、このような兵器に対抗する手段は日本にはもうなかった」と考えた。窮地に陥った大本営は、サイパンからの日本本土空襲の開始時期の想定を開始し、参謀本部第2部長有末精三中将が陸軍航空本部調査班に分析を指示、調査班は9月から10月にかけて50機～60機のB-29がサイパンに進出すると想定した。さらに調査班は9月23日に陥落後初めてサイパンの航空偵察に成功し、B-29の機体自体は撮影することができなかったが、イズリー飛行場が整備されていることを確認、また10月にはトラックにB-29が飛来するようになり、B-29のマリアナ進出は確実視された。さらに日本陸軍は、サイパンの偵察と攻撃を任務とする第2独立飛行隊を編成（指揮官：新海希典少佐）し、硫黄島に進出させて訓練を行わせた。第2独立飛行隊のサイパンへの攻撃は1944年11月2日に開始され、陸軍航空隊 九七式重爆撃機9機がタ弾を装備して出撃したが5機が未帰還、11月6日には3機が出撃し全機帰還、両日ともに爆撃には成功し20機以上のB-29撃破を報告しているが、実際には飛行場外に着弾しB-29の損害はなかった。
アメリカ軍による日本本土空襲の準備は着々と進み、11月1日にB-29の偵察型F-13のトウキョウローズ（機体番号#42-93852、第73爆撃航空団所属）が東京上空を偵察飛行した。11月11日に計画している東京の中島飛行機武蔵野工場爆撃のための事前偵察が任務であったが、高度10,000 m以上で飛行していたので、日本軍の迎撃機はF-13を捉えることができなかった。この日はほかにも、のち戦時公債募集キャンペーンにも用いられたヨコハマヨーヨー（#42-24621）など合計3機が、B-29としては初めて東京上空を飛行した。これらの偵察写真によって空襲目標リストが作成されたが、まずは航空産業を壊滅させるため、大小の工場1,000以上が目標としてリストアップされた。11月11日のB-29による東京初空襲は天候の問題で24日に延期となり、111機のB-29がそれぞれ2.5トンの爆弾を搭載して出撃した。日本軍は陸海軍混成で100機以上の迎撃機を出撃させたが、B-29は9,150ｍという超高高度で侵入してきたため、日本軍機や高射砲弾の多くがその高度までは達さず、B-29の損失は体当たりによる損失1機と故障による不時着水1機の合計2機と少なく、東京初空襲で緊張していたB-29搭乗員らは予想外に日本軍の反撃が低調であったため胸をなでおろしている。この日の被害は、死者55名と武蔵野工場施設の軽微な破壊だけであった。次いで11月29日には第73航空団所属29機が初めて東京市街地へ爆撃を敢行。ハロルド・M・ハンセン少佐指揮の機体番号42-65218機が帰路海上墜落、乗員全員戦死したが、この1機の損失のみで作戦を遂行した。この爆撃は、今までの爆撃とは異なり、工場などの特定の施設を目標としない東京の工業地帯を目標とする市街地への「無差別爆撃」のはしりのような爆撃ではあったが、10,000 mからの高高度爆撃であったことや、悪天候によりレーダー爆撃となったこと、攻撃機数が少なかったことから被害は少なかった。
日本軍第2独立飛行隊は、東京が初空襲を受けた3日後の11月27日に報復攻撃として、陸海軍共同でサイパンの飛行場を攻撃している。陸軍航空隊新海希典少佐率いる第二独立飛行隊の四式重爆撃機2機がイズリー飛行場（アスリートよりアメリカ軍が改名）を爆撃し完全撃破4機と16機が損傷させ2機とも生還した。続いて海軍航空隊の大村謙次中尉率いる第一御盾隊の零戦12機が、イズリー飛行場を機銃掃射しB-29を5機撃破し、また迎撃してきたP-47の1機を撃墜したが全機未帰還となった。新海少佐の第二独立飛行隊は12月7日の夜間攻撃でもB-29を4機を撃破、23機を損傷させている。
最後の攻撃となったのは1944年のクリスマスで、まず錫箔を貼った模造紙（電探紙、今で言うチャフ）を散布し、レーダーを欺瞞させた後に高低の同時進入という巧妙な攻撃でサイパン島とテニアン島を攻撃し、B-29を4機撃破、11機に損傷を与えている。日本軍のマリアナ諸島の航空基地攻撃により、B-29を19機完全撃破もしくは大破、35機が損傷し、アメリカ軍の死傷者は245名となった。
その後もサイパンから日本本土への空襲は続いたが、第21爆撃集団司令官ヘイウッド・ハンセル准将がアメリカ陸軍航空隊の伝統的ドクトリンである高高度昼間精密爆撃に拘り、損害に見合う戦果が挙げられていなかったため、アーノルドはハンセルを更迭し、信頼していたカーチス・ルメイ准将を後任とした。アーノルドはルメイを「やってみろ。B-29で結果を出せ。結果が出なかったら、君はクビだ」「結果が出なかったら、最終的に大規模な日本上陸侵攻になり、さらに50万人のアメリカ人の命が犠牲になるかも知れんのだ」と激しい言葉で叱咤し、アーノルドに叱咤されたルメイは大胆な作戦方針の変更を行うこととした。今までは、アメリカ陸軍航空隊の伝統的ドクトリンに基づく、対ドイツの戦略爆撃にならった高高度昼間精密爆撃に固執し、高度8500ｍから9500ｍの昼間爆撃を行っていたが、偵察写真を確認したルメイは、ドイツ本土爆撃で悩まされた高射機関砲が日本では殆ど設置されていないことに気が付いた。そこでルメイは爆撃高度を思い切って高度1500ｍ～3000ｍの低高度に下げることにした。爆撃高度を下げれば、ジェット気流の影響を受けないこと、エンジン負荷軽減で燃料を節約し多くの爆弾を積めること、爆撃が正確に命中すること、あと高高度爆撃では好天を待たなければならなかったが、爆撃高度を下げれば雲の下を飛行すればよく、出撃日を増加できることも大きかった。そして高射機関砲が少ない日本では爆撃高度を下げても損失率は上がらないと見積もった。
使用する爆弾は、1943年3月にダグウェイ実験場(ユタ州)で日本式家屋が立ち並ぶ市街地を建設し、そこで焼夷弾の燃焼実験を行うといった大規模な演習まで行って開発したM69焼夷弾とした。M69焼夷弾のナパーム(ゲル化ガソリン)で炎上した日本式家屋は容易に消火できず、日本に最適の焼夷弾と認定された。しかし低空では敵迎撃機、対空砲の危険性があるので夜間爆撃とし、爆弾搭載も今までの作戦における搭載量の2倍以上の6トンとして、編隊は防御重視のコンバット・ボックスではなく、イギリス軍がドイツ本土への夜間爆撃で多用した、編隊先頭の練度の高いパスファインダーの爆撃により引き起こされた火災を目印として1機ずつ投弾するというトレイル（単縦陣）に変更した。この戦法であれば、一定の目標を精密爆撃するのではなく、地域全体に焼夷弾を投下することになるので、未熟な搭乗員による爆撃でも十分な効果が期待できた。
ルメイの新戦術の最初の作戦は3月10日の東京大空襲となり、一晩で約10万人が死亡した。この絶大な効果で自信を持ったルメイは、沖縄戦支援での戦術爆撃任務を終えたのち、5月14日の名古屋空襲を皮切りに、B-29を大規模焼夷弾攻撃任務に復帰させた。補給も強化されて、6月までには常に400機のB-29が全力出撃できる十分な量のM69焼夷弾と航空燃料が準備され、稼働機も常に400機以上が揃っていた。5月14日昼間に529機、5月16日夜間に522機が名古屋市街地と三菱発動機工場を中低空で焼夷弾攻撃したが、高高度精密爆撃では大きな損害を与えられなかった名古屋市街と工場に甚大な損害を与えて、完全に破壊してしまった。焼夷弾で焼失した建物のなかには名古屋城も含まれていた。その後、全国の大都市を破壊しつくしたルメイは、目標を人口10万人から20万人の中小都市58に対する焼夷弾攻撃を行うこととした。この作戦は6月17日に開始されて、鹿児島、大牟田、浜松、四日市、豊橋、福岡、静岡、富山などが目標となり終戦まで続けられた。日本軍には跳梁するB-29に対抗する有効な手段はなく、香淳皇后が、疎開していた皇太子（継宮明仁親王）に「こちらは毎日、B29や艦上爆撃機　戦闘機などが縦横むじんに大きな音をたてて　朝から晩まで飛びまはつてゐます　B29は残念ながらりつぱです」という手紙を送ったほどであった。
日本本土空襲のためにマリアナ攻略を進言したアメリカ陸軍航空軍司令官アーノルドは、戦後に陸軍長官への報告書でマリアナの攻略とその後の日本本土空襲の意義を以下のようにまとめている。
なお、B-29搭乗員にはハイスクール卒業後まもなく志願したような十代の者も含めて、若者らが多かった。日本人収容者らは学校を再建したが、その校庭で児童らが体操をしている様子は、彼らにとっても愛らしく映ったらしく、好んでその様子をよく眺めていたという。しかし、その彼らもいったんB-29に搭乗すると容赦なく日本に無差別爆撃を繰り返すことになったのである。

### アメリカ軍上陸作戦での戦術の確立
アメリカ軍はサイパンでの勝因として
- 艦砲射撃
- 航空支援
- 火砲
- LVT
- 戦車
- 工兵隊
- 通信
- 輸送力
- 野戦病院

以上の果たした役割が大きかったとした。
これらはサイパン戦までの日本軍との戦いで培われ洗練されたものであったが、前述の通り艦砲射撃の効力など一部の問題点は、サイパン戦以降の作戦で順次改善されていった。
上陸軍指揮官のホーランド・スミス中将はこの後の硫黄島の戦いや沖縄戦の大規模な上陸作戦を指揮することになったが、サイパン戦がもっとも重要で意義深い戦いであったと位置付けている。その理由はサイパン戦により大規模な上陸作戦の戦術が確立され、その後のもっと大規模な上陸作戦でその経験則を活かすことができたからとしている。

### 東條内閣崩壊
サイパン陥落の結果として本土爆撃が本格化しては継戦が困難だと認識する日本の要人も多く、岡田啓介重臣を中心に倒閣活動が行われた。東條英機首相は続投工作するも実らず、内閣総辞職に追い込まれた。しかし倒閣活動が新内閣の具体的な構想を欠いて行われたこともあり、新たに成立した小磯内閣は戦争貫徹の方針を堅持した。

### 日本軍島嶼防衛戦術の改善
大本営はサイパンから報告された戦訓を元に、1944年7月20日に戦訓特報第28号を発行し全軍に通知した 
- アメリカ軍の上陸が従来と違い、太平洋艦隊の主力による激しい砲爆撃で防御の核心的要点を壊滅させ、一挙の攻略を企画した
- 作戦距離が飛躍的に増大した
- 機動部隊とは別の、上陸支援を主任務とする戦艦を主力とした有力な艦隊が存在する
- 敵の揚陸速度は迅速で、わずか10時間以内で一個師団が上陸完了する
- 夜襲を行えば照明弾により白昼化して艦砲により阻止砲撃が行われる

ことなど、アメリカ軍の新たな上陸戦術の特徴を説明し、今後の島嶼防衛戦の留意すべき事項として下記が説かれた。
- 今後の島嶼防衛は制空・制海権は圧倒的にアメリカ軍側にあるものという最悪の場合の前提が必要
- 友軍の地上兵力の増援は期待せず独力戦闘を行う
- 築城(陣地構築)の教育の必要性の認識
- 上陸準備の艦砲射撃は一万〜二万トンに及び想像以上である

以上を踏まえた今後への教訓は下記の通り徹底された。
- 砲爆撃対策と対戦車戦闘は対米戦の運命を決する二大項目である
- 戦車には砲撃と肉弾戦が有利
- 縦深陣地は絶対に必要、複郭陣地も準備必要
- 熾烈な砲爆撃特に艦砲射撃に対し、築城により兵力・資材をなるべく貯存して、敵に近迫して白兵戦に持ち込む訓練を行う
- 砲爆撃により、幹部の死傷者が増え指揮組織が崩壊した時に対する事前対策、特に中隊長級指揮官の統率力の強化
- 戦況が切迫してきた際は直接戦闘に関係ない土木作業(飛行場設営など)に無用な人力はかけず、陣地構築に集中する。

この戦訓はこの後のペリリューの戦い、硫黄島の戦い、沖縄戦に活かされる事となった。

#### 大本営晴気誠参謀の自決
大本営陸軍部参謀晴気誠少佐はマリアナ方面作戦の担当参謀であったが、自らが関与したサイパンの水際撃滅作戦が破られアメリカ軍に上陸を許したのを知ると、現地での直接作戦指導を直訴した。東條はこの異例な申し出を承認したうえ、軍刀と激励の辞まで送っている。晴気は硫黄島まで飛行したが、サイパンは敵の制空権下で近づく事ができず、それでもパラシュートでのサイパン降下を懇願したがそれも果たせず、失意の上に断念している。その後サイパンの戦訓を活かした島嶼防衛などの作戦指導に精励していたが、沖縄戦が始まると何度も特攻を志願し、第五航空艦隊司令長官宇垣纏中将に、陸軍士官学校同期生の羽場安信少佐を通じて「国軍の悲境はサイパン失陥によるもので、その責は自分にある」として特攻志願を直談判しようとしたが、このときは羽場から止められている。その後に終戦を迎えたが、8月16日の夜に晴気は羽場に「誰にも頼むわけにはいかぬ、迷惑だろうが見届けてくれ」「男の頼みだ、立ち会ってくれ」と自決の見届けを懇願、羽場は思いとどまるよう説得したが、晴気は翻意することなく、最後は羽場の方が折れて自決の見届けを了承した。2人は8月17日の夜明けに市ヶ谷台の大正天皇御野立所まで行くと、羽場が見届けるなか晴気は軍刀で割腹したのち拳銃で自決した。家族に宛てた遺書は8月10日付けであり、晴気は終戦前に自決を決心していた。その遺書には「サイパンにて散るべかりし命を今日まで永らえてきた予の心中を察せられよ・・・」とサイパンでの作戦指導の責任を最期まで感じていた事が記されていた。

## 参加兵力

### 日本軍

#### 陸軍
- 第31軍司令部
  - 司令官：小畑英良中将（上陸時島外）
  - 参謀長：井桁敬治少将

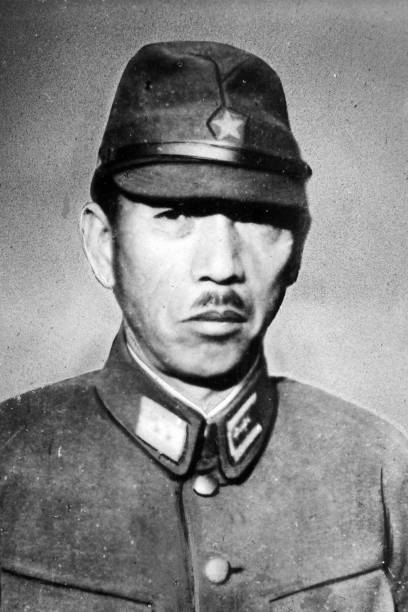
第43師団長斎藤義次中将

  - 参謀副長：公平匡武少将（第8方面軍より第31軍参謀長を補佐するためサイパン島に派遣。就任は米軍上陸後の6月19日）
- 第43師団（師団長：斎藤義次中将）司令部要員253名 
  - 歩兵第118連隊（連隊長：伊藤豪大佐）兵員1,033名（海上輸送中に連隊長以下2,240名が海没し、その残存部隊）
  - 歩兵第135連隊（連隊長：鈴木英助大佐）兵員3,295名
  - 歩兵第136連隊（連隊長：小川雪松大佐）兵員4,055名
  - 師団直轄部隊 通信、輜重、野戦病院、庶務合計3,667名
- 独立混成第47旅団（旅団長：岡芳郎大佐）兵員1,470名
  - 旅団砲兵・旅団工兵 合計499名
- 第9派遣隊（旅団長：有馬純彦大佐） 兵員1,555名
- 戦車第9連隊（連隊長：五島正大佐） 兵員990名
- 高射砲第25連隊（連隊長：新穂寛徳中佐）兵員1,117名
- 独立山砲兵第3連隊（連隊長：中島庸中佐）兵員978名
- 独立工兵第7連隊 （連隊長：小金澤福次郎大佐）兵員775名
  - 歩兵第40連隊第3大隊（独立歩兵第315大隊に改編）：兵員618名
  - 歩兵第15連隊の一部：兵員610名
  - 歩兵第150連隊牛山隊：兵員700名
  - 独立臼砲第14大隊：兵員649名
  - 独立臼砲第17大隊：兵員634名
  - 野戦機関砲第44中隊：兵員105名
    - 独立自動車第264中隊：兵員181名
    - 独立自動車第278中隊：兵員187名
    - 独立戦車第3.4中隊：兵員174名
    - 他島部隊からの派遣：合計556名
- 米軍上陸時の陸軍戦闘部隊：合計24,875名
- 陸軍航空関係人員：合計1,285名
- 陸軍船舶関係人員：合計1.375名

#### 海軍

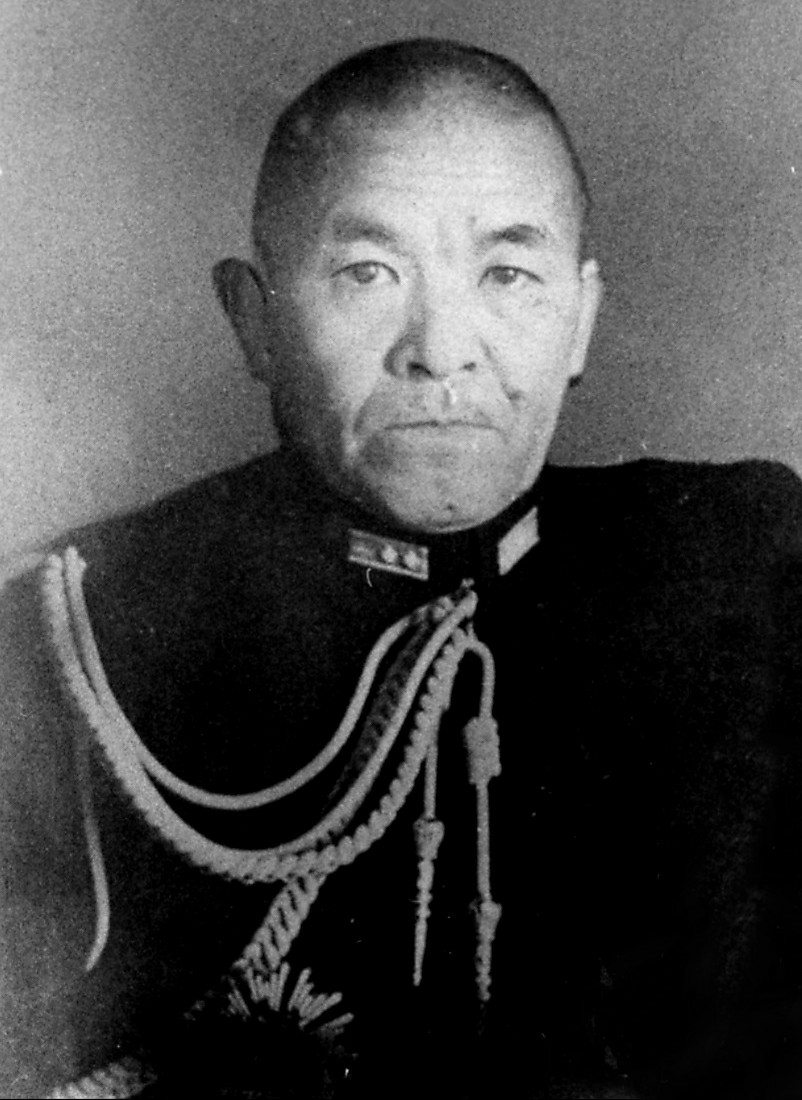
中部太平洋方面艦隊司令長官南雲忠一中将

- 中部太平洋方面艦隊（司令長官：南雲忠一中将）司令部要員502名
- 第5根拠地隊（司令官：辻村武久少将）合計456名
  - 第5通信隊 兵員369名
- 第55警備隊（隊長：高島三治大佐）兵員2,000名
- 横須賀第一特別陸戦隊（司令：唐島辰男中佐）兵員800名
- その他艦隊関係人員、海軍航空隊関係人員、設営隊等
- 米軍上陸時での海軍部隊　　合計　6,160名

### アメリカ軍

#### 陸上部隊

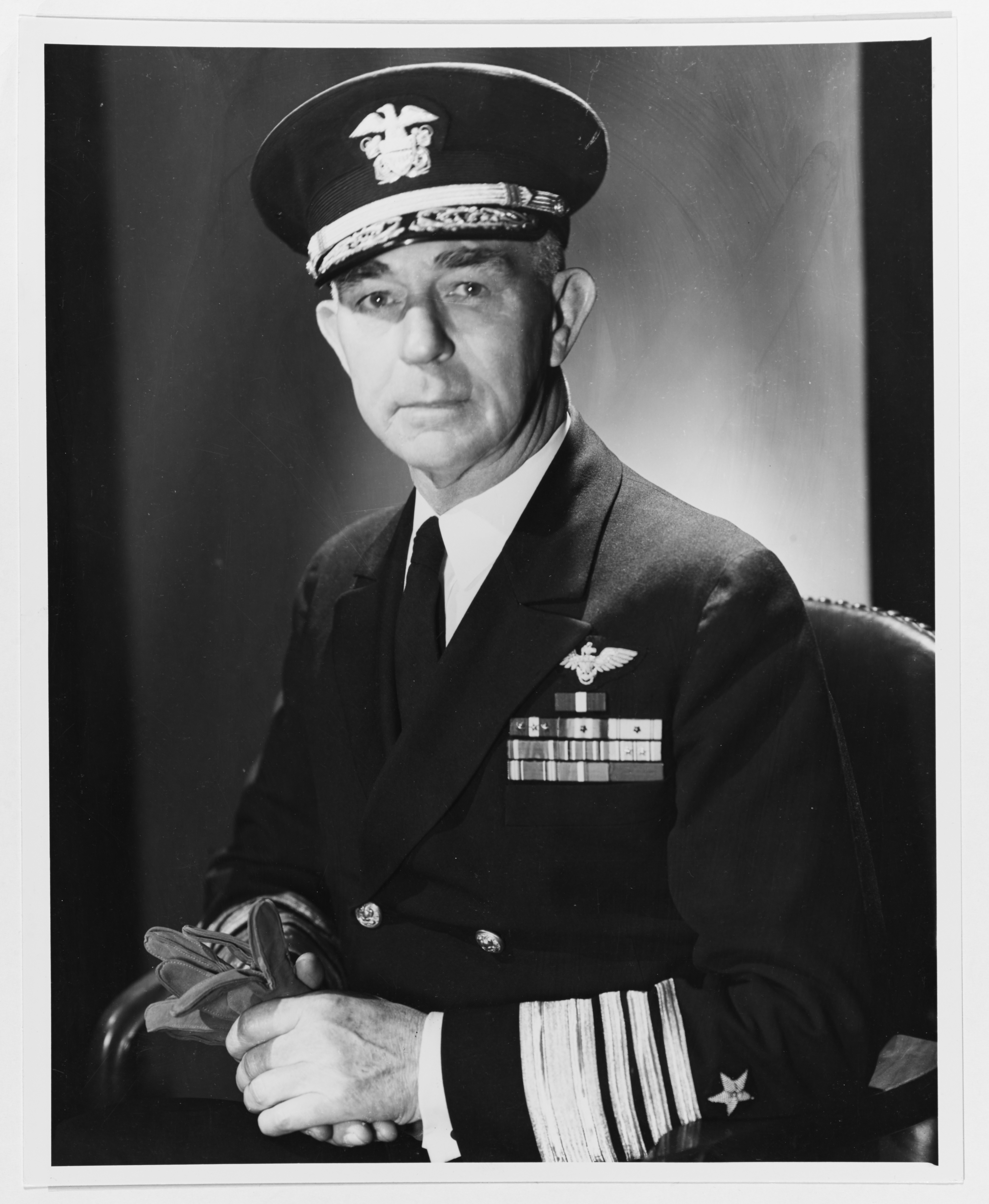
アメリカ統合遠征軍指揮官　リッチモンド・K・ターナー中将

- 統合遠征軍 第51任務部隊（指揮官：リッチモンド・K・ターナー中将）
- 上陸軍総司令部（指揮官：ホーランド・スミス中将）司令部要員2,296名
  - 軍直轄砲兵部隊 2,682名
  - 軍直轄高射砲部隊 949名
  - 第2海兵師団 兵員22,702名
    - 第2海兵連隊
    - 第6海兵連隊
    - 第8海兵連隊
    - 第10海兵連隊
    - 第18海兵連隊
    - 師団戦車隊
    - 師団砲兵（155mm野砲）

  - 第4海兵師団 兵員21,618名
    - 第23海兵連隊
    - 第24海兵連隊
    - 第25海兵連隊
    - 第14海兵連隊
    - 第20海兵連隊
    - 師団戦車隊
    - 師団砲兵（155mm野砲）

  - 第27歩兵師団 兵員16,404名
    - 第105歩兵連隊
    - 第106歩兵連隊
    - 第165歩兵連隊
    - 第104野砲大隊
    - 第105野砲大隊
    - 第106野砲大隊
    - 第249野砲大隊
    - 第295戦車大隊
    - 第766戦車大隊

#### 海軍

太平洋艦隊司令長官兼太平洋方面最高指揮官チェスター・ニミッツ大将のポスター

- 太平洋方面最高指揮官：チェスター・ニミッツ大将
- 第5艦隊（司令長官：レイモンド・スプルーアンス大将）
- 第58任務部隊（指揮官：マーク・ミッチャー中将）
  - 戦艦11隻
  - 正規空母7隻
  - 軽空母6隻
  - 護衛空母11隻
  - 巡洋艦24隻
  - 駆逐艦152隻
  - 他多数

## 信頼性等に議論のある主張
サイパンの戦いに関しては、以下のような事実とは思えない話や仮説を主張している少数者もある。

### 海軍を恨むという決別電
新聞記者の中所豊の『日本軍閥秘史―裁かれる日まで』によると、斎藤中将は玉砕にあたり最後の通信で「我々陸軍将兵一同は敵アメリカ軍を恨まずして日本海軍を永遠に恨みつつ玉砕する」と打電。この電文は陸軍の暗号で暗号化され、海軍の無線を通じて陸軍側に取り次がれたという。ただし、斎藤中将の最後の状況については、捕虜となって生還した平櫛孝参謀によると、海軍の南雲中将と同時に自決している。この点、南雲中将は自決せずに最後の突撃に参加したとする説もある。中所の著作は戦後の暴露ブームの中で発表された巷談本に等しいものであり、そもそも信頼できる資料は無く、版元は中華国際新聞社である。

### 地下陣地化によって戦争全体を膠着化できたとする仮説
小室直樹は、サイパンの戦いで日本軍が徹底した地下陣地化と大量の陸上戦力の配備をしていれば、戦争全体を膠着状態にできたと主張している。サイパンの戦いやテニアンの戦いなどでは、東条英機参謀総長によって未だ水際作戦がとられていたために、日本軍は早々と玉砕することになった。小室はこの点に着目し、ペリリューの戦いや硫黄島の戦いのように地下壕陣地をつくり、地下飛行場を築き中国戦線から20個師団を転用し抗戦をしていれば、サイパンの土壌は強固な珊瑚などで構成されていることから艦砲射撃に堪えられ、硫黄島同様に熾烈な戦いとなり、戦争全体の展開も膠着した可能性があると説く。この説は一部の仮想戦記でも採用されている。
このほか、アメリカ軍を上陸させた上でフィリピンの第14方面軍のように持久戦を行うことで、一定のアメリカ軍を現地に拘束して進行計画を遅らせる程度の事は可能であったとの見解もある。この点、フィリピンの方については、米軍5個師団をひきつけ続けることで九州上陸作戦の予定を昭和20年6月から同年11月に遅らせ、結果として九州への米軍上陸を防いだとの分析がある。

## 史跡

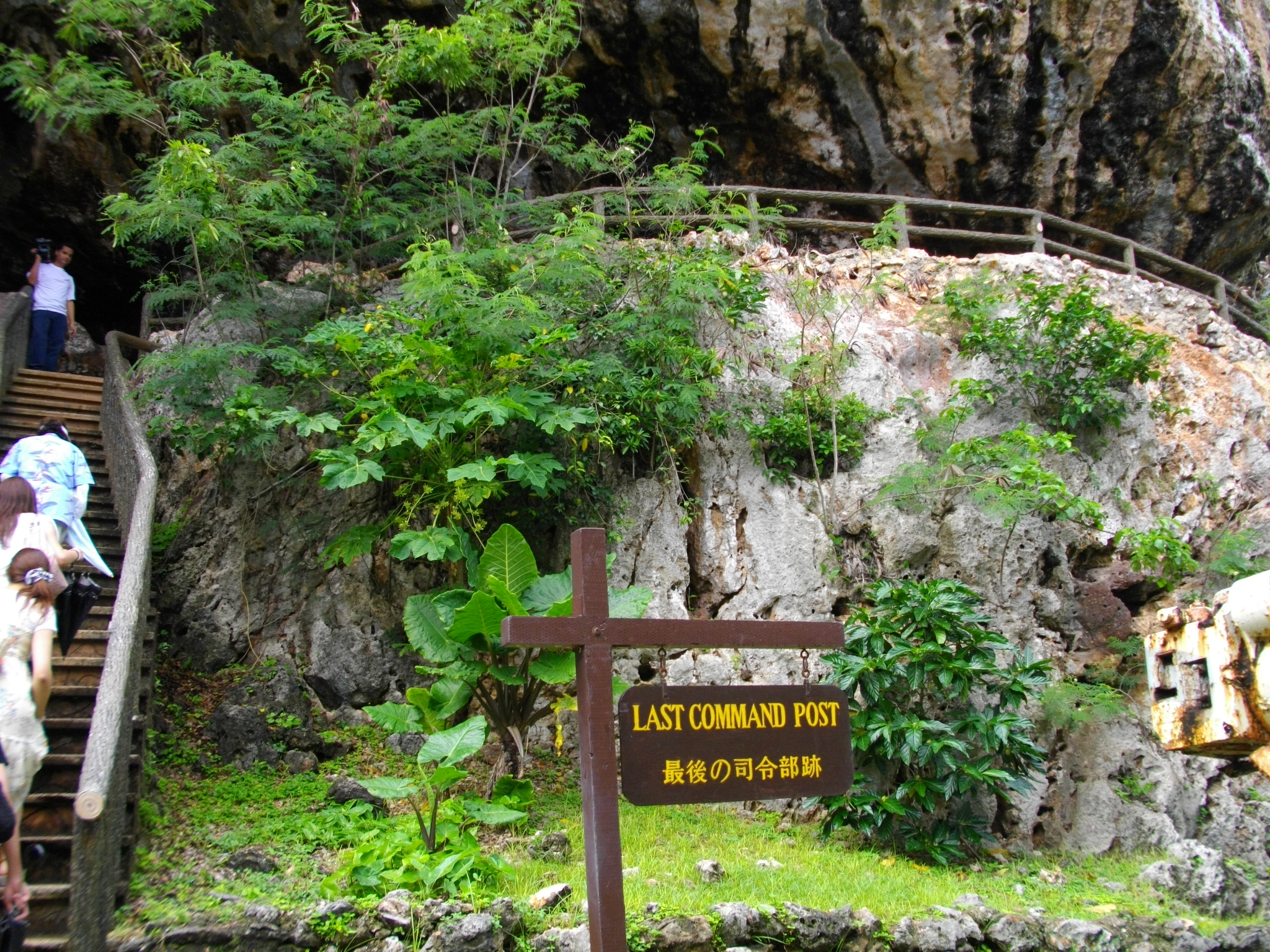
ラストコマンドポスト

サイパン島には多数の戦争関連施設や戦争遺構があるが主なものを挙げる。
今日でも戦跡巡りのツアーが多く行われており、サイパン島観光の定番メニューとなっている。
また、戦跡以外でも日本委任統治領時代の名残が多く残っている。
- ラストコマンドポスト（最後の司令部跡とされていることがあるが、地獄谷の司令部壕はガラパンから6㎞北のサン・ロケ地区の山中にあり、実際は海軍の監視所跡である。集められた九五式軽戦車などの兵器の残骸等も設置している）
- 中部太平洋戦没者の碑
- サイパン国際空港(周囲に九七式中戦車の残骸や日本軍のトーチカなどが多数残っている）
- バンザイクリフ
- スーサイドクリフ
- 北マリアナ諸島歴史文化博物館（旧南洋庁立サイパン医院）
- シュガーキングパーク（公園内の松江春次像の台座に弾痕が残されている）
- 彩帆香取神社

## サイパンの戦いが描かれた作品
映画
- 『愛欲と戦場（英語版）』- 1955年公開。ラオール・ウォルシュ監督。
- 『戦場よ永遠に（英語版）』- 1960年公開。フィル・カールソン監督。
- 『激動の昭和史 軍閥』- 1970年公開。堀川弘通監督。
- 『大日本帝国』- 1982年公開。舛田利雄監督。
- 『ウインドトーカーズ』 - 2002年公開。ジョン・ウー監督。
- 『太平洋の奇跡 -フォックスと呼ばれた男-』 - 2011年公開。平山秀幸監督。

絵画
- 『サイパン島同胞臣節を全うす』-　1945年。バンザイクリフの日本人非戦闘員の集団自決が描かれている。藤田嗣治画伯。